# Catedral de Toledo
La catedral de Santa María, llamada también catedral primada de España, es un templo católico de arquitectura gótica en Toledo, considerado por algunos como el opus magnum de este estilo en España. Su construcción comenzó en 1226 bajo el reinado de Fernando III el Santo y las últimas aportaciones góticas se dieron en siglo XV cuando en 1493 se cerraron las bóvedas de los pies de la nave central, en tiempos de los Reyes Católicos. Está construida con piedra blanca de Olihuelas (en el término de Olías del Rey).
Se la conoce popularmente como Dives Toletana (con el sentido de la rica toledana). Es sede de la archidiócesis de Toledo.

## Historia

### Orígenes
Durante muchos años, la tradición popular no escrita ha venido contando que hubo en este mismo lugar donde se encuentra la actual catedral un primer templo de la época del primer obispo Eugenio. Este templo fue consagrado por segunda vez el año 587, después de haber sufrido algunas alteraciones, como lo atestigua la inscripción aparecida en el XVI que se conserva en el claustro y dice:

En el nombre del Señor fue consagrada la Iglesia de Santa María en católico, el día primero de los idus de abril, en el año felizmente primero del reinado de nuestro gloriosísimo rey Flavio Recaredo, Era 625 [13 de abril de 587]

La ciudad había sido sede obispal de la Hispania visigoda. Los numerosos Concilios de Toledo atestiguan su importante pasado eclesiástico. También la abjuración del arrianismo por parte de Recaredo había tenido en ella su lugar y tiempo. La invasión musulmana no eliminó de inmediato la impronta cristiana y el obispado se trasladó y quedó establecido en la iglesia de Santa María de Alfizén.
Se cree que el edificio obispal visigodo fue transformado nuevamente para convertirse en la mezquita mayor de la ciudad de Toledo. Algunos investigadores apuntan que la sala de oración de la mezquita se corresponde con el cuerpo de las cinco naves de la actual catedral: el sahn (o patio) coincidiría con una parte del actual claustro y de la capilla de San Pedro y el alminar con la torre de campanas. Entre los datos arqueológicos actuales es posible observar algunos vestigios de la construcción musulmana: una columna islámica empotrada dentro de la capilla de Santa Lucía; los fustes marmóreos que guarnecen el exterior del coro son un aprovechamiento de una antigua construcción musulmana; los arcos entrecruzados de estilo califal en el triforio de la capilla mayor y en el de la girola, coinciden con la tradición constructora musulmana de Córdoba, si bien su estructura es de traza cristiana.

### La catedral de Alfonso VI
La ciudad de Toledo fue conquistada por Alfonso VI, rey de León y Castilla en 1085. Uno de los puntos de las capitulaciones que hicieron posible la entrega de la ciudad sin derramamiento de sangre fue la promesa de este rey de conservar y respetar los edificios de culto, las costumbres y la religión tanto de musulmanes como de la gran población cristiano-mozárabe; naturalmente, la mezquita mayor se hallaba comprendida en ese compromiso. Poco después, el rey tuvo que ausentarse por cuestiones de Estado, quedando al frente de la ciudad su esposa Constanza y el abad del monasterio de Sahagún Bernard de Sedirac (o Bernardo de Cluny), que había sido elevado al rango de arzobispo de Toledo. Estos dos personajes, de mutuo acuerdo y aprovechando la ausencia del rey, protagonizaron un hecho que, según cuenta el padre Mariana en su Historia General de España, a punto estuvo de provocar una rebelión y la ruina de la ciudad recién conquistada.

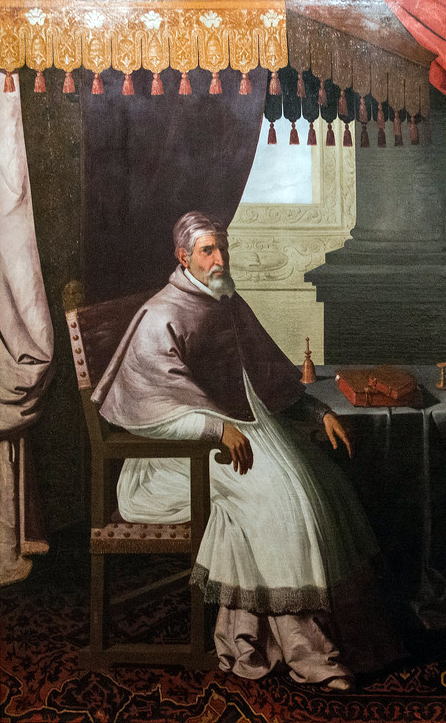
Urbano II, mediante la bula Cunctis Sanctorum, reconoció la condición de primada a la catedral y diócesis de Toledo

El asunto fue que el día 25 de octubre de 1087, el arzobispo (de acuerdo con la reina Constanza) envió gente armada para que se adueñara por la fuerza del recinto de la mezquita. Después de este lance, instalaron un altar provisional y colocaron una campana en el alminar, siguiendo la costumbre cristiana para «arrojar las suciedades de la ley de Mahoma». Cuenta el padre Mariana que el rey Alfonso VI se enfadó tanto cuando se enteró de lo acontecido que ni el arzobispo ni la reina consiguieron aplacarlo y que dictó sentencia de muerte para casi todos los implicados. La leyenda narra que fueron los musulmanes los verdaderos intermediarios para conseguir la paz, con la figura del negociador y alfaquí Abu Walid quien llevó al rey un mensaje de tolerancia en el que se decía que aceptaban como legítima la usurpación. En recuerdo y gratitud de este gesto, el Cabildo catedralicio del siglo XV le dedicó un homenaje y encargó su efigie para colocarla en uno de los pilares de la capilla mayor, perpetuando de esta manera su recuerdo. Este hecho no está documentado y muchos historiadores del arte ven en la efigie un sacerdote de aspecto musulmán. Como consecuencia de aquel suceso, la mezquita toledana quedó consagrada y convertida en catedral cristiana, sin hacer apenas cambios en su estructura.
No se se sabe cómo era la mezquita, pero teniendo en cuenta los vestigios conservados en otras ciudades (Sevilla, Jaén, Granada, Málaga y la propia Mezquita de Córdoba) puede suponerse que sería un edificio columnario, con arquería de herradura sobre columnas tal vez aprovechadas de otras construcciones romanas y visigodas. Es posible que se pareciese bastante a la iglesia de El Salvador de Toledo, antigua mezquita.
El rey Alfonso VI hizo importantes donaciones al nuevo templo. El 18 de diciembre de 1086 fue puesta la catedral bajo la advocación de María y se le concedieron villas, aldeas, molinos y un tercio de los ingresos de todas las demás iglesias de la ciudad. El primer privilegio real que se conserva reza en latín en su inicio:

Ego, disponente Deo, Adefonsus Esperie imperator condeco sedi metropolitane scilicet Sancte Marie urbis Toletane honorem integrum, ut decent abere pontificalem sedem, secundum quod preteritis fuit constitutum a sanctis patribus...
Yo, por la disposición de Dios, Alfonso Emperador de España doy a la silla metropolitana de Santa María de la ciudad de Toledo entera honra como conviene la tenga la silla pontifical, según que en los tiempos pasados fue ordenado por los santos padres.

Se hicieron las obras necesarias para establecer el culto cristiano romano, entre otras el cambio de orientación del presbiterio y capilla mayor. Urbano II le reconoció en 1088 su condición de catedral primada sobre las demás del reino. La mezquita-catedral se mantuvo casi intacta hasta el siglo XIII, año de 1222, en que una bula del papa Honorio III autorizó a emprender las obras de la nueva fábrica que se iniciaron en 1224 (o 1225) y cuya ceremonia oficial de colocación de la primera piedra tuvo lugar en 1226 (otras fuentes dicen 1227), con la presencia del rey Fernando III el Santo. A lo largo del siglo XIII se aumentaron las rentas catedralicias al integrarse en su patrimonio Alcalá de Henares.

### La catedral del arzobispo Ximénez de Rada

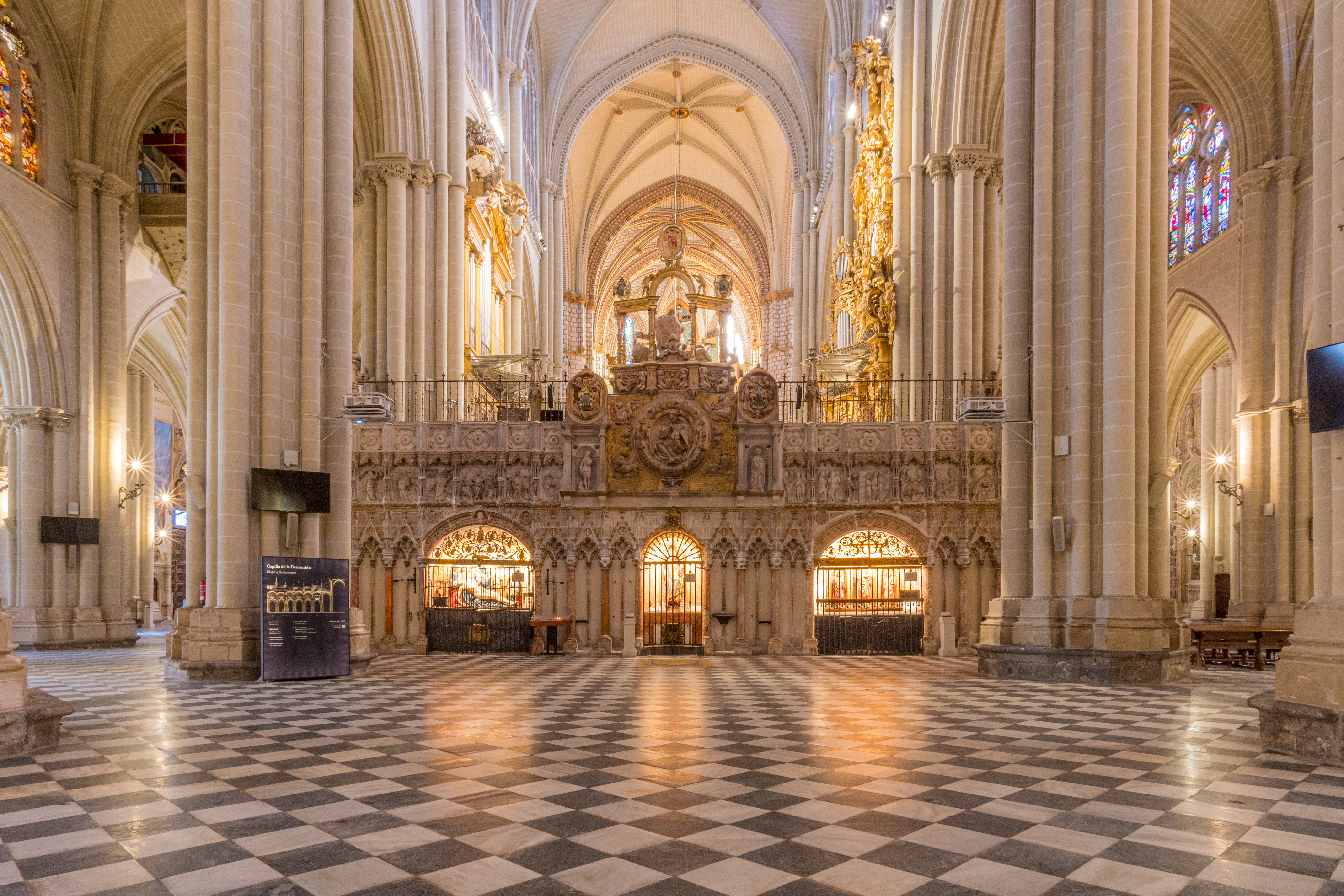
Trascoro y panorámica interior

El edificio de la catedral tal y como hoy se contempla es obra del siglo XIII, época del arzobispo de Toledo Rodrigo Ximénez de Rada y del rey Fernando III el Santo. La ceremonia oficial de la puesta de la primera piedra se retrasó con respecto al comienzo de las obras, en espera a que el rey pudiera hacer acto de presencia (1227). Ximénez de Rada había sido elegido arzobispo de Toledo en 1209 y desde el principio de su mandato defendió ante el papa la primacía de la sede toledana. En su mente estaba la construcción de una gran catedral digna de esta ciudad que él gobernaba. Por entonces, la mezquita-catedral se mostraba bastante vieja y ruinosa; incluso algunas secciones habían sido demolidas por su antecesor. La mezquita-catedral disponía de un amplio espacio, pero era de poca altura y le faltaba la esbeltez de otros templos de similar importancia. Ximénez de Rada fue el entusiasta promotor de la nueva catedral que se edificaría al gusto de la época, en estilo gótico. Tan entusiasta fue con el proyecto y tanto se involucró en él, que se llegó a decir que fue el autor-arquitecto de las trazas de la nueva catedral; afirmación totalmente fuera de lugar según los historiadores y arquitectos. El arzobispo pasó unos años manteniendo y reforzando el antiguo templo a la espera de que su sueño fuera realizado.

## El edificio de la catedral actual

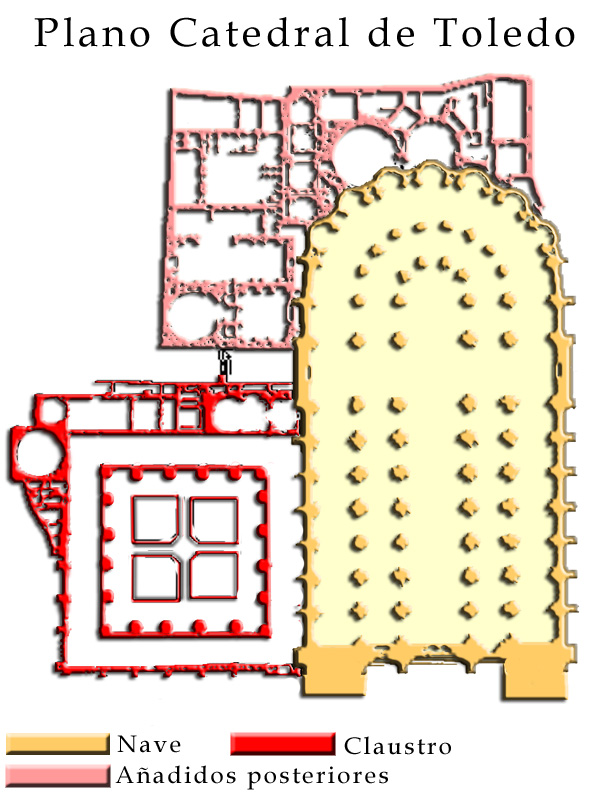
Plano del edificio

La estructura del edificio tiene gran influencia del mejor gótico francés del siglo XIII aunque adaptado al gusto español. Mide 120 m de longitud por 59 m de ancho. Consta de cinco naves más crucero y doble girola. Las dos naves externas presentan una anomalía al ser algo más anchas que las otras dos. La parte más antigua del templo es la cabecera, que mantiene en su arquitectura los triforios originales que se extendían a lo largo de las naves de donde fueron suprimidos en una de tantas reformas y evoluciones que sufrió la catedral. Todavía en época del gótico, estos triforios fueron sustituidos por los grandes ventanales-vidrieras. Los que se conservan de la cabecera son de influencia mudéjar. El más bajo está compuesto de arcos apuntados y el alto presenta una bóveda de crucería. No se sabe si estos temas mudéjares existían en la anterior mezquita y fueron copiados como recuerdo o bien se añadieron en una de las mejoras y enriquecimiento de la fábrica, como algo original y de buen gusto.
En la cabecera se encuentra la girola, que es doble como corresponde a una planta de cinco naves. Esta doble girola es de proporciones grandiosas y está enriquecida por elementos arquitectónicos y por un original abovedamiento. 

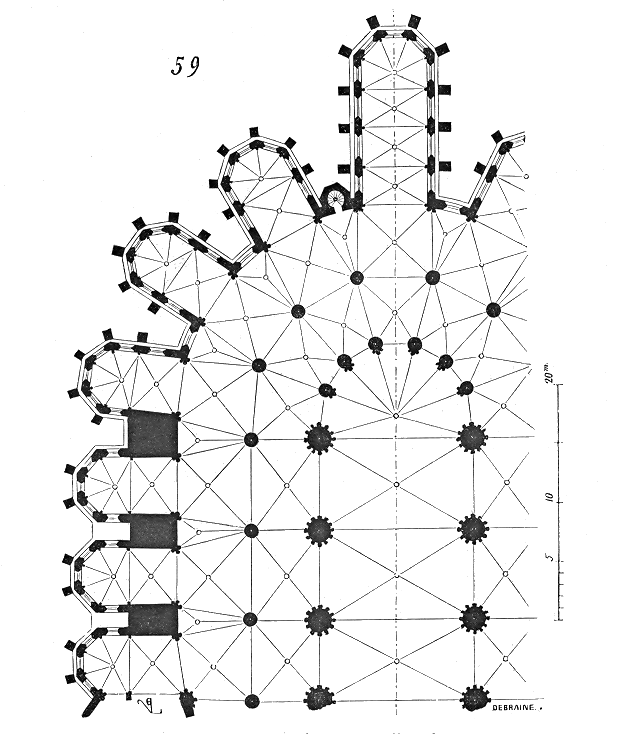
Cabecera de la catedral de Le Mans donde pueden apreciarse los rectángulos y los triángulos en los tramos de la girola

Los tramos de la girola correspondientes a las distintas capillas se solucionaron con plantas alternativas de rectángulos y triángulos, lo que hizo que cada capilla fuera de distinto tamaño, más grandes las rectangulares y más pequeñas las triangulares. Esta manera de distribuir la cabecera puede verse en las catedrales francesas de Notre Dame en París, Bourges y Le Mans, siendo esta última la más parecida aunque las tres son más esbeltas en conjunto que la española. Las distintas reformas que se hicieron a través del tiempo alteraron la disposición de algunas de las capillas; en algún caso se reconstruyó una sola capilla en un espacio de tres (véase capilla de Santiago nº 7 en el plano y capilla de San Ildefonso nº 8 en el plano).
Las bóvedas de las naves son cuatripartitas, excepto en el crucero y capilla mayor en que se refuerzan con terceletes.

### Los maestros constructores y sus mecenas
Durante siglos se tuvo la total seguridad de que el primer maestro arquitecto de la catedral de Toledo fue Petrus Petri (Pedro Pérez). Tal certeza se basaba en el único testimonio existente sobre la autoría, testimonio grabado sobre una lápida, bien a la vista donde se puede ver esta leyenda escrita en un latín no muy culto:

«Petrus Petri, fallecido en 1291, maestro de la iglesia de Santa María de Toledo, cuya fama cundió por sus buenos ejemplos y costumbres, el cual construyó este templo y aquí descansa, pues quien tan admirable edificio hizo, no sentirá la cólera de Dios»

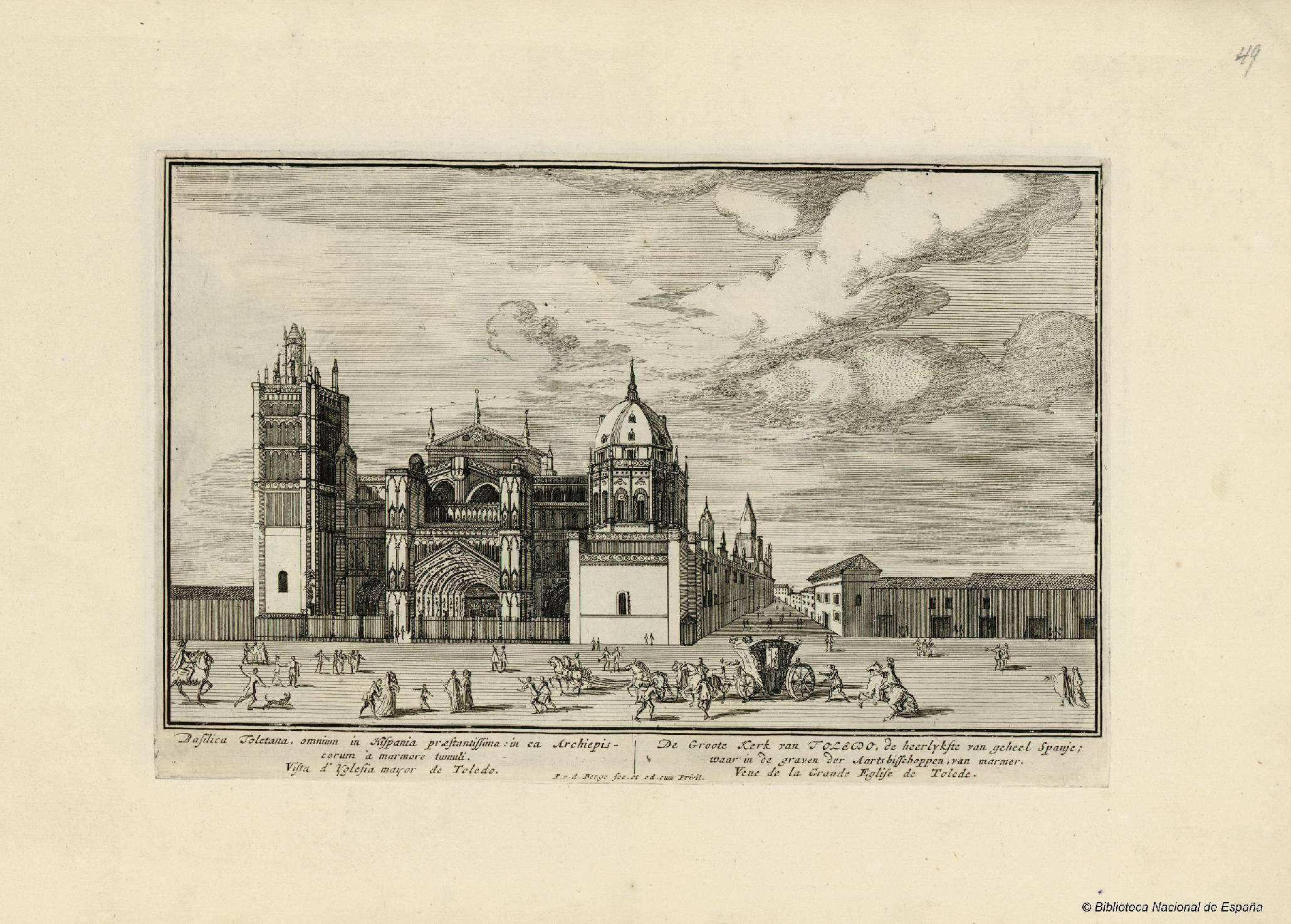
Catedral alrededor del 1700

No obstante, la fecha del comienzo de la construcción cuadraba mal con la edad de Petrus Petri que por aquellos años debía ser demasiado joven para ser arquitecto. A mediados del siglo XX, el obispo de Ciudad Real demostró la existencia de un primer maestro anterior a Petrus Petri llamado maestro Martín, casado con María Gómez, seguramente de origen francés, mandado llamar por Ximénez de Rada. Uno de los documentos está fechado en 1227 y nombra a «un maestro Martín de la obra de Santa María de Toledo». En otro documento donde se da la lista de rentas percibidas por la catedral en 1234 figura de nuevo el nombre de «Maestro Martín de la obra», de quien se dice ser además inquilino de una casa perteneciente a la catedral. En escrituras de años posteriores aparecen los nombres de Martín (albañil) y Juan Martín (maestro de albañiles), que se cree serían parientes suyos.

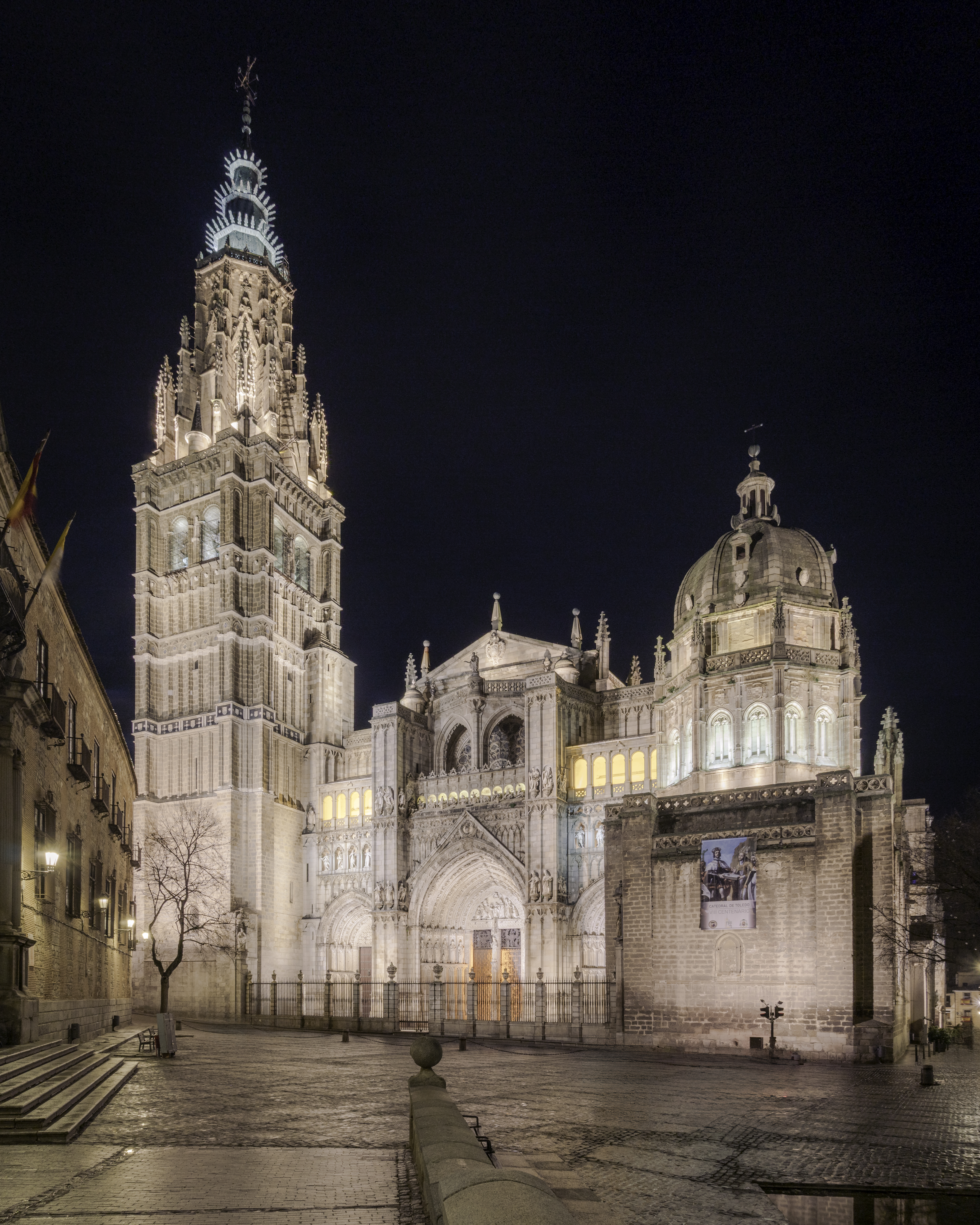
Vista nocturna

Los estudios realizados hasta el momento indican que el maestro Martín sería el autor de las capillas de las girolas y que al desaparecer por muerte o por ausencia tomó el peso de la dirección de las obras el maestro Petrus que terminó las girolas y construyó los triforios al estilo toledano. A finales del siglo XIII estaba concluida la cabecera y dos tramos de las naves del lado sur.
A finales del siglo XIV aparece documentada la figura del maestro Rodrigo Alfonso, que puso la primera piedra del claustro en 1389, bajo el patronazgo del arzobispo Pedro Tenorio que murió diez años después. Este arzobispo se ocupó de bastantes obras de la catedral, como la capilla de San Blas en el claustro, que es famosa por la riqueza artística de sus frescos de la escuela de Siena.
El siguiente maestro de quien se tiene noticia fue Alvar Martínez (otras veces González), que fue aparejador de las canteras de Olihuelas en el término de Olías del Rey. Es el autor de la fachada de poniente, que se comenzó a construir en 1418 (las reformas hechas en 1787 hacen que esta fachada no se pueda contemplar cómo era realmente en su origen). También fue el autor de la única torre de la catedral, en tiempos del arzobispo Juan Martínez de Contreras (1423-1434), cuyos escudos figuran en el friso que corona el primer cuerpo. La coronación de la torre fue hecha por otro gran maestro: Hannequin de Bruselas, que plasmó las armas del siguiente arzobispo Juan de Cerezuela. Con Hannequin llegó un grupo de maestros ilustres: Egas Cueman, Enrique Egas, Juan Guas, que trabajaron en portadas, capillas y obras suntuarias dando fin con su labor a la obra gótica. Las bóvedas de los pies de la nave central se cerraron en 1493, bajo la dirección de Juan Guas y Enrique Egas, con el mecenazgo y supervisión del cardenal Pedro González de Mendoza.

### Grandes mecenas delsigloXVI, obras y artistas

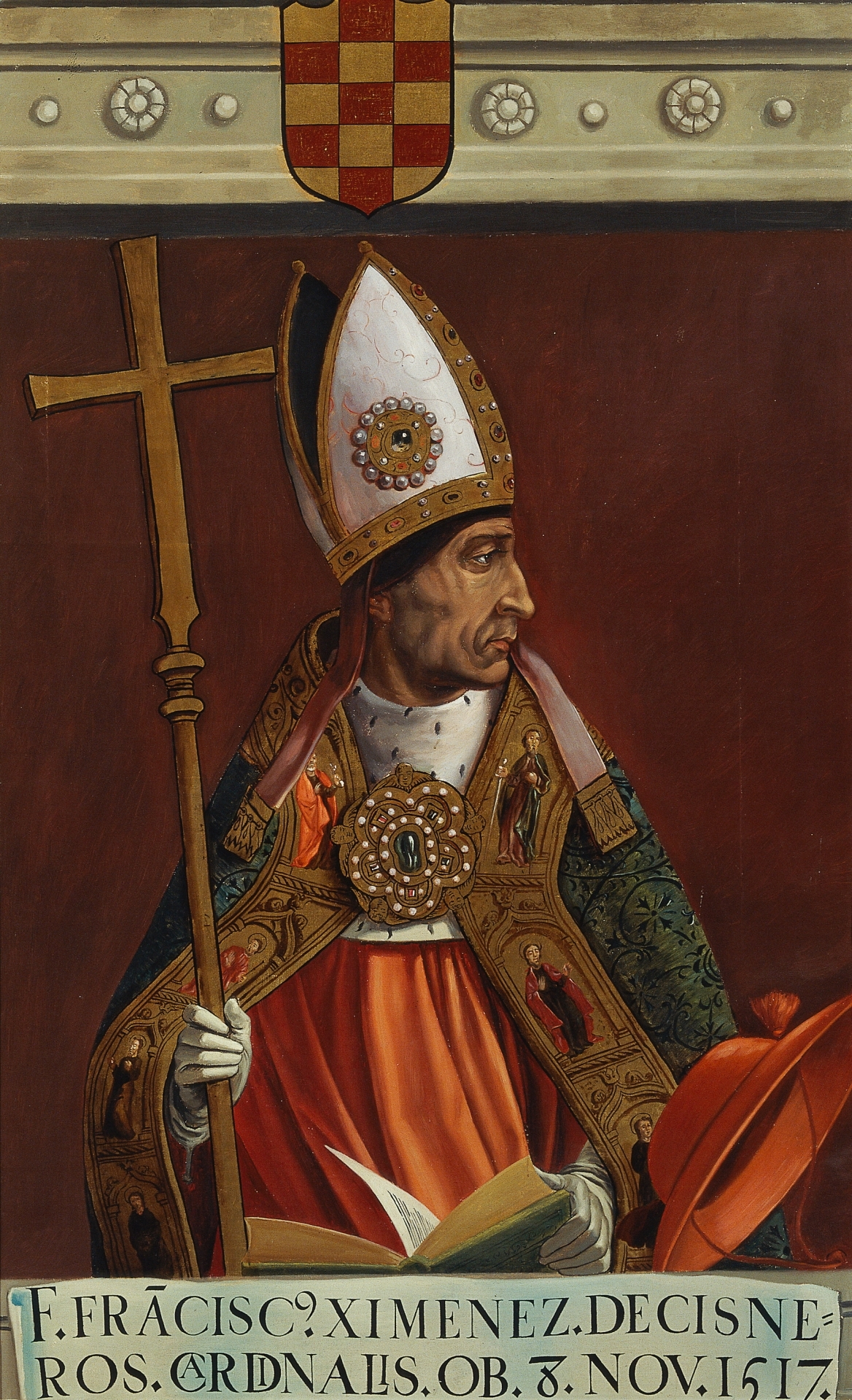
Cardenal Cisneros

Durante los siglos XVI, XVII y XVIII se van sucediendo distintas obras en la catedral, de acuerdo con los nuevos estilos, obras arquitectónicas (puertas, capillas, altares) y obras suntuarias de escultura y pintura. 
Los mejores y más activos mecenas toledanos viven durante el siglo XVI. Son los arzobispos-gobernadores, que en ausencia de los reyes cuidan de la ciudad y su magnificencia. En 1493, a final del siglo XV, el cardenal Mendoza supervisó las obras de cerramiento de las últimas bóvedas de la catedral y expresó en su testamento su deseo de ser enterrado en el presbiterio. En la primera década del siglo XV se construyó el sepulcro en estilo renacentista.
Después ocupó la plaza el cardenal Cisneros; bajo su influencia y patrocinio se hicieron importantes obras (quizás la más importante fue la capilla Mozárabe), realizadas por maestros de la talla de Juan Francés (reja de la capilla mozárabe), Enrique Egas, Juan de Borgoña (pinturas de la capilla mozárabe) y su maestro mayor Pedro de Gumiel. Cisneros mandó construir además el retablo mayor, obra de Diego Copín de Holanda, y el claustro alto para la comunidad canónica, más la librería (biblioteca). Le sucedió Guillermo de Croy, flamenco, que no residió nunca en Toledo. Alfonso de Fonseca y Acevedo (que había sido arzobispo de Santiago de Compostela) fue el impulsor de la capilla de los Reyes Nuevos, obra del arquitecto Covarrubias con pinturas de Maella (siglo XVIII).
Con el arzobispo Juan Tavera el renacimiento toledano se encuentra en su gran esplendor. Bajo su gobierno se construyó el coro de Alonso Berruguete y Felipe Vigarny, las fachadas interiores del crucero, la capilla de San Juan o del Tesoro y otras portadas y adornos. Con Juan Martínez Siliceo la catedral se vio adornada con la reja de la capilla mayor, obra de Francisco de Villalpando.
El cardenal Gaspar de Quiroga fue el responsable del complejo arquitectónico de la capilla del Sagrario, Relicario, sacristía y patio y casa del tesorero. Las trazas y planos fueron del maestro mayor Nicolás de Vergara el Mozo. Para construir este complejo se destruyó el Hospital del Rey que se volvió a levantar frontero y cuyas obras se llevaron a cabo por el gran cardenal Bernardo de Sandoval y Rojas y el arquitecto Nicolás de Vergara, entrado ya el siglo XVII.

## Exterior de la catedral

### Fachada principal y grandes puertas

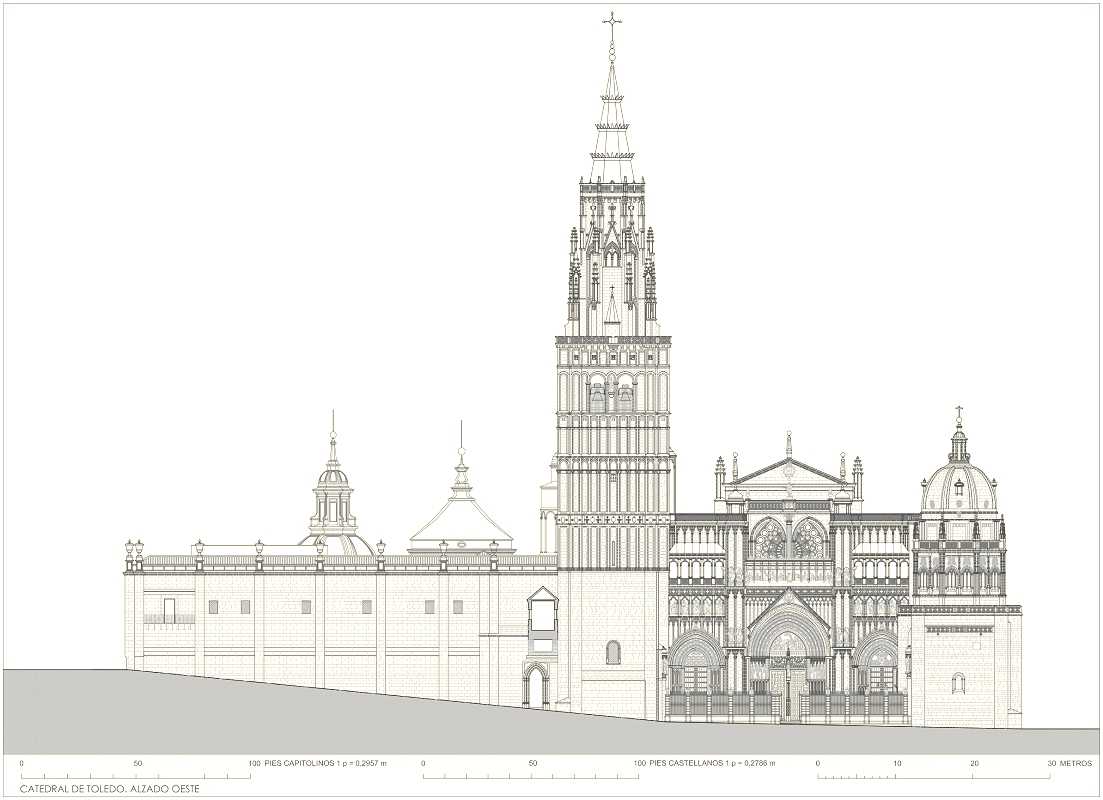
Alzado de la fachada occidental

La fachada occidental se sitúa ante la plaza del ayuntamiento donde también se encuentran el Palacio Arzobispal y el propio ayuntamiento. Desde la plaza, de izquierda a derecha, se alza la torre de campanas, la Puerta del Infierno, la Puerta del Perdón, la Puerta de del Juicio Final o de los Escribanos y, cerrando la monumental fachada, la llamada segunda torre que no llegó a terminarse, siendo usada como capilla bajo la advocación del Corpus Christi. Fue construida por orden del cardenal Cisneros y pasó a denominarse popularmente como capilla mozárabe. En el siglo XVI, Enrique Egas le añadió una linterna gótica y Jorge Manuel Theotocópuli, el hijo del Greco, la coronó con una cúpula de paños (1622-1631).
La torre de campanas comenzó a construirse en 1425 por Alvar Martínez que seguramente aprovechó el cuerpo del alminar de la anterior mezquita para construir un primer cuerpo de planta cuadrada. El maestro Hannequin terminó la estructura añadiendo un segundo cuerpo octogonal con remates apuntados e inspirados en edificaciones de Amberes o Bruselas. 

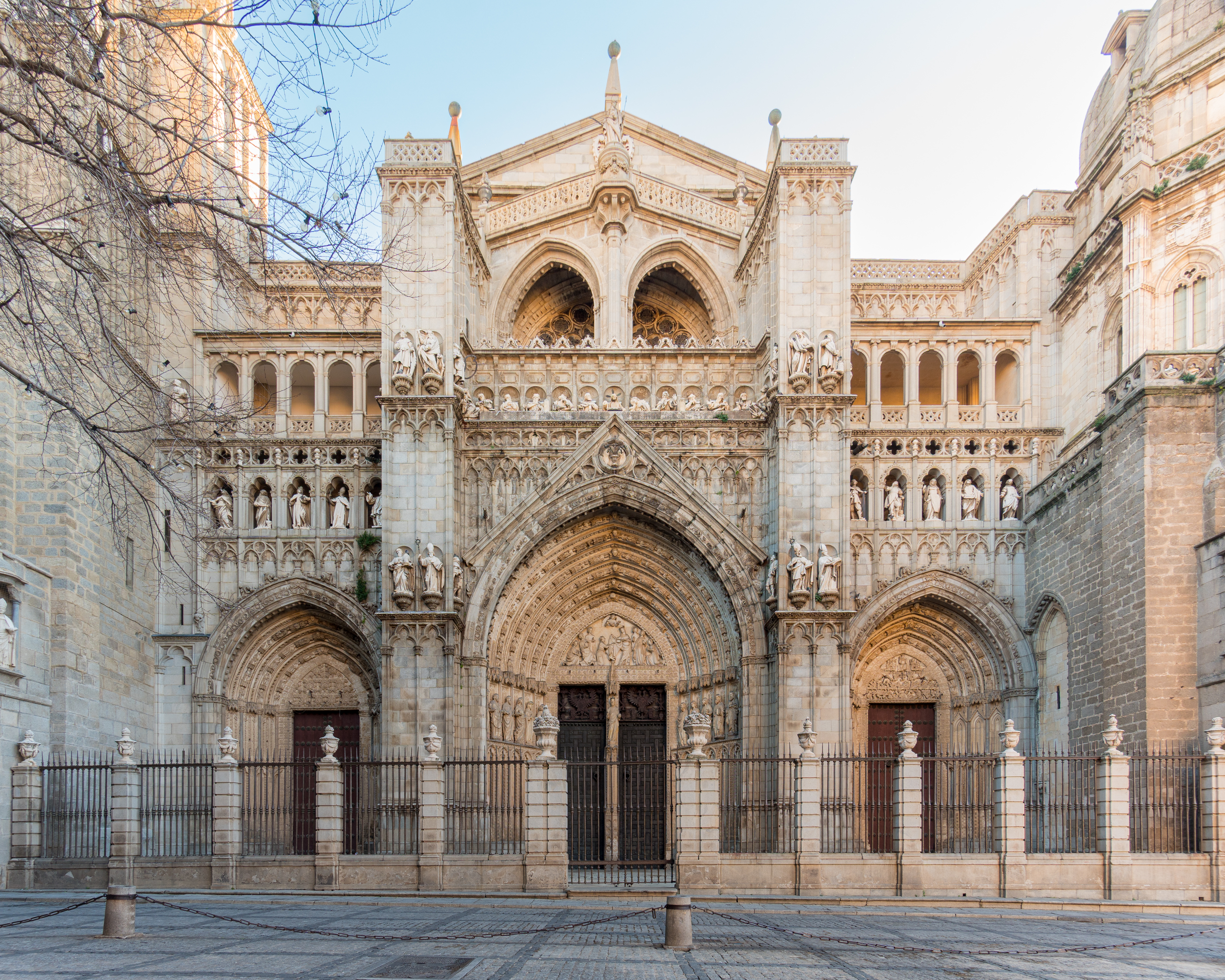
Puerta del Perdón

La Puerta del Perdón (situada en el centro) data del siglo XV. Se comenzó a construir bajo la dirección de Alvar Martínez en 1418 y se encuadra dentro de las normas de los pórticos franceses. El nombre de esta puerta se debe a que en un período de tiempo determinado se concedían indulgencias a los penitentes que entraban por ella. En la actualidad siempre está cerrada salvo en grandes ocasiones como es la toma de posesión por parte del nuevo arzobispo de la catedral primada. Tiene un gran arco con seis arquivoltas góticas. En las jambas y parteluz se representa a los doce apóstoles y a Cristo. En el tímpano, encuadrado en una decoración con motivos de castillos y leones -algo característico del siglo XIV- aparece la Virgen imponiendo la casulla a San Ildefonso. La devoción del santo local, San Ildefonso, justifica que la portada del juicio que debería ocupar la puerta central se desplace a la derecha.
La Puerta de los Escribanos o del Juicio Final (derecha) es la puerta más antigua y probablemente fuera desplazada por la puerta central. Representa la Déesis de Cristo Varón de Dolores, la Virgen y San Juan; y, en la parte inferior, la resurrección de los muertos y de los condenados junto con una representación del sol y la luna.
La Puerta del infierno (izquierda) es conocida también como puerta de la Torre y de las Palmas por estar antiguamente reservada para la procesión del Domingo de Ramos. Se acabó de construir en el siglo XV presentando una decoración un tanto anómala de rostros humanos con coronas sobre un fondo con motivos vegetales, en forma de alusión a los bienaventurados en el paraíso. 
La fachada fue reformada entre 1775 y 1780 por el arquitecto Eugenio Durango bajo el mandato del cardenal Lorenzana. El escultor fue Mariano Salvatierra. La reforma se ejecutó en el mismo estilo en el que estaba, es decir, en estilo gótico. Las obras fueron necesarias debido a la degradación de la piedra, ya que esta era frágil y porosa. Es posible que las puertas avanzaran entre contrafuertes en lugar de la disposición actual, pero no se sabe con certeza.

### Puerta del Reloj

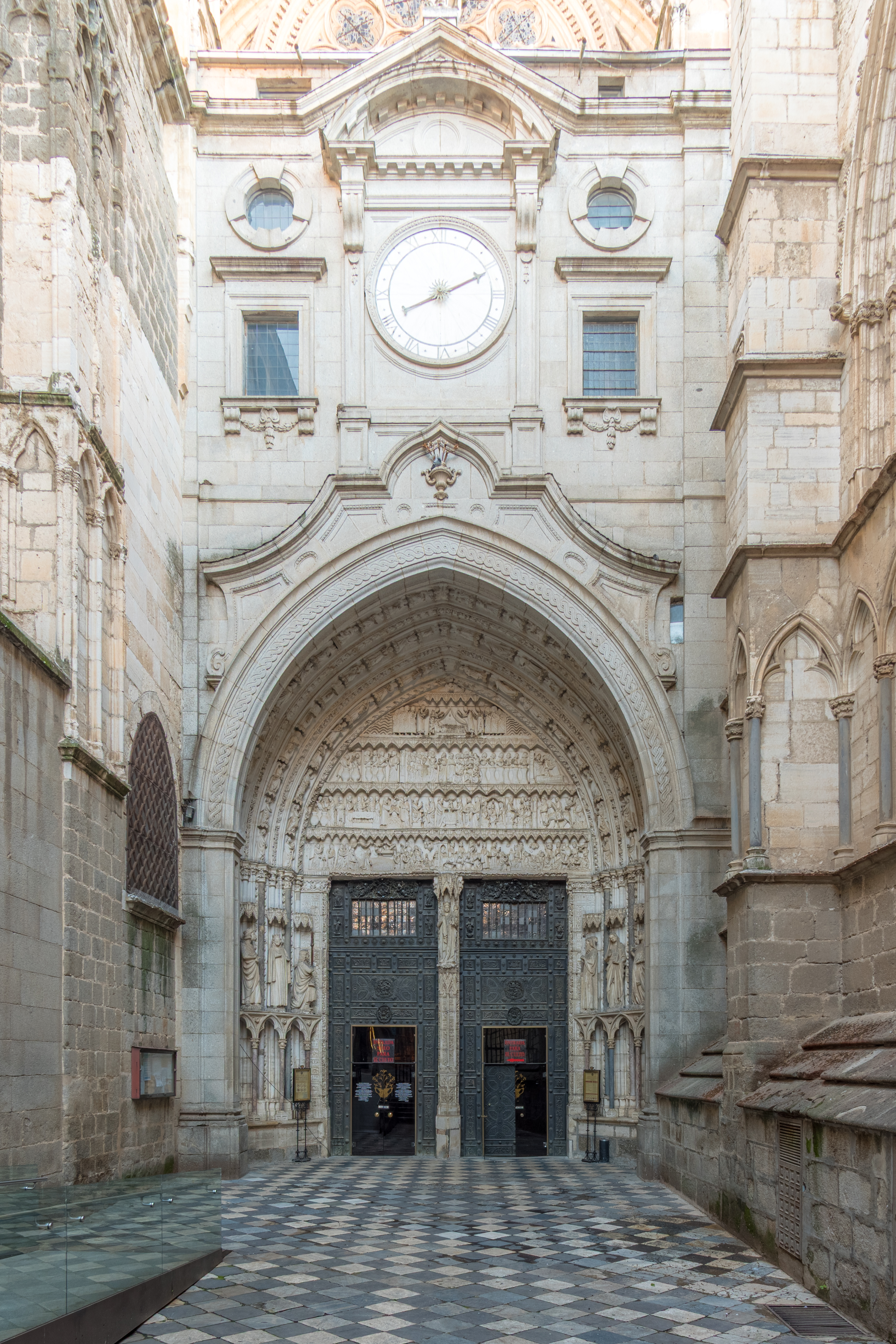
Puerta del Reloj

Es la más antigua, de comienzos del siglo XIV, y se encuentra en la fachada del lado norte. Recibe además los siguientes nombres:
- de la Feria porque daba salida a la calle donde antaño se celebraba la feria.
- de la Chapinería, por ser frontera a la calle que lleva ese nombre, lugar donde se fabricaban y vendían los chapines.
- de las Ollas, porque en su decoración pueden verse algunos de estos utensilios.

El tímpano está dividido en cuatro fajas horizontales, en las que se muestran escenas de la vida de Cristo: la Anunciación, la Natividad, la Adoración de los Reyes Magos, la Degollación de los Inocentes, la Huida a Egipto, la Circuncisión, Jesús entre los doctores, la Presentación de Jesús en el Templo, el Bautismo y las Bodas de Caná. En la parte superior del tímpano se representa el Tránsito de la Virgen. El parteluz o mainel está decorado con la imagen de la Virgen y el Niño. En las jambas hay imágenes de reyes y santas, todo ello obra del escultor Juan Alemán que trabajó también en la portada de los Leones.
Por encima de esta portada se aprecia la obra posterior de Durango, en estilo neoclásico del siglo XVIII, igual que en la fachada principal. Es obra de consolidación por el mal estado en que se encontraba la piedra. El intercolumnio central está ocupado por la esfera del reloj que da nombre a esta puerta. Las figurillas del carrillón son de Diego Copín. La puerta y su entorno forman un espacio con un pequeño compás cerrado por una reja gótica, obra de Juan Francés, con barrotes muy simples, un pequeño friso de separación en el centro, labrado, y una crestería muy sencilla y armoniosa.
En un lugar recóndito de la Puerta del Reloj, en el intradós del arco de la puerta, se muestra una escena tallada en relieve, que, según la investigadora Teresa Pérez Higuera, podría representar una antigua leyenda toledana sobre los amores de Carlomagno y la princesa Galiana. Esta leyenda sirve de argumento a un poema francés el s.XII, titulado “Mainet” que, según Ramón Menéndez Pidal, fue escrito en Toledo por el juglar de Mainet, probablemente uno de los muchos francos avecindados en la ciudad. La talla muestra a dos jinetes luchando a campo abierto, rodeados a izquierda y derecha de un caballero amado y de una pareja abrazada; y representaría el momento en que Mainat (nombre encubierto de Carlomagno) lucha contra el moro Bramant, que ha sitiado Toledo porque desea casarse con Galiana, a lo que se oponen ésta y su padre, el rey Galafre. Mainet se encuentra sirviendo al rey musulmán, apartado de la Corte por desavenencias con su padre, el rey Pipino de Francia. En el combate, Mainet consigue arrebatarle la espada Durandart a Bramant, a quien persigue hasta darle muerte en un paraje “entre Olías y Cabañas”. De vuelta a Francia y coronado rey, se casa con Galiana, previamente bautizada. La leyenda acabó convertida en poema épico con nuevas versiones en Francia, y no es extraño que aparezca incluido en el programa iconográfico de la Puerta del Reloj, edificada por canteros franceses a finales del siglo XIII.
En el interior de la puerta del Reloj pueden verse diversos medallones; los mejores son los de la Virgen de la Anunciación de Nicolás de Vergara el Mozo y del Arcángel san Gabriel de Juan Bautista Vázquez. Se adorna también con cuadros y escudos. Los batientes interiores de la puerta son del siglo XVIII, obra de Raimundo Chapuz, mientras que los batientes exteriores, en bronce, son obra de dos escultores: Zureño (el de la izquierda) y Antonio Domínguez (el de la derecha).
Sobre la portada está el rosetón del siglo XIII, en el que se conservan las vidrieras más antiguas de la catedral, datadas en el siglo XIV (el resto de vidrieras son, en su mayor parte, de los siglos XV y XVI, aunque muchas fueron destrozadas por los bombardeos de la Guerra Civil). 

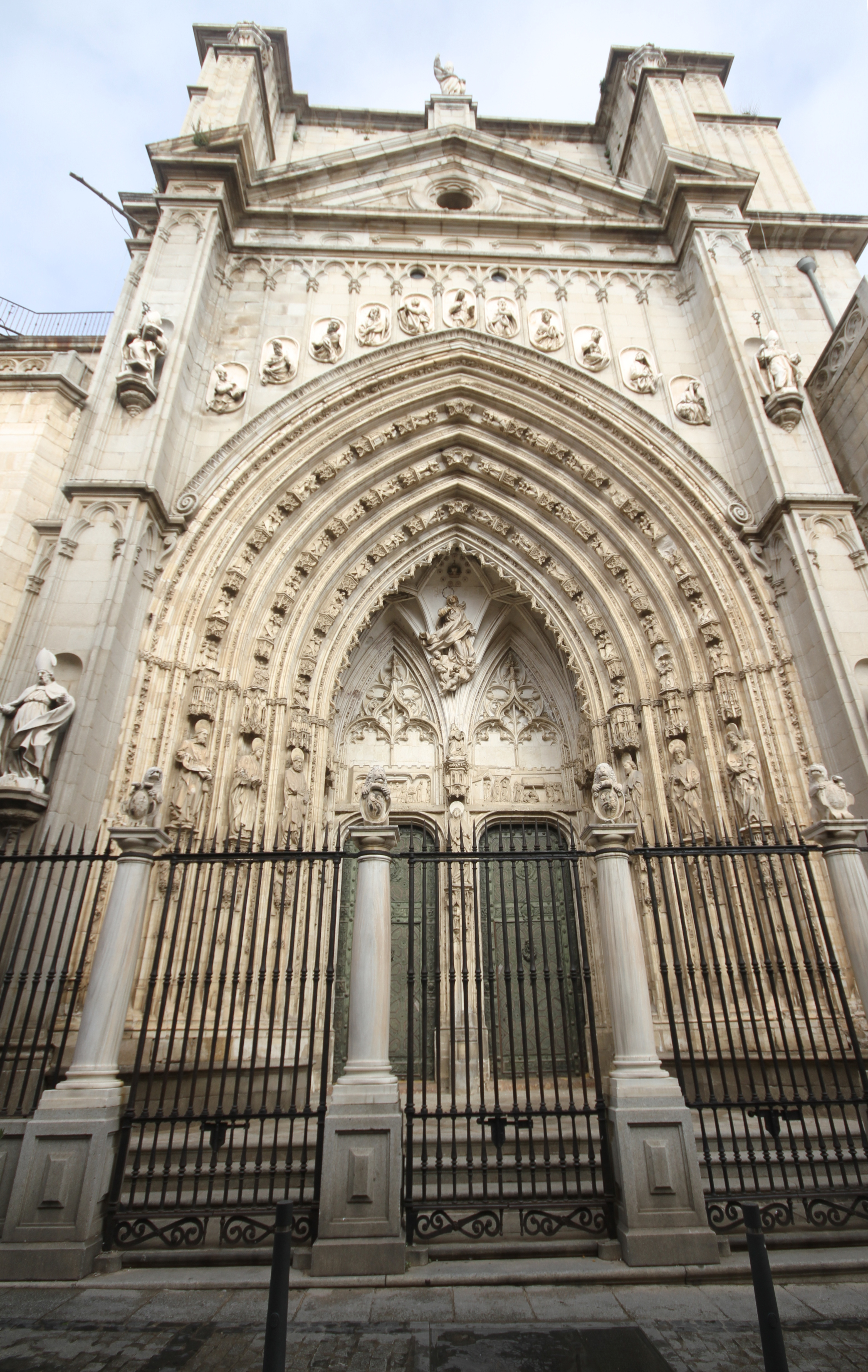
Puerta de los Leones

### Puerta de los Leones
De los siglos XV y XVI. Es la más moderna de las grandes puertas. Se llama así por los leones que coronan las columnas de la reja que cierra el pequeño compás. Tiene además otros dos nombres:
- Puerta Nueva, al ser la última que se construyó.
- Puerta de la Alegría, en alusión a la celebración de la Asunción de la Virgen que está representada en el testero del fondo, tras las arquivoltas.

Se construyó entre los años 1460-1466, bajo el mandato del arzobispo Alonso Carrillo de Acuña; con trazas de Hannequin de Bruselas y Egas Cueman en colaboración con los escultores flamencos Pedro y Juan Guas y Juan Alemán, autor del Apostolado. Estos artistas estaban al frente de un gran taller que contaba con prestigiosos canteros y entalladores.
La estatuaria de la puerta es uno de los mejores conjuntos hispano flamencos del siglo XV, sobre todo la Virgen del parteluz y las estatuas de las jambas. Los querubines y ángeles músicos que acompañan la subida de María a los cielos son obras de arte ejecutadas con gran delicadeza. La fachada fue alterada por Durango y Salvatierra en el siglo XVIII, igual que en las otras puertas, para consolidar el edificio. Los once medallones situados por encima de la última arquivolta representan a profetas y patriarcas; el del centro representa a la Virgen María. Remata la puerta una gran estatua de San Agustín orante.
Los batientes de bronce de las puertas son una obra maestra de Francisco de Villalpando, que hizo una gran labor en los 35 tableros o planchas. Están ocultas a la vista, protegidas con paneles de madera. Por encima puede verse el gran rosetón de vidrieras policromadas.
Interior de la puerta de los Leones

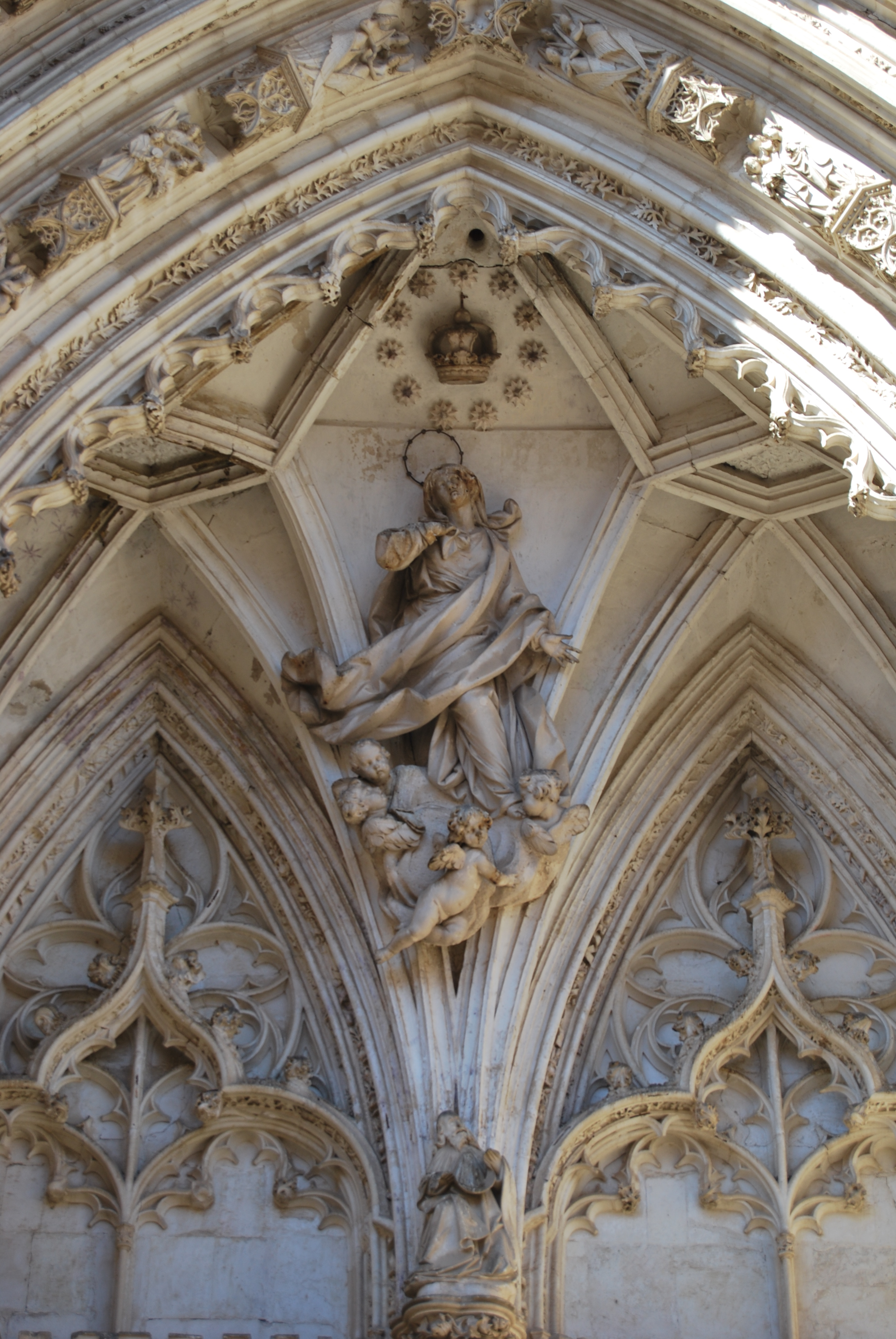
Asunción de la Virgen (detalle de la Puerta de los Leones)

El interior de la puerta corresponde al gran frontis del crucero en su lado meridional sobre el que descansa el balconcillo con balaustrada renacentista que soporta la tribuna donde está el órgano del Emperador, el más antiguo de la catedral, de mediados del siglo XVI, con la caja ejecutada en piedra. Es tradicional que suene este órgano en la festividad del Corpus Christi al regreso de la procesión. También se utiliza en otras ocasiones solemnes o en conciertos.
Más arriba se ve el gran rosetón, enmarcado en un cuadrado cuyas enjutas están labradas con rosáceas. En la parte baja del gran frontis está la puerta dividida por parteluz. Sobre la puerta se ve el tímpano esculpido con temas de la genealogía de la Virgen (árbol de Jesé), cuyos autores fueron los mismos que trabajaron en el exterior de esta puerta. Por encima del tímpano puede verse la obra plateresca en cuyo centro hay un gran medallón de la Coronación de la Virgen, obra de Gregorio Pardo (hijo mayor de Felipe Vigarny). A ambos lados se ven las estatuas de David y Salomón, atribuidas a Esteban Jamete.
A derecha e izquierda de este frontis, abajo, se hallan dos sepulcros. El de la derecha estuvo vacío hasta 1993, cuando fueron trasladadas desde Roma las cenizas del arzobispo fray Bartolomé de Carranza, por expreso deseo del cardenal Marcelo González Martín; el de la izquierda guarda los restos del canónigo Alfonso de Rojas, representado en una estatua orante.
La reja exterior de la puerta de los Leones

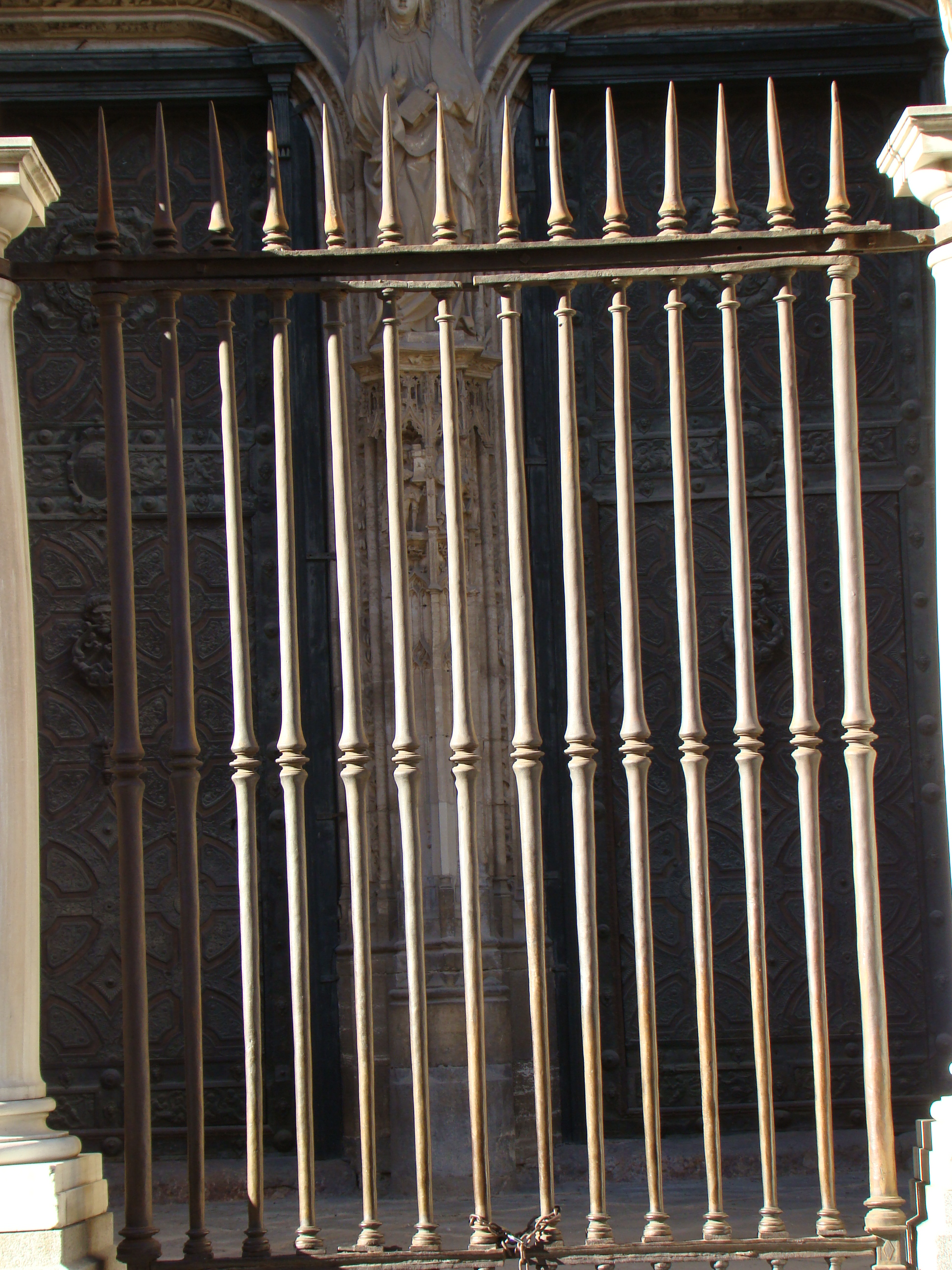
Detalle de la reja exterior de la puerta de los Leones de Juan Álvarez de Molina

Se ejecutó esta obra un siglo después de las grandes rejas de la capilla mayor y del coro, en un estilo completamente distinto del de aquellas, que daba paso a la solidez y utilidad más que al gusto por la ornamentación demostrado en el siglo anterior. Su autor fue Juan Álvarez de Molina, natural de Úbeda (Jaén), que realizó la reja en la ciudad de Toledo en 1647. Los documentos conservados al respecto dicen que el rejero recibió 8.504 reales y 12 maravedíes, más los 27.000 que le habían sido dados con anterioridad. El documento da cuenta del coste del hierro empleado por el rejero que ascendía a prácticamente la cantidad recibida por el trabajo.

### Puerta Llana

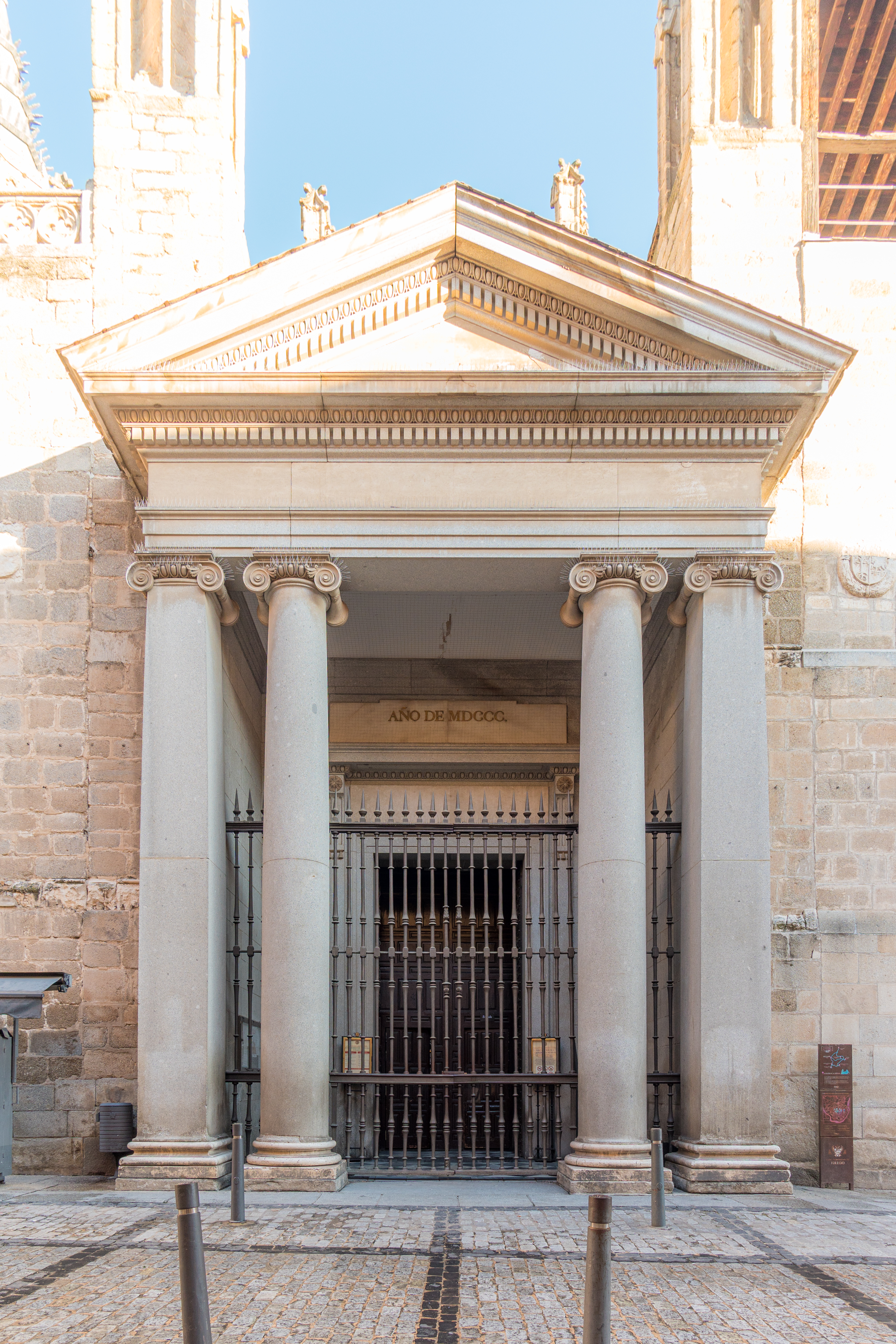
Puerta llana, actualmente usada para el ingreso de las visitas turísticas

De estilo neoclásico, año 1800, es obra de Ignacio Haan. Se trata de la única puerta de entrada a la catedral a ras de suelo, sin escalones, de ahí su nombre. Está formada por un edículo con frontón triangular, pilastras laterales y dos columnas con fuste liso y capiteles jónicos a modo de entrada in antis. Por esta puerta acostumbran a salir las procesiones. En la actualidad es el acceso de visitantes.

### Portada de Santa Catalina
Es una de las dos puertas que se abren al claustro. De estilo gótico tardío. Sus arquivoltas están labradas con motivos vegetales de hojarasca y follaje. El pilar que hace de mainel está muy trabajado en sus caras laterales, con castillos y leones. En su interior presenta dos secciones. La más alta está ornamentada con una serie de estatuas con doseletes. En el tímpano sobre el arco gótico hay una pintura de Luis de Velasco representando la Anunciación.

### Puerta de la Presentación
Es la otra puerta que conduce al claustro. De tiempos del cardenal Tavera; de rica talla y miniaturas de imaginería en estilo plateresco elaboradas en buena piedra muy blanca. El medallón es obra de Pedro Martínez Castañeda (1568) y representa la Presentación de Nuestra Señora.

### Torre

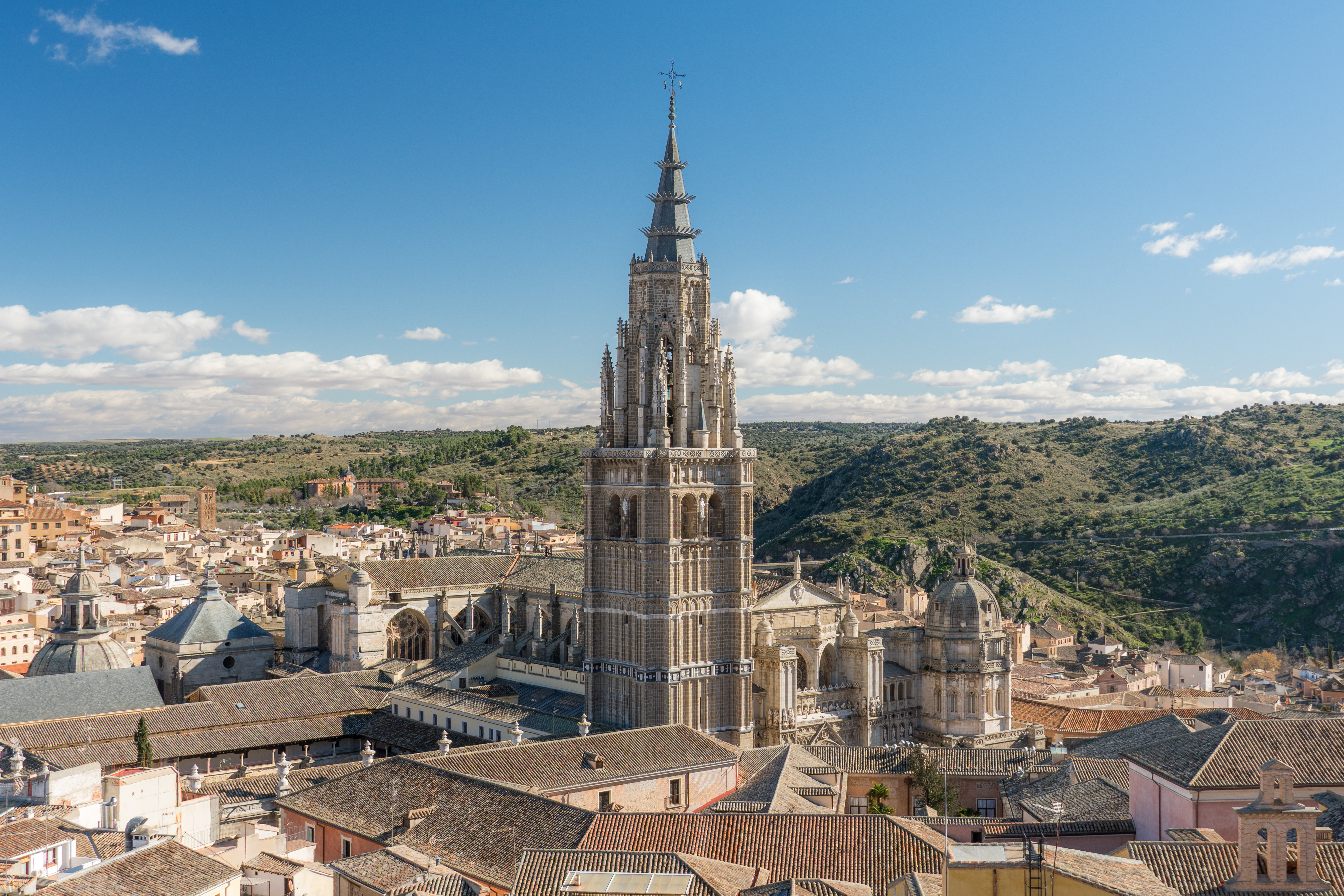
La torre es uno de los puntos más prominentes del horizonte toledano

La torre fue diseñada e iniciada por Alvar Martínez. La construcción se inició en el año 1425, inmediatamente después de terminar Alvar Martínez el claustro. El trabajo de Alvar Martínez llegó hasta la culminación del cuarto cuerpo. Es gótica, con alguna influencia mudéjar. Tras una elevada base de planta cuadrada (en cuyo interior se aloja la capilla del Tesoro) se superponen cuatro cuerpos y por encima un quinto cuerpo de menor altura. En el segundo cuerpo tenía su vivienda el campanero y el tercero sirvió de prisión eclesiástica. Entre el primer cuerpo y el segundo se desarrolla horizontalmente un friso de mármol negro donde se ven realzados en mármol blanco los escudos del arzobispo Juan Martínez de Contreras (1422-1438). La altura total alcanza los 92 m.
Alvar Martínez no dejó trazas ni dibujos para continuar la coronación. El remate de la torre con el cuerpo octogonal fue obra del arquitecto Hanequin de Bruselas, que llegó para trabajar en esta catedral junto con un grupo de grandes figuras: Egas Cueman, Enrique Egas y Juan Guas entre otros. El cuerpo octogonal está acompañado de pináculos y arbotantes y se remata con una flecha que soporta tres coronas imitando una tiara.
En origen, el proyecto fue levantar dos torres,[cita requerida] una a cada lado de la fachada occidental, pero solo llegó a elevarse una, la de la esquina noroeste, mientras que de la opuesta solo se levantaron los primeros tramos, siendo este el lugar donde más tarde se construiría la Capilla Mozárabe. Según Pedro Navascués, no está claro si «fue realmente una torre lo que aquí se quiso levantar o fue tan solo el recinto de una capilla funeraria o una sala capitular».

### La campana de San Eugenio
El 8 de diciembre de 1755 sonó el tañido inaugural de la campana de San Eugenio, popularmente conocida como «la campana Gorda». Su primer
sonido defectuoso ya mostró signos de incipiente rotura, consecuencia de un defecto de fundición que acabaría agrietándola hasta presentar el aspecto actual. El pueblo toledano había esperado durante dos años para ver fundida la mayor campana de España, que con sus casi 18 toneladas sólo era superada en el mundo por la gran campana moscovita del Zar y la de la catedral de Colonia. El promotor de esta campana fue Luis Antonio de Borbón, el arzobispo-cardenal toledano, hijo de Felipe V, quien invirtió una enorme cantidad de dinero en este proyecto. Pero ni este gasto ni los solemnes actos litúrgicos celebrados para rogar por el éxito de su fundición en un taller cercano a la plaza de San Justo, impidieron que la campana resultase un fracaso. Pese al contundente diagnóstico inicial del aparejador de la catedral atribuyendo su mal sonido y la fisura de la campana a un defecto de fundición, la honrilla local, la historiografía coetánea y las leyendas populares se confabularon para culpar de su rotura al descomunal tamaño de su badajo de bronce, que de inmediato fue sustituido por otro más pequeño, sin que esto impidiese que su grieta se agrandara. Toda la responsabilidad fue del renombrado campanero cántabro Alejandro Gargollo, artífice de la Gorda, quien ya había fundido otras campanas defectuosas con anterioridad e incluso fue incapaz de cumplir la cláusula del contrato que le obligaba al traslado y
subida de la campana a la torre, tarea que resultó harto costosa y complicada.

## Capillas
Las capillas mayores y menores concebidas en el proyecto de Rodrigo Ximénez de Rada rodeaban en sus orígenes la cabecera de la catedral. De ellas, algunas desaparecieron y otras se ampliaron o reordenaron. De las menores solo permanecen las capillas de Santa Ana y San Gil. De las mayores, se conservan con elementos de la primera época las de San Juan Bautista y Santa Leocadia de Toledo. Alteradas solo en su ornamentación permanecen la capilla de Reyes Viejos y la de Santa Lucía.
Modificadas o desaparecidas quedaron el resto, aunque en algunas se puede reconocer la embocadura: seis capillas pequeñas de la girola dieron paso en los siglos XIV y XV a las capillas funerarias de San Ildefonso y Santiago; la del Cristo de la Columna (también llamada de San Bartolomé) se transformó a principios del siglo XVII para dar paso a la del Cristo de los Estudiantes (o Cristo de las Tapaderas).
Después de las distintas modificaciones se encuentran las mencionadas Capilla de los Reyes Viejos, San Juan Bautista, Santa Leocadia y Santa Lucía, además de la de San Eugenio, la de San Blas -incorporada al claustro-, la de San Pedro y la de los Reyes Nuevos.
En las sucesivas remodelaciones y obras, casi siempre se siguió el criterio de avanzar desde la cabecera de la catedral hacia el muro, y eso explica bien el trazado actual, a veces caótico, con respecto a los primeros diseños. De la capilla de los Reyes Viejos se desconoce su primera denominación. La actual tiene su origen en 1498 cuando el cardenal Cisneros quiso trasladar desde la capilla mayor los enterramientos reales, cosa que finalmente no se hizo. En el siglo XIII sirvió como funeraria para albergar los restos mortales del arzobispo Gonzalo Díaz Palomeque. La capilla de Santa Lucía es uno de los pocos espacios donde se pueden apreciar restos de la antigua mezquita; en concreto, una columna y su capitel.
La capilla de San Eugenio (llamada también de San Pedro el Viejo o del Corpus Christi), se encuentra en el costado sur, y mantiene todo el estilo arquitectónico del siglo XIII a diferencia del resto. La de San Pedro (situada en el muro norte y pegada a la panda este del claustro) es la más grande y cumple las funciones de capilla parroquial. Es de cabecera heptagonal, con dos líneas con bóvedas de terceletes y su destino, al ser construida al inicio del siglo XV, fue servir de capilla funeraria al arzobispo Sancho de Rojas.

### Capilla Mayor

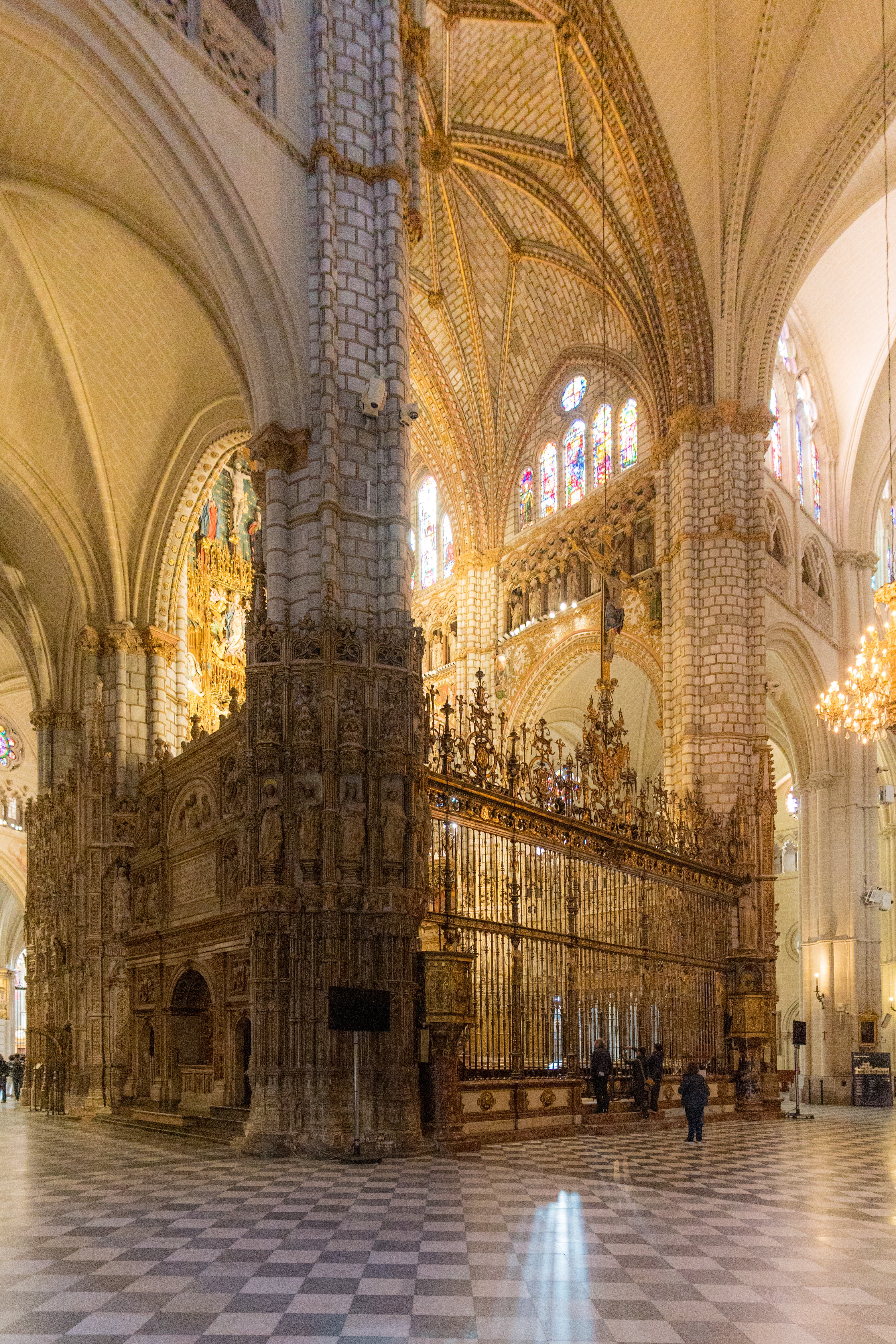
Capilla Mayor

La capilla mayor acumula una gran riqueza en obras de arte, empezando por la propia arquitectura del recinto. En su origen estaba separada en dos partes con dos bóvedas independientes. La bóveda poligonal pertenecía a la capilla de los Reyes Viejos que quedaba algo separada. Con esta división, el presbiterio resultaba algo estrecho y no muy propio de semejante catedral. El cardenal Cisneros tuvo muy claro reconstruir esta parte de la catedral y tras algunas situaciones de enfrentamiento con el Cabildo, consiguió el consentimiento para demoler la dicha capilla de los Reyes Viejos, hacer el presbiterio más amplio y dar espacio suficiente para el gran retablo gótico que él mismo había encargado.
También en su origen, la capilla estaba cerrada lateralmente por dos "rejas" de piedra, que eran como enormes cancelas. La parte correspondiente al Evangelio fue destruida al hacer el mausoleo del cardenal Mendoza. Queda la parte correspondiente a la Epístola y por ella puede deducirse que se trataba de un gran trabajo. Algunos críticos de arte aseguran que esta reja pétrea es de lo más bello de la catedral. Es posible que se terminara de hacer en tiempos del arzobispo Pedro de Luna, cuyas armas y blasones policromados de Castilla y León figuran en esta obra. Está copiosamente decorada de estatuaria y rematada por un coro de ángeles que parecen ir volando. En armonía con esta obra de piedra calada se construyeron los dos pilares que dan paso al interior de la capilla. En el pilar de la izquierda puede verse la estatua del famoso pastor de Las Navas; el pilar contrario se llama del Alfaquí por la estatua de este personaje Abu Walid quien llevó al rey Alfonso VI un mensaje de tolerancia (véase la sección La catedral de Alfonso VI).
Todo el presbiterio está labrado y cincelado con figuras de todos los tamaños y figuras mitológicas. En la parte poligonal, en el lado del Evangelio se encuentran los sepulcros bien decorados y con estatuas yacentes de Alfonso VII de León y Pedro de Aguilar, hijo ilegítimo de Alfonso XI el Justiciero. En el lado de la Epístola están los enterramientos de Sancho IV de León y Castilla y del rey Sancho III de Castilla. Las imágenes de los reyes están ejecutadas en madera labrada por Copín de Holanda y policromada por Francisco de Amberes. Se cierra con la magnífica reja de Francisco de Villalpando.
Capilla del Sepulcro dentro de la capilla mayor
Debajo del altar mayor está la capilla del Sepulcro a manera de cripta. Es una capilla abovedada que contiene tres altares. El del centro está dedicado al Santo Entierro y tiene un hermoso grupo escultórico de Copín de Holanda. El de la derecha tiene importantes pinturas de Luis Medina y Francisco Rizi. El altar de la izquierda está dedicado a san Julián y presenta una talla de este arzobispo más dos tablas italianas con el tema de san Pedro y san Pablo.
Retablo de la capilla mayor

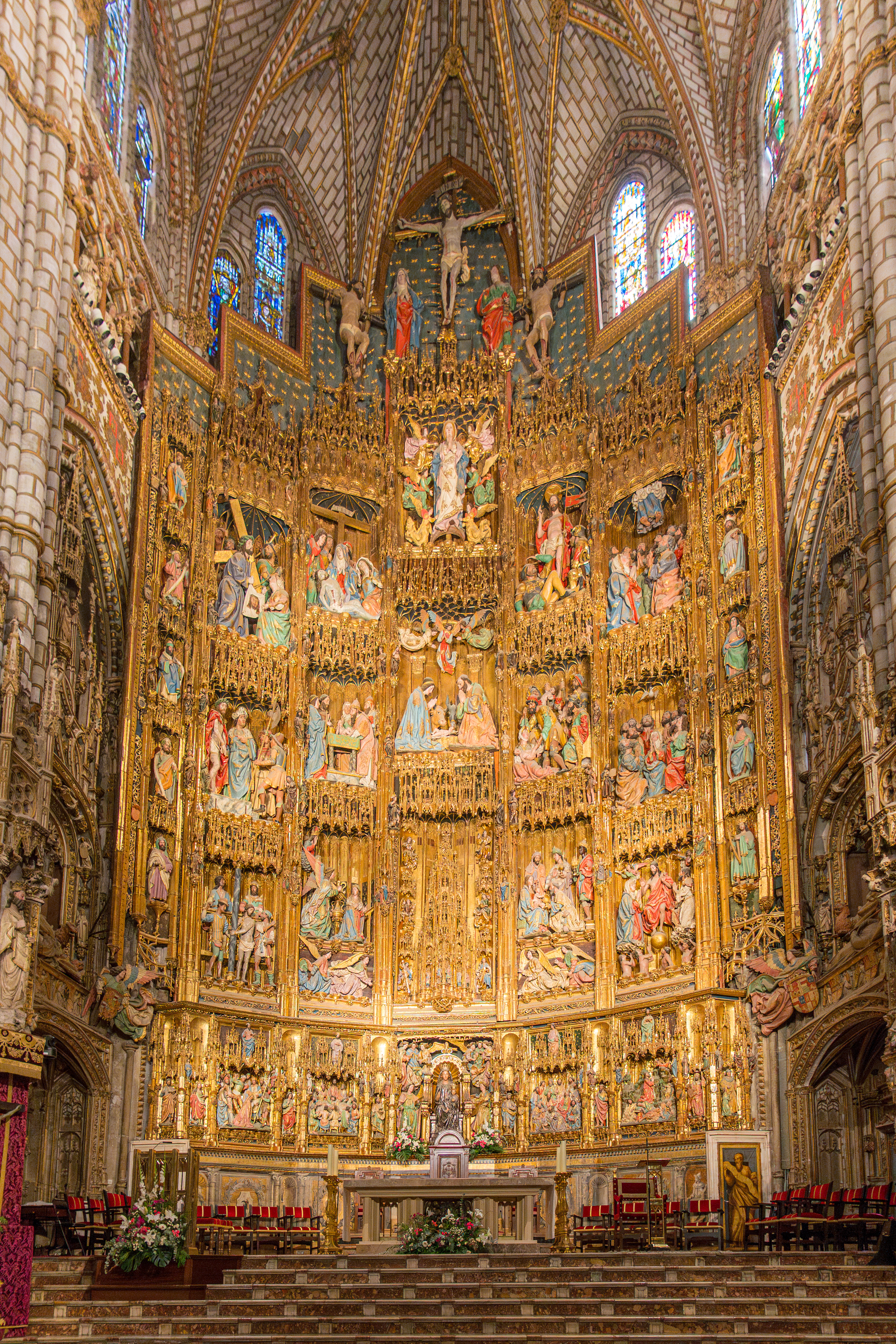
Retablo de la Catedral de Toledo

Es un retablo gótico florido, una de las últimas manifestaciones de este arte antes de dar paso al Renacimiento. Fue encargado por el cardenal Cisneros; la obra se inició en 1497 y terminó en 1504. Entre los arquitectos, pintores y escultores que intervinieron en esta obra maestra colectiva, estuvieron: Enrique Egas y Pedro Gumiel (diseño); Francisco de Amberes y Juan de Borgoña (estofado y policromía); Rodrigo Alemán, Felipe Vigarny, Diego Copín de Holanda y Sebastián de Almonacid (imaginería); y Petit Juan o Peti Joan (entallado y filigranas).
El retablo cuenta con una importante estatuaria y con una delicada filigrana de pilarcillos, agujas, doseletes, chambranas, todo obra de Petit Juan Consta de sotobanco y predela; cinco calles, la del centro más ancha, más otras dos estrechas en los lados y cinco pisos cuya línea de separación no es horizontal sino escalonada. Los temas de la calle central de abajo arriba son figura sedente de la Virgen con el Niño chapada en plata (en la predela). Sobre ella está el sagrario, una custodia gótica tallada en madera. Encima el tema de la Natividad y más arriba la Ascensión. Culmina con un monumental Calvario. En las otras calles se distribuyen los temas de la vida y pasión de Jesús.

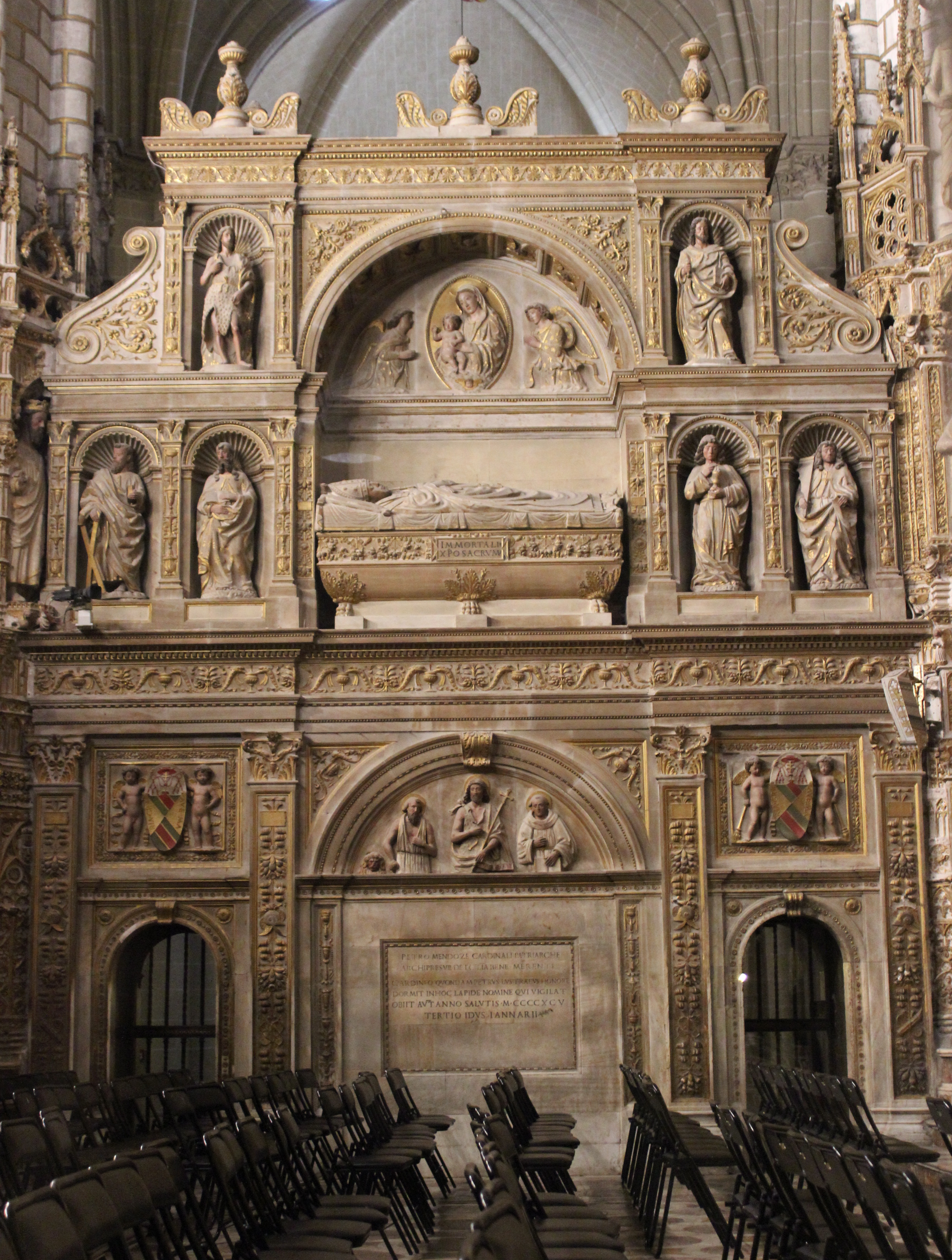
Sepulcro del cardenal Mendoza
El sepulcro del cardenal Mendoza se ubicó en la catedral como él mismo había manifestado en 1493, si bien el Cabildo se opuso en un primer momento a que fuera en el presbiterio, pues ese espacio debía conservarse para la posición privilegiada de los monarcas. Sin embargo, al final hubo de cambiarse la estructura del coro y mover enterramientos reales para acomodar el sepulcro según último dictamen del Cabildo, reforzado por la intervención personal en favor del cardenal de los Reyes Católicos y el inestimable hacer de los que Isabel la Católica llamaba los tres bellos pecados del cardenal (sus hijos).
Fue el primer sepulcro castellano renacentista. Consiste en una estructura de arco abierto, central, y dos más pequeños, labrado en dos frentes y en el que se puede ver el enterramiento tanto desde dentro como desde fuera, siguiendo un modelo de arco de triunfo tipo romano que escandalizó en su época a los que asistieron a su construcción, tanto por su espectacular forma como por abandonar el estilo gótico que hasta ese momento se consideraba adecuado. La autoría de la obra no está clara, atribuyéndose al florentino Andrea Sansovino que más tarde trabajó en la corte portuguesa con estilo similar.
El impacto sobre otras obras posteriores fue enorme: los sepulcros de Fadrique de Portugal, Pedro López de Ayala o Fernando de Arce —Comendador de Montijo— entre otros, fueron imitación parcial de este nuevo modelo.

### Capilla Mozárabe

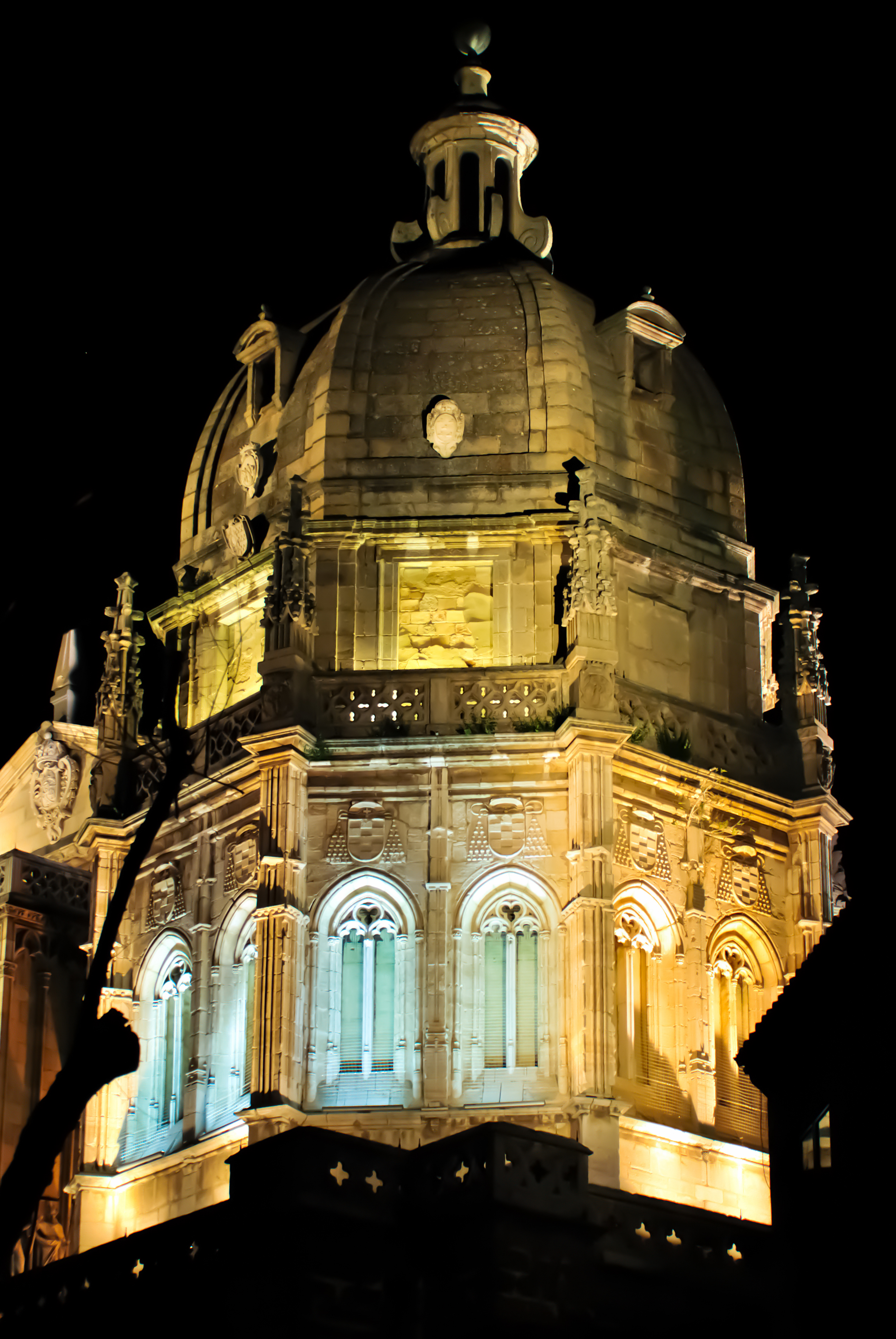
Cúpula de la capilla mozárabe

La Capilla Mozárabe está ubicada en el ángulo suroeste de la fachada sur, alojada en el interior del arranque de una torre que nunca se construyó. El nombre original de la misma, dado por el cardenal Cisneros, fue Capilla del Corpus Christi en el año 1500 y su destino desde los inicios era el mantenimiento del rito hispanomozárabe. Se han dado numerosas explicaciones a la voluntad de Cisneros de que se recuperase una tradición en decadencia ya en aquellos momentos. La más plausible es el deseo del cardenal de conciliar en la catedral distintos sentimientos religiosos que aún se mantenían y por los que él sentía especial aprecio. Había que tener en cuenta que, ya en 1101, Alfonso VI había dado a los mozárabes de Toledo un privilegio en los tributos y en 1371, Enrique II de Castilla lo confirmó. Ello explica el interés de Cisneros en que se recuperasen los códices, breviarios y misales, se restaurasen en la medida que ello fuera posible y se volviesen a publicar en nuevas ediciones. Refuerza la tesis la elevada suma que debió pagar al Cabildo catedralicio para unir la antigua Sala Capitular y otra capilla menor y realizar la obra (3800 florines de oro). Sea como fuere, la capilla celebró misa bajo el rito recuperado desde sus inicios, y el número y frecuencia de los asistentes fue muy amplio. 
Al terminarse, la capilla mozárabe quedó como una planta cuadrada bajo una cúpula octogonal, posiblemente con un artesonado de estilo mudéjar que se perdió en el tiempo. La actual cúpula es del siglo XVII, obra del hijo de El Greco, Jorge Manuel Theotocópuli. Cisneros dispuso que Juan de Borgoña, a imitación de las pinturas sobre las conquistas de los Reyes Católicos, recogiera en su interior pinturas que destacasen la conquista de Orán.
La reja gótica que da paso al interior de la capilla es de Juan Francés (1524); tiene entre otros elementos de ornamentación los escudos de Cisneros. El altar está realizado en bronce y mármol de varios colores, obra de Juan Manzano del siglo XVIII. En el centro puede verse una imagen de la Virgen con el Niño, de mosaico del siglo XVIII. Por encima del retablo hay un crucifijo hecho de una pieza, tallado en raíz de hinojo mexicano, traído por el dominico fray Gabriel de San José en 1590. Otra reja en estilo gótico, obra del toledano Julio Pascual realizada con métodos antiguos separa el coro del resto de la estancia.
La misa en rito hispanomozárabe había tenido su origen en los primeros cristianos de la península y era llamada en sus inicios como rito hispanorromano, también durante la etapa visigoda. La unificación de los distintos ritos por el papa Gregorio VII no evitó que en Toledo se mantuviera un rito propio, (a la postre llamado hispanomozárabe) que tomaba su razón de ser en el viejo hispanorromano. De hecho, la desaparición del rito en su zona más extensa, Andalucía, dejó a Toledo como casi único lugar donde se practicaba el culto, reducido a seis parroquias, aunque de hecho solo cuatro lo mantuvieran. También se mantiene en la capilla de Talavera de la catedral vieja de Salamanca.

### Capilla de los Reyes Nuevos

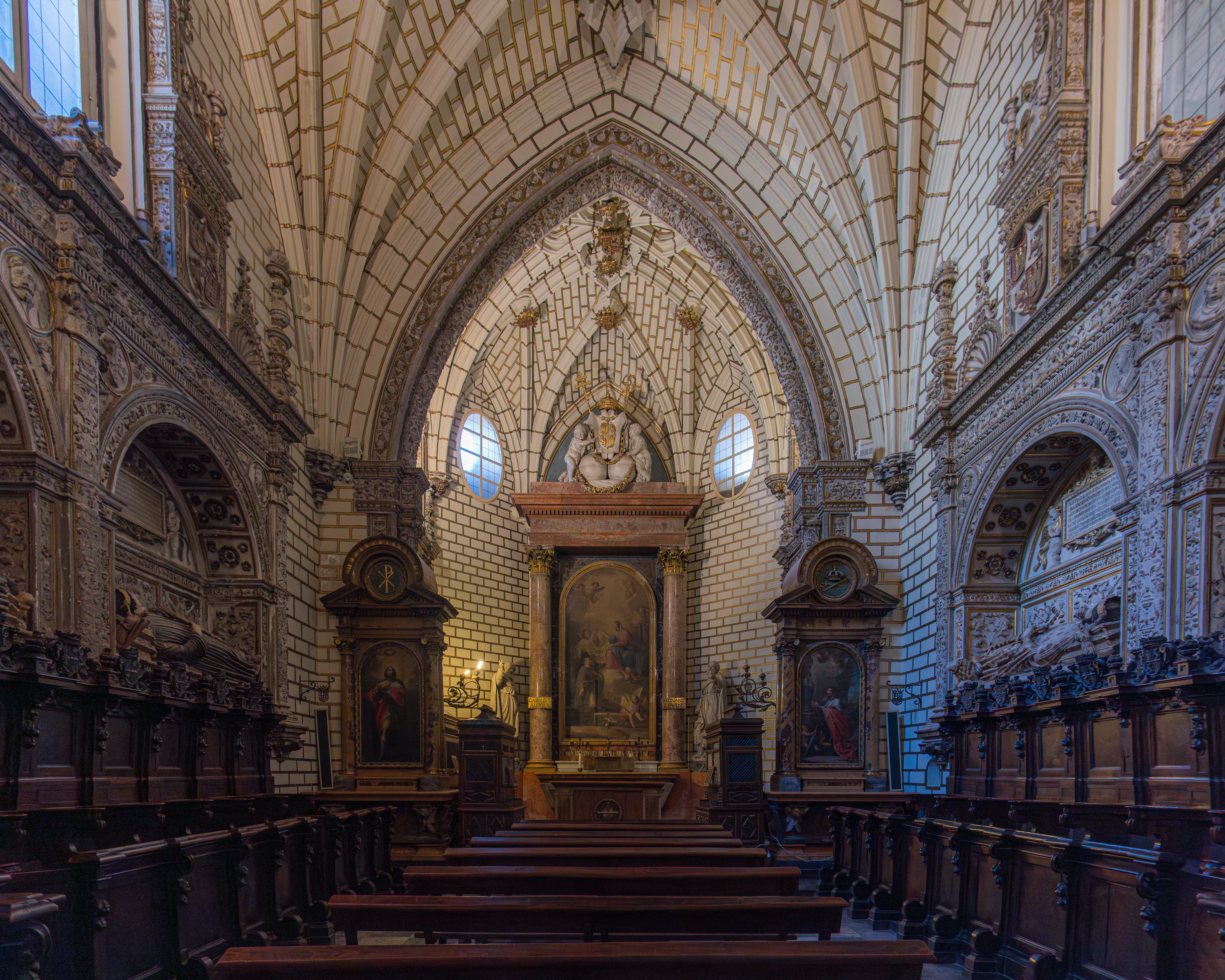
Capilla de los Reyes Nuevos

(Ver nº 1 en el plano). La capilla original fue fundada por Enrique II de Castilla en 1374 tomando el nombre de Capilla Real. Se encontraba situada a los pies de la nave norte, apropiándose el último tramo, por lo que cortaba e impedía el paso por el final de esta nave. El Cabildo quiso cambiar en 1534 el lugar de esta capilla para despejar la nave y el arzobispo Alonso de Fonseca y Ulloa pidió al emperador el permiso correspondiente para trasladar los restos allí enterrados. Pero lo difícil era buscar un sitio idóneo, lo cual por fin se solucionó gracias al ingenio y habilidad de su arquitecto.
La actual capilla está situada entre el lado norte de la de Santiago y la de Santa Leocadia, en la cabecera. Tiene un acceso raro y difícil solucionado por el arquitecto Alonso de Covarrubias. Se llama así en referencia al nuevo linaje de la casa de Trastámara. Es una capilla sin culto; anteriormente el culto era mantenido por el capítulo llamado Capellanes de Reyes.
Distribución del espacio
Más que una capilla puede considerarse como una pequeña iglesia, de una nave con dos tramos y un ábside poligonal, más una sacristía y un vestíbulo de entrada, solución original de Covarrubias. Se construyó entre 1531 y 1534. Es la primera gran obra de Covarrubias en Toledo.
Los dos tramos de la nave tienen bóveda de crucería gótica, pero toda la ornamentación y labra de los sepulcros son renacentistas. Están separados por la reja de Domingo de Céspedes. El primer tramo forma el cuerpo de la pequeña iglesia con algunos altares y en el segundo tramo es donde se encuentran los enterramientos reales trasladados y metidos en arcosolios renacentistas, obra de Covarrubias.
Tras el arco que da acceso al presbiterio se encuentran dos altares pequeños, obra neoclásica diseñada por Ventura Rodríguez. El altar mayor es de Mateo Medina; tiene una pintura de Maella con el tema de la Descensión (es el tema que representa a la Virgen que desciende para agradecer a San Ildefonso su devoción), enmarcada por dos columnas corintias.
Enterramientos
Se encuentran en esta capilla los enterramientos de gran parte de la dinastía Trastámara, con las excepciones de Isabel la Católica (enterrada en Granada), Juan II de Castilla (enterrado en la Cartuja de Miraflores de Burgos) y Enrique IV de Castilla (enterrado en el monasterio de Guadalupe de Cáceres).
A la derecha está el sarcófago de Enrique II de Castilla. Cerca está la estatua orante de Juan II, obra de Juan de Borgoña (sin enterramiento). A la izquierda está el de Enrique III el Doliente. En el presbiterio, a la izquierda y junto al retablo se encuentra el sarcófago de Juan I de Castilla.

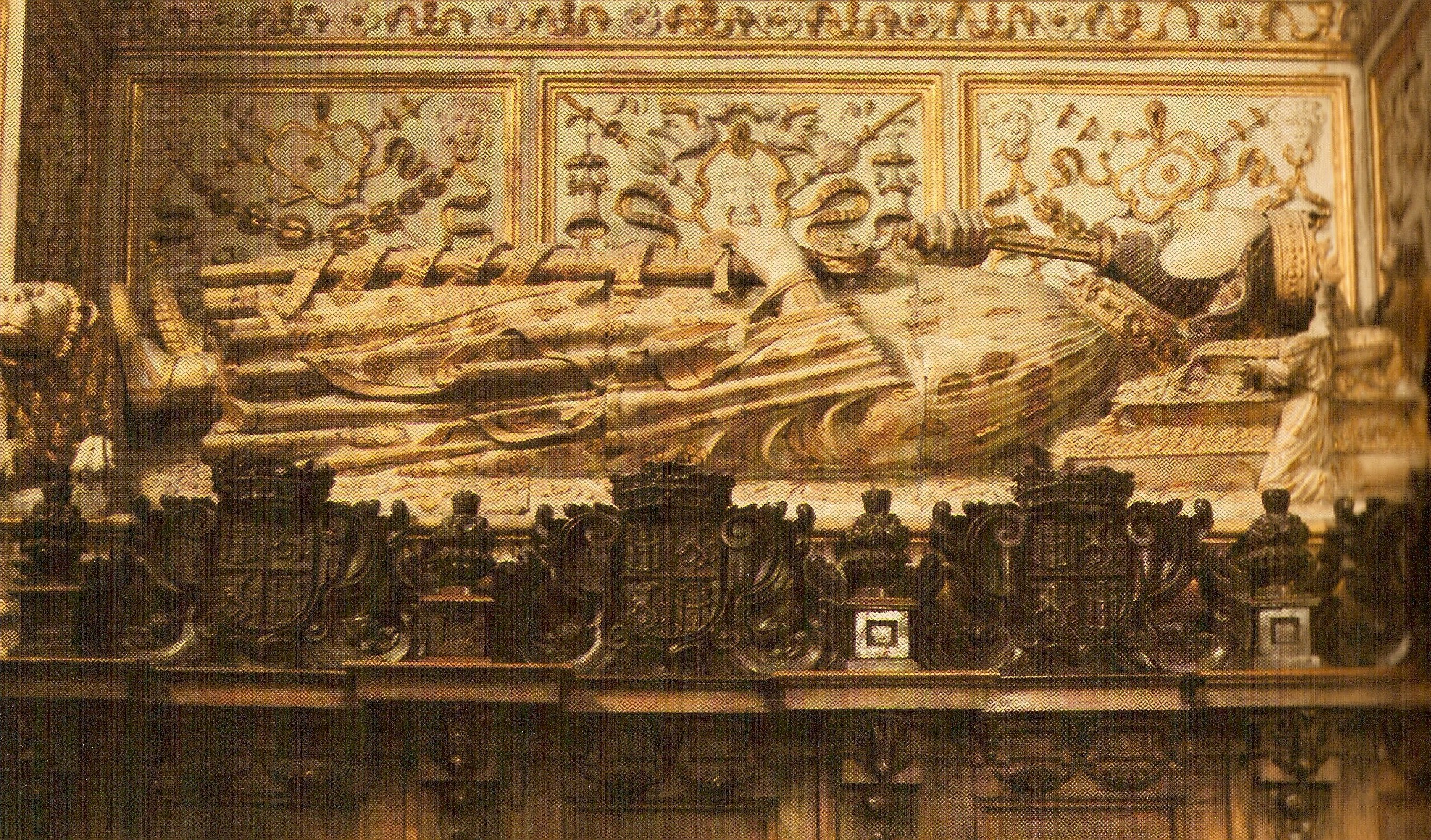
Enrique II de Castilla
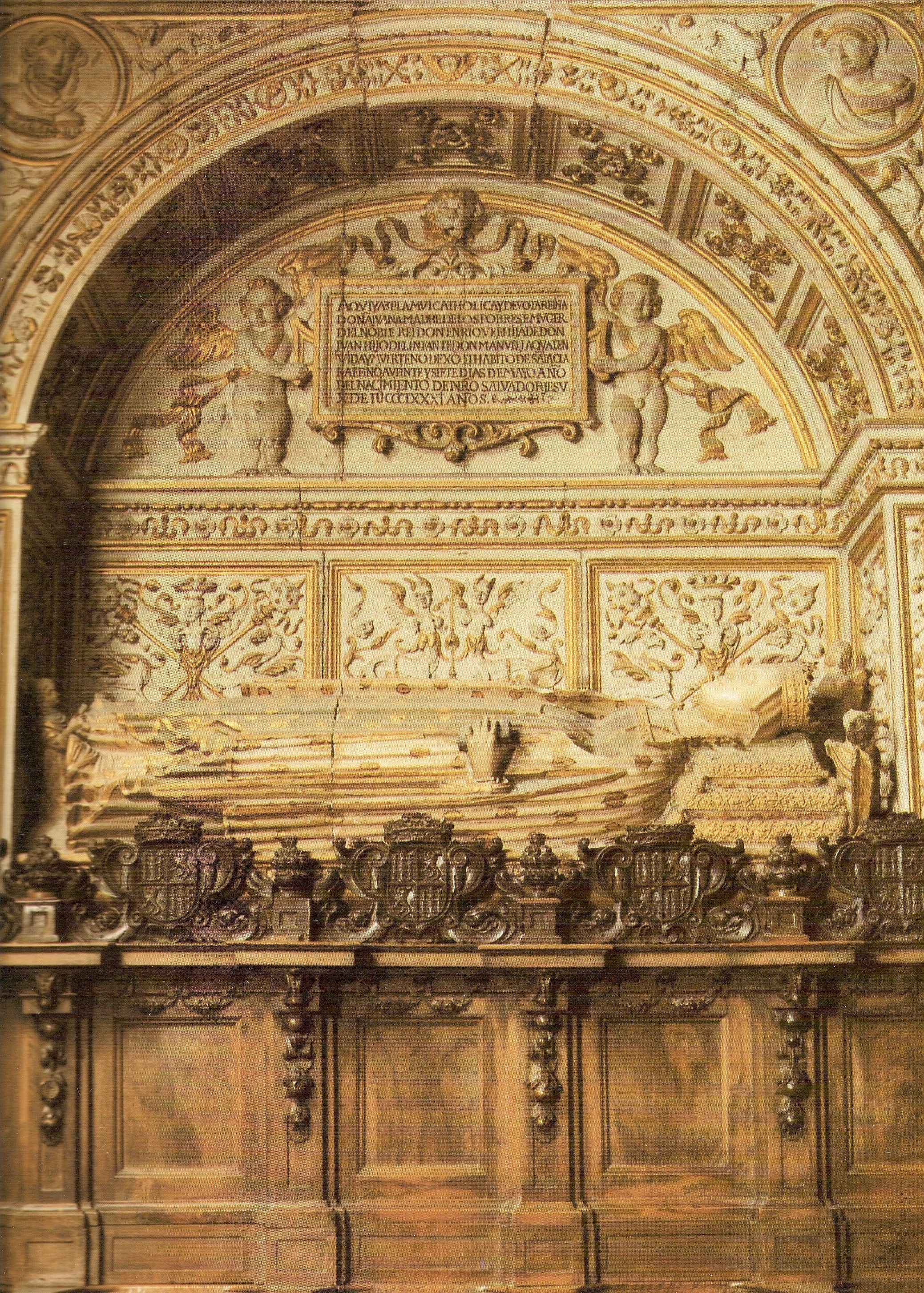
Juana Manuel, esposa de Enrique II
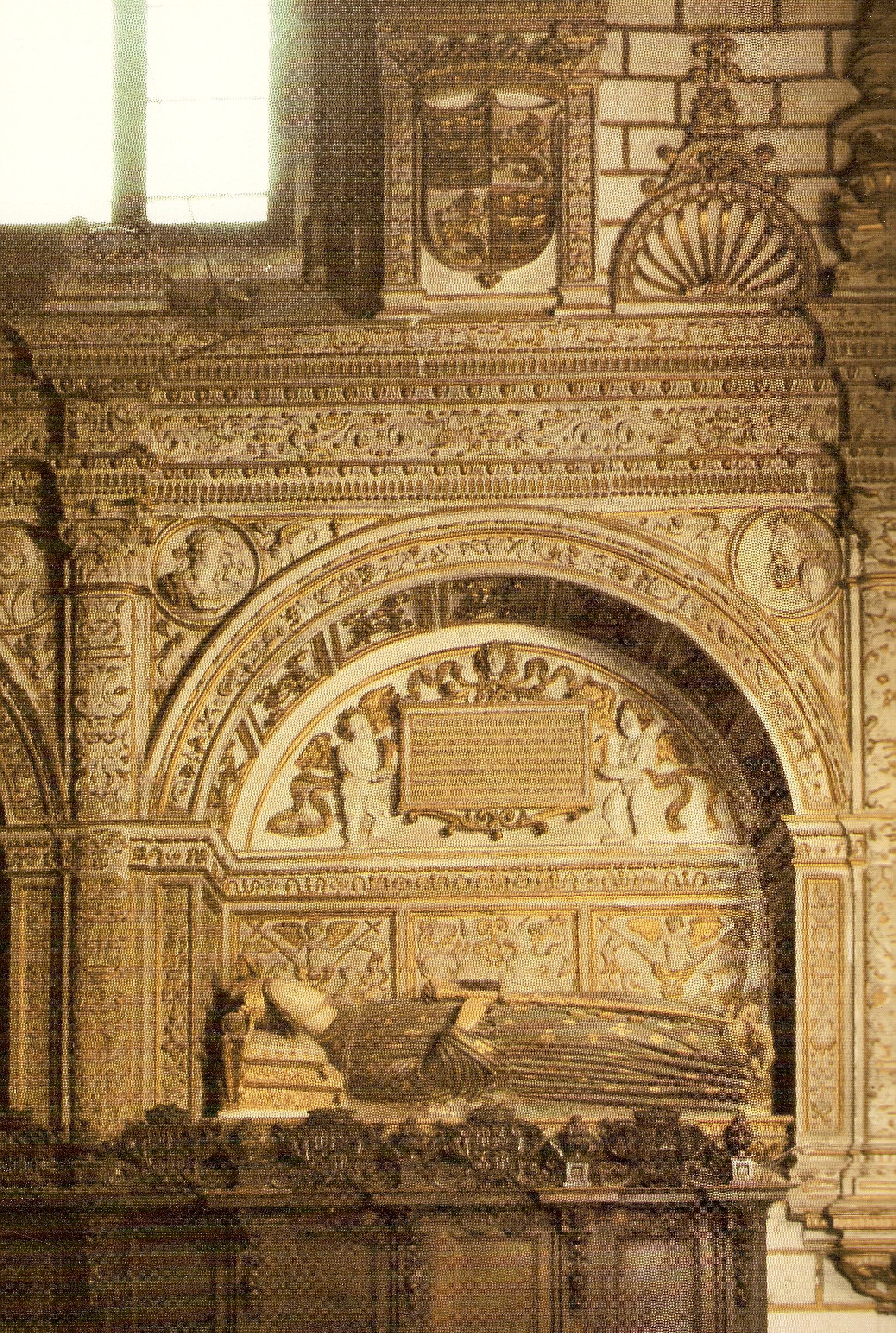
Enrique III el Doliente
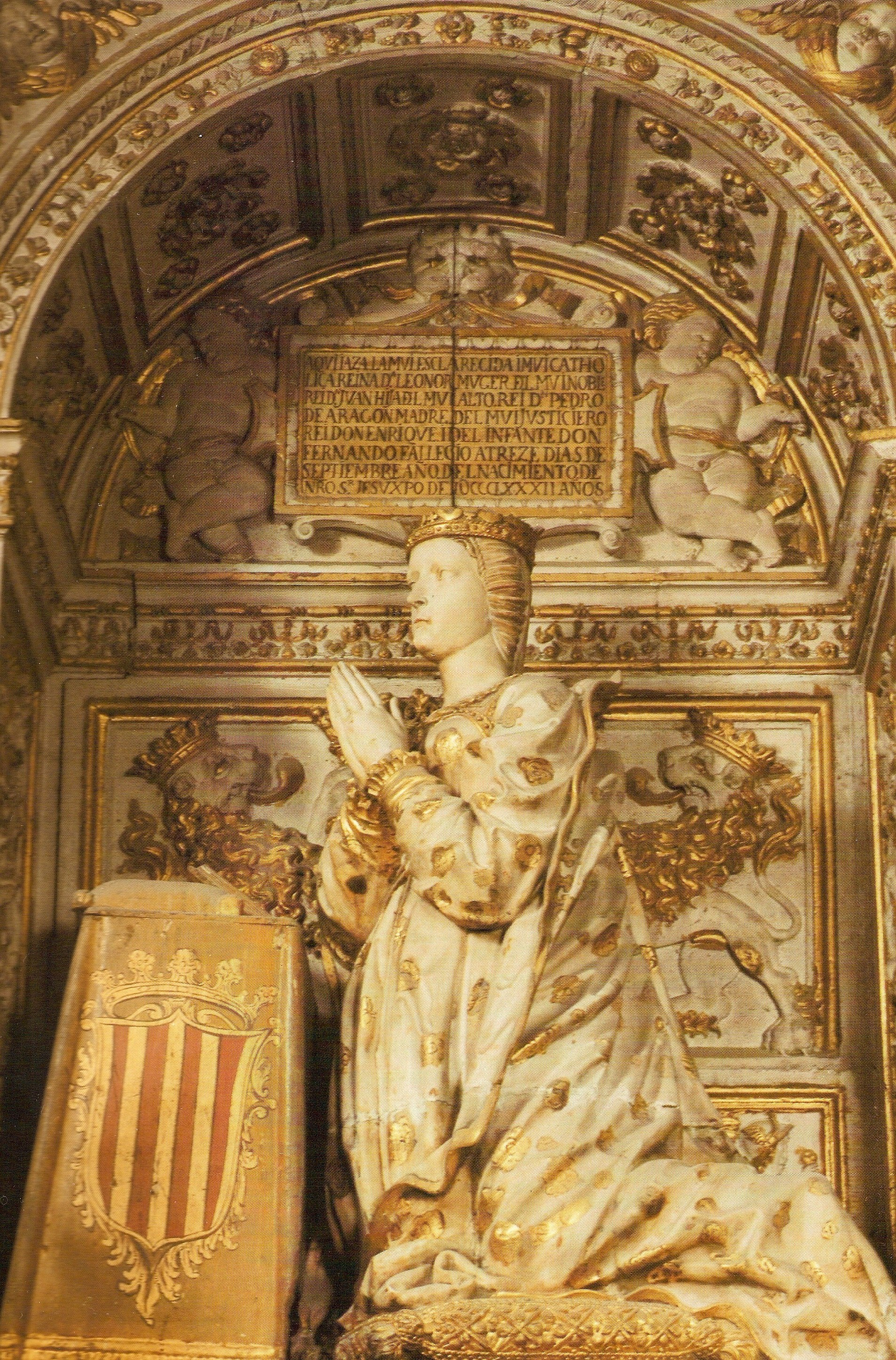
Leonor de Aragón, esposa de Juan I de Castilla
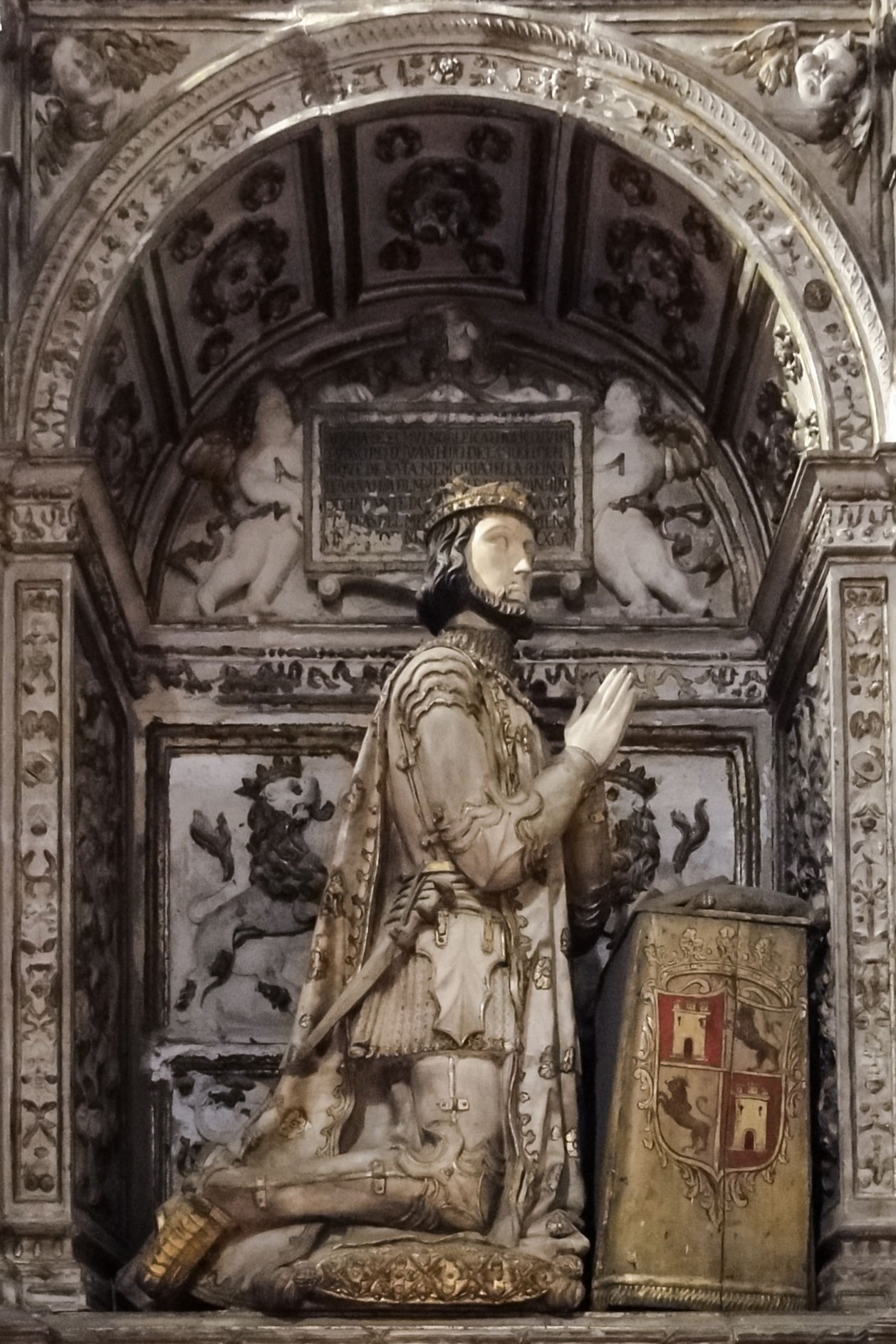
Juan I de Castilla

### Capillas del muro sur
Empezando por los pies de la nave lateral sur, a continuación de la capilla Mozárabe se encuentra la capilla de la Epifanía, que toma su nombre de la pintura del retablo, atribuida a Juan de Borgoña, sobre el tema de la Adoración de los Reyes Magos. Fue fundada por Pedro Fernández de Burgos y su esposa María Fernández que están enterrados en el muro del lado de la Epístola. Más tarde fue restaurada por Luis Daza (muerto en 1504) que fue capellán mayor de Enrique IV y está enterrado junto al muro del Evangelio. La cierra una buena reja del estilo empleado por el rejero Juan Francés. Puede verse como figura del donante el retrato del capellán, en la predela del retablo. En un lateral de esta capilla se encuentra su sepulcro, en arcosolio gótico.
A la capilla de la Concepción se accede por una reja de bastante valor artístico, que lleva incorporado el escudo de la familia Salcedo, pues la capilla fue fundada en 1502 por Juan de Salcedo, protonotario apostólico y canónigo toledano, cuya tumba se halla en el muro del Evangelio. En su retablo gótico se ven pinturas de Francisco de Amberes y en el lateral izquierdo el sepulcro del fundador.
La capilla de San Martín también se cierra con una gran reja, firmada por Juan Francés. Tiene un buen retablo donde se cree que trabajaron los maestros Juan de Borgoña y Francisco de Amberes. La tabla central representa al titular san Martín de Tours, y se cree que trabajó en ella Andrés Florentino. En los laterales se encuentran los sepulcros con bultos yacentes bajo arcosolios de los canónigos Tomás González de Villanueva y Juan López de León.
La capilla de San Eugenio anteriormente se llamó capilla o parroquia de San Pedro. Se cambió el nombre en tiempos del arzobispo Sancho de Rojas. Tiene la particularidad de conservar la arquitectura originaria del siglo XIII. Se cierra con una reja muy parecida a las otras firmadas por Juan Francés. En el retablo está la imagen del santo titular, arzobispo de Toledo, obra de Copín de Holanda. Esta capilla guarda una pieza singular por su fecha y por su arte: es el sepulcro del caballero Fernando Díaz Gudiel, alcalde mayor de Toledo y señor de la Torre de Esteban Hambrán, muerto en 1278. Se trata de una obra mudéjar, sin arquitectura ni escultura, simplemente con decoración de yesería mudéjar en que predominan las alharacas (o temas geométricos). El arcosolio está delimitado por dos columnas dobles que sobresalen del friso superior o cornisa adornada con mocárabes. Limitando esta cornisa hay una inscripción en lengua y caracteres árabes que dice de manera repetitiva: «A la madre de Dios. A la Virgen María». El otro enterramiento es del obispo Fernando del Castillo, muerto en 1521, obra singular de Alonso de Covarrubias. En el espacio comprendido entre esta capilla y la puerta de los Leones se encuentra la monumental pintura de san Cristóbal realizada en 1638 por el pintor Gabriel de Rueda.

### Capillas de la girola
Las capillas originales eran pequeñas y estaban dispuestas alternando el tamaño, según era marcado por las bóvedas. Con el tiempo se hicieron reformas que cambiaron por completo la colocación y medida de algunas de ellas. Se hace la descripción empezando por el lado de la Epístola (a la derecha).
Capilla de Santa Lucía
También llamada de san José, es una de las más antiguas de la catedral. Fue fundada por Jiménez de Rada. Se conserva su arquitectura primitiva del siglo XIII. Se guardan algunos cuadros y epitafios.
Capilla de los Reyes Viejos
Se llamaba este espacio capilla del Espíritu Santo y fue fundada por el arzobispo Gonzalo Díaz Palomeque (1299-1310). La anterior capilla con la denominación de Reyes Viejos fue fundada por Sancho IV y se encontraba en la parte alta del presbiterio de la capilla mayor, donde continúan respetados los sepulcros de los reyes. El cardenal Cisneros la desmontó y la mandó llevar al lugar que ocupa ahora. Se cierra con una buena reja de Domingo de Céspedes mientras que la del coro es de Julio Pascual.
La capilla consta de tres retablos platerescos de Francisco Comontes; el del medio tiene once tablas hispanoflamencas y una reliquia de la Santa Faz, regalo del papa Inocencio X, que el rey Felipe IV mandó colocar aquí.
Capilla de Santa Ana
Fundada en su origen por Jiménez de Rada restaurada por Juan de Mariana que tiene aquí su enterramiento. Con buena verja plateresca. Es de las más pequeñas.
Capilla de San Juan Bautista
Cerrada por una reja gótica. Su fundador fue el arcediano de Niebla y canónigo de Toledo Fernando Díaz de Toledo cuyo sepulcro sufrió destrozos en 1790, salvándose solamente la figura del yacente que se colocó en un lateral de la capilla. En el recinto se conserva un relicario con un valioso cristo de marfil. La capilla tiene sacristía, cuyo espacio correspondía a lo que fue capilla de San Brito o San Bricio.
Capilla de San Gil
Considerada como una pequeña joya. Es muy pequeña. Fue restaurada en el siglo XVI por Miguel Díaz, canónigo y notario apostólico, un hombre de gustos refinados en cuanto a arte se refiere y que mandó pintar todo el interior con decoración al estilo pompeyano, la moda que por entonces se estilaba en el Monasterio de El Escorial; está enterrado en esta capilla. La reja es también un ejemplar de buen gusto. Tiene en su interior un pequeño retablo de distintos mármoles cuyas figuras se atribuyen a Berruguete.
Capilla de San Ildefonso
(Ver nº 8 en el plano). Se encuentra situada en el eje de la girola y es frontera al Transparente. Está consagrada bajo la advocación de san Ildefonso. Su construcción data de finales del siglo XIV, por expreso deseo del cardenal Gil Carrillo de Albornoz (como capilla funeraria para él y su familia) que no la vio terminada. El cardenal Albornoz murió en Viterbo (Italia) en 1364 (o 67) y su cadáver fue trasladado a Toledo tres años después, fecha en que se hizo su sepulcro que se muestra exento en el centro de esta capilla.

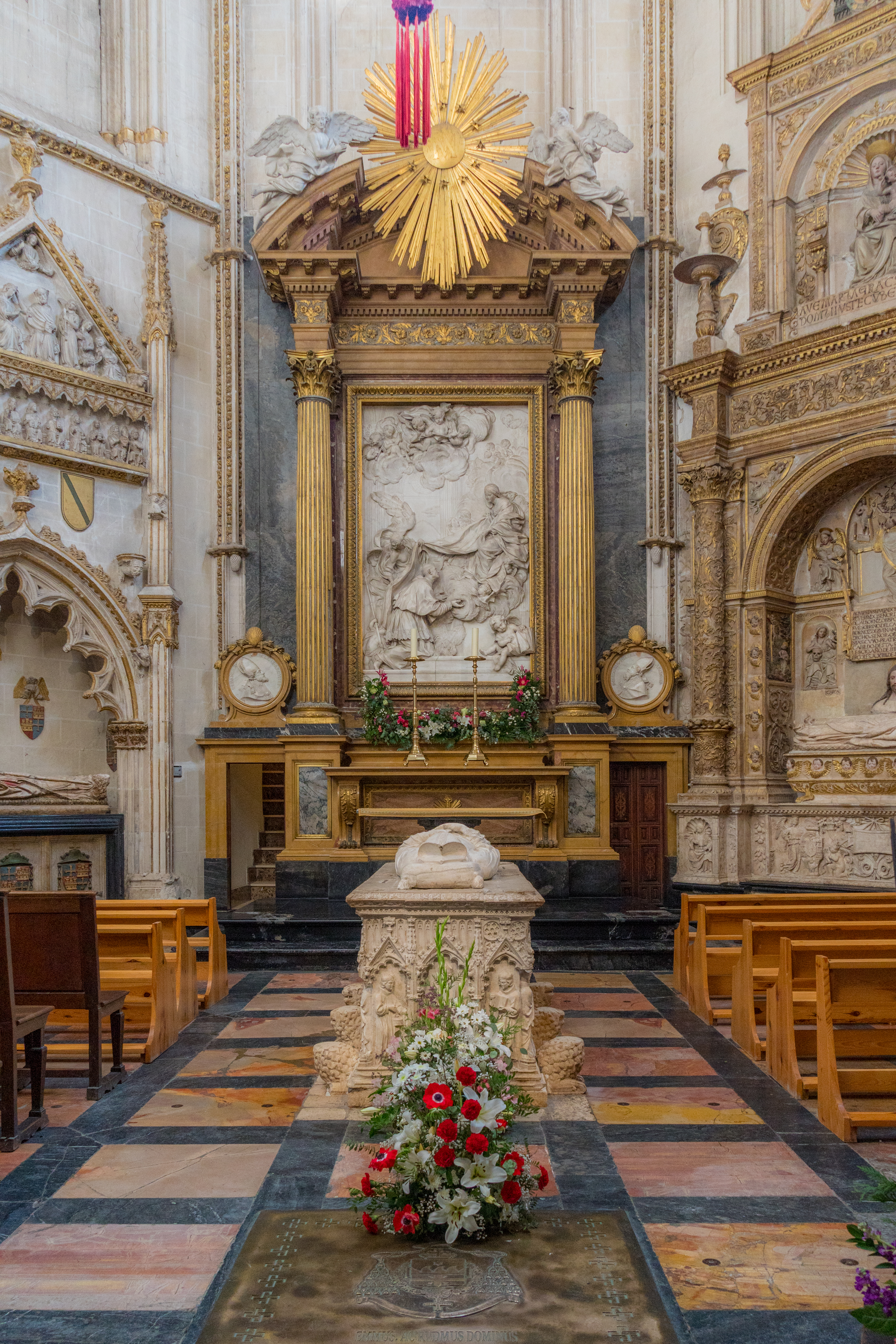
Capilla de San Ildefonso con el sepulcro del cardenal Gil Carrillo de Albornoz en el centro

La capilla ocupó el espacio de tres capillas antiguas, una central de tamaño grande y dos colaterales de las pequeñas. Es de planta octogonal, siendo de las primeras en que se impone el modelo de ochavo para capillas funerarias. El historiador de arte y arquitecto español Fernando Chueca Goitia opina que la antigua capilla central estuvo desde antiguo dedicada a san Ildefonso, al estar en el mismo centro de la girola.
Sobre la clave del arco central de la entrada se encuentra una pintura con el retrato de Esteban Illán, personaje histórico que según la leyenda proclamó a Alfonso VIII como rey de Castilla y lo hizo desde lo alto de la torre de la iglesia de San Román. La capilla cuenta con tres estilos de distintas épocas: gótico en los arcos, bóvedas y algún sepulcro; plateresco en el sepulcro del obispo de Ávila; neoclásico en el retablo central. Este retablo se llevó a cabo en el siglo XVIII, en tiempos del cardenal Lorenzana, y está realizado en mármol, jaspe y bronce. Fue diseñado por Ventura Rodríguez; el gran relieve del centro con el tema de la imposición de la casulla a San Ildefonso, realizado en mármol, es obra de Manuel Francisco Álvarez. 
El sepulcro del cardenal Gil Carrillo de Albornoz se encuentra exento en el centro de la capilla, con decoración gótica de arquillos y figuras de plorantes en los cuatro frontales. A la derecha del retablo se encuentra el sepulcro del obispo de Ávila Alonso Carrillo de Albornoz fallecido en 1514. Es obra de Vasco de la Zarza, escultor renacentista castellano. Se considera la mejor obra de la capilla. Los restantes sepulcros son también enterramientos de la familia Albornoz.
Capilla de Santiago

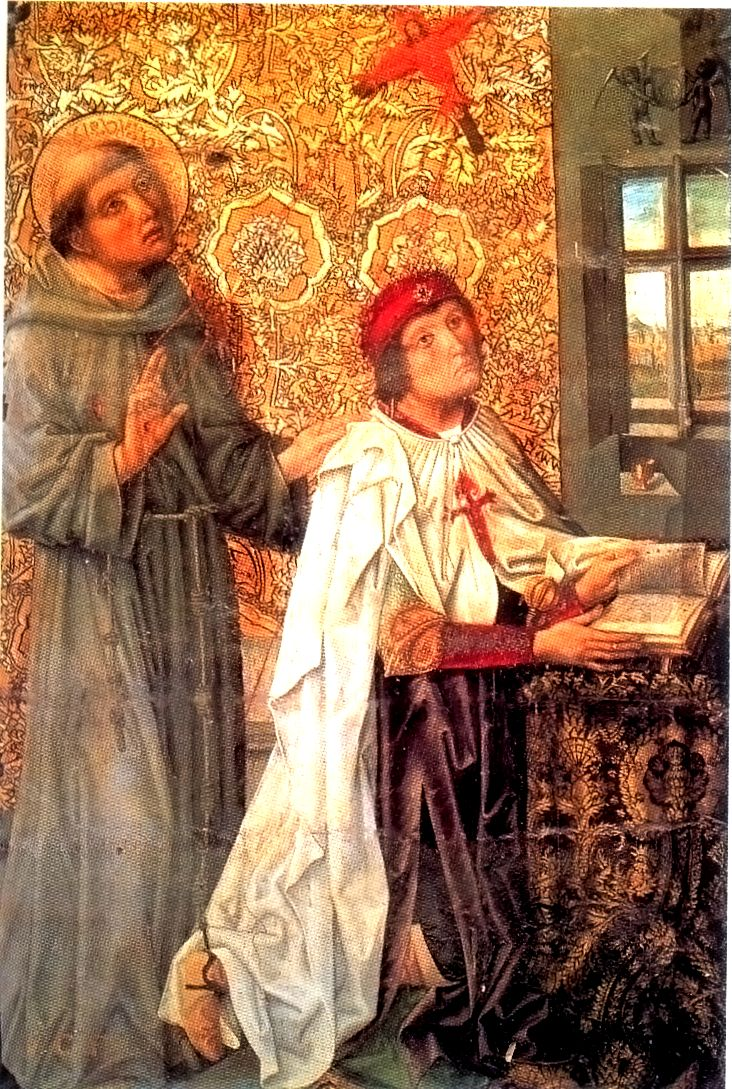
Don Álvaro de Luna, pintura del banco del retablo de su capilla de Santiago, obra del Maestro de los Luna, con la capa de la Orden y cruz de Santiago al pecho. Don Álvaro fue Maestre de la Orden desde 1445 hasta 1453, cuando murió ejecutado

(Ver nº 7 en el plano). Llamada también capilla de Álvaro de Luna por ser este personaje histórico quien la mandó construir y quien la fundó como lugar de enterramiento para él y su familia. Es de las más grandes de la girola pues ocupa el espacio de tres de las antiguas, una grande y dos pequeñas; es de planta ochavada y estilo gótico flamígero muy depurado y selecto, de los mejores ejemplos que se dan en España. Este estilo se ve reflejado en los arcos de entrada con sus tracerías caladas y en la claraboya de los arcos ciegos del interior, más los gabletes, cairelados (festón calado y colgante) y nervios que desde el suelo cruzan la bóveda formando una estrella. Sin embargo en el exterior los rasgos son austeros, totalmente hispánicos. Frente a la piedra blanca y agradable del interior, aquí se utiliza el granito y la cúpula se remata como un castillo almenado y con garitones.

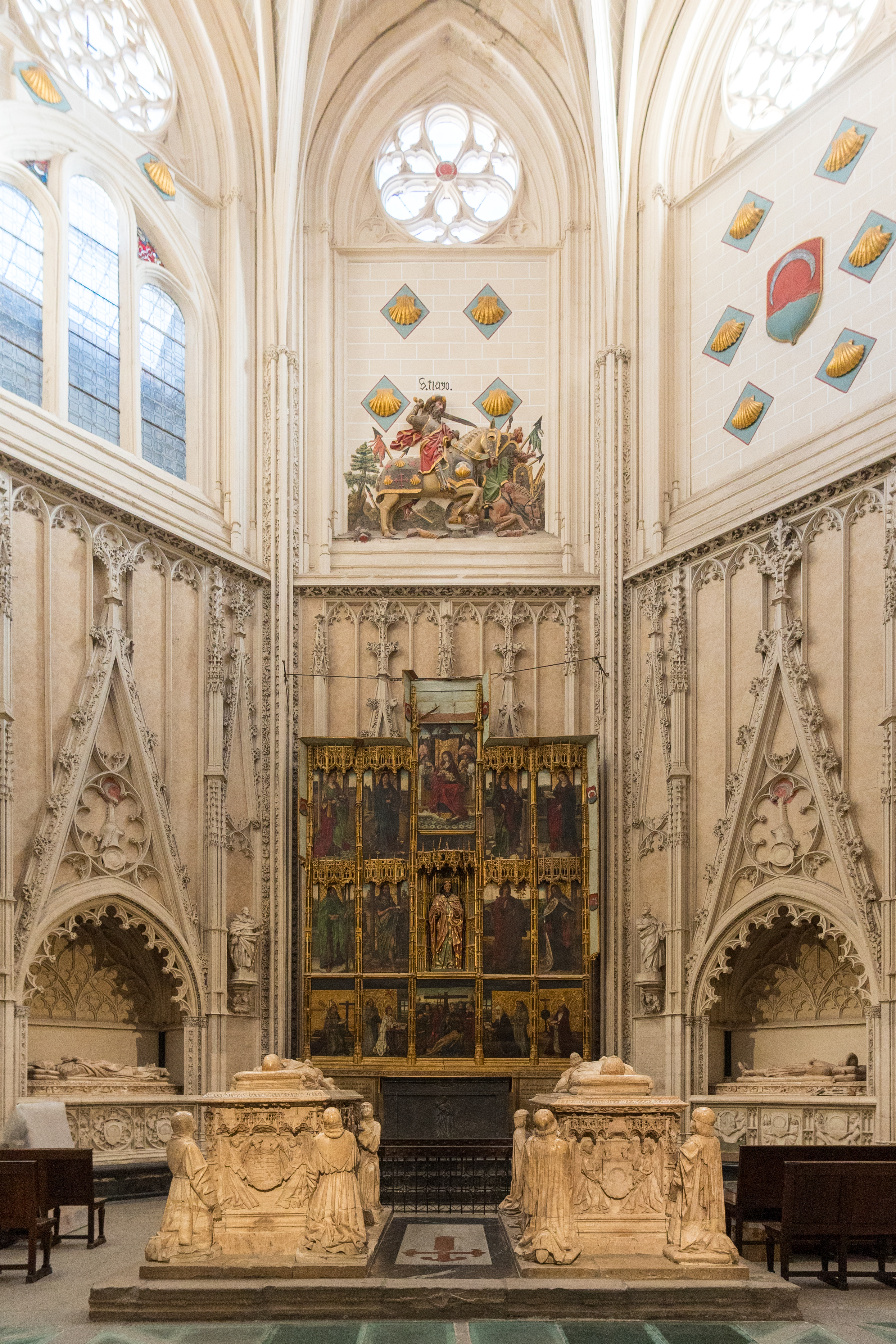
Capilla de Santiago y sepulcros

En 1435 el condestable Álvaro de Luna estaba en pleno apogeo de poder político. Quiso tener en la catedral primada su propia capilla funeraria para su enterramiento y el de su familia y a tal efecto compró la anterior capilla de Santo Tomás Canturiense (o de Canterbury) que había sido mandada edificar en el siglo XII por la reina Leonor Plantagenet, siendo esta la primera dedicada a este santo fuera de Inglaterra. Se sabe que Álvaro de Luna mandó realizar su sepulcro en vida para lo cual fue elaborado un bulto redondo de su persona que consistió en un artilugio algo extraño pues el bronce se levantaba y se ponía de rodillas mediante un mecanismo especial en el momento en que empezaba la misa. Cuando murió, la capilla estaba todavía en obras así que su terminación corrió a cargo de su esposa Juana de Pimentel y más tarde de su hija María de Luna que fue quien mandó esculpir los sarcófagos de sus padres en 1498, probable fecha de la terminación de la capilla. La construcción la llevó a cabo el equipo de Hanequin de Bruselas.
El retablo, de madera policromada, es gótico, obra de Pedro de Gumiel con catorce tablas pintadas por Sancho de Zamora y Juan Rodríguez de Segovia, a quien se suele identificar como el maestro de los Luna. El retablo fue contratado por María de Luna, hija del condestable Álvaro de Luna, el 21 de diciembre de 1488 en el castillo de Manzanares el Real, con Sancho de Zamora, quien actuó en su nombre y en representación de Juan Rodríguez de Segovia, vecino de Guadalajara, y de Pedro de Gumiel, vecino de Alcalá de Henares. En el centro se encuentra la estatua de Santiago y en la predela está pintada la escena del Llanto ante Cristo muerto y a sus lados los retratos del Condestable y su esposa como donantes acompañados por San Francisco y San Antonio.
Los dos sepulcros exentos que están en el centro de la capilla corresponden al Condestable Álvaro de Luna y a su esposa Juana de Pimentel. Los bultos yacentes son esculturas hispanoflamencas de Pablo Ortiz y Sebastián de Almonacid. Las figuras orantes de las esquinas son de mucha calidad; en la del Condestable son caballeros de Santiago y en la de su esposa son frailes franciscanos.
En los arcosolios de las paredes están los enterramientos de diversos familiares del Condestable: su tío el arzobispo Pedro de Luna, su padre Álvaro de Luna, su hermano el arzobispo Juan de Cerezuela, y su hijo Juan de Luna. En época presente este mausoleo pertenece a los duques del Infantado que tienen debajo de la capilla su propia cripta funeraria.
Capilla de Santa Leocadia
Muestra una celosía de piedra flamígera. Sirve como capilla funeraria para el canónigo Juan Ruiz Ribera que mandó restaurarla en 1536. Sus restos están en una urna cineraria ubicada dentro de una hornacina. En la pared frontera está enterrado su tío Juan Ruiz el Viejo. En el retablo está la imagen titular de Santa Leocadia, lienzo del siglo XVIII pintado por Ramón Seyro (discípulo de Mariano Salvador Maella), enmarcado en mármoles blancos y negros.
Capilla del Cristo de la Columna
Es un espacio muy reducido. Lo más significativo es el retablo atribuido a Copín de Holanda, donde se muestran buenas tallas de Cristo atado a la columna entre San Pedro y San Juan, en actitud de orar.

### Capillas del muro norte
Capilla de San Pedro
Está situada entre la puerta del Reloj y la de Santa Catalina (que conduce al claustro). Su fundador fue Sancho de Rojas que tiene en este lugar su enterramiento (encargado al arquitecto Alvar Martínez). Más que una capilla es una pequeña iglesia que hace las veces de parroquia, cuyo recinto se alarga hacia el norte, adosado al muro este del claustro. Se accede por una reja limitada por una portada gótica con arquivoltas decoradas con temas vegetales y heráldicos en que se repite el escudo de los Rojas que lleva 5 estrellas; esta entrada está sobre una pared con pinturas al fresco atribuidas a Pedro Berruguete o a Íñigo Comontes. Sobre el vértice de la última arquivolta está el busto del arzobispo fundador y a derecha e izquierda, los bultos pequeñitos de las 14 dignidades mitradas del cabildo. En el centro y sobre la estatuilla del arzobispo hay otra imagen gótica de mayor tamaño, de San Pedro en Cátedra, bajo doselete gótico.
Capilla de la Piedad
Fundada por el canónigo tesorero Alfonso Martínez para su enterramiento. El altar está dedicado a Santa Teresa cuya imagen se atribuye a Pedro de Mena o a su taller.
Capilla de la pila bautismal
Lo más notable es la reja de acceso, de Domingo de Céspedes. La pila de bautismo es una buena pieza hecha en bronce, muy decorada con elementos gótico-renacentistas.
Capilla de Nuestra Señora de la Antigua
Tiene una buena reja de acceso. Está consagrada a la Virgen de la Antigua cuya imagen se ha venido venerando desde siempre con la creencia de que era anterior a la llegada de los árabes. Delante de la imagen se bendecían las banderas y estandartes de los ejércitos que iban a entrar en combate.
Capilla de Doña Teresa de Haro
También conocida como del Cristo de las Cucharas en referencia a los cucharones del blasón de la familia López de Padilla. Fundada por Teresa de Haro, mujer del mariscal Diego López de Padilla.

## Unidad compositiva de espacios herrerianos
Se trata del conjunto arquitectónico comprendido por los espacios de la Sacristía (más vestuario y otras dependencias), patio y casa del Tesorero, capilla del Sagrario y capilla del Ochavo o Relicario, situado en el lado norte de la catedral.

### Sacristía

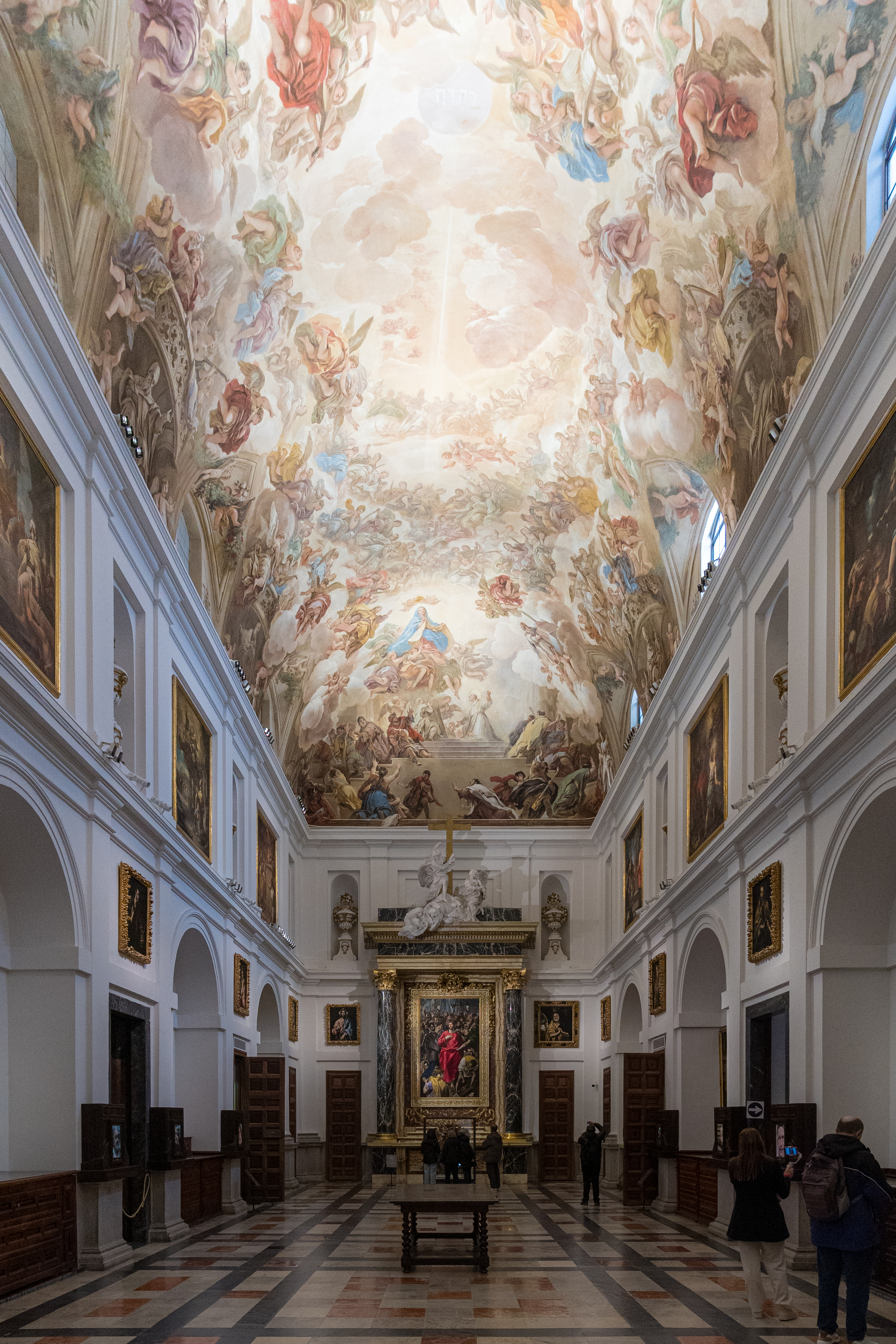
Sacristía

(Ver nº 4 en el plano). La sacristía es un espacio de grandes proporciones que cuenta además con otras piezas contiguas: antesacristía, vestuario y colección de indumentaria. La antesacristía tiene planta rectangular. Es una estancia decorada con grandes pinturas de los artistas italianizantes Vicente Carducho y Eugenio Caxés, más Francisco Rizi y Lucas Jordán. 
Las trazas de la sacristía fueron de Francisco Vergara el Mayor y Juan Bautista Monegro, en estilo herreriano. La bóveda de cañón con lunetos está fastuosamente decorada con las pinturas del napolitano Lucas Jordán. El tema principal es la Imposición de la Casulla a San Ildefonso, tema repetido en toda la catedral tanto en pinturas como en escultura. En las paredes están expuestos una gran variedad de lienzos enmarcados con todo lujo, que forman una auténtica pinacoteca de gran valor. Los más apreciados son los quince de El Greco (con un apostolado completo), sobre todo El Expolio que está como retablo del altar del fondo, enmarcado en mármoles y dos columnas corintias. Los demás cuadros pertenecen a los artistas Luis de Morales, Pedro de Orrente, Juan Pantoja de la Cruz, Juan de Borgoña, Luis Tristán, Anton van Dyck, Goya, Bassano el Mozo y alguno más. Además de las pinturas se encuentran en la sacristía una serie de objetos valiosos encabezados por la Biblia Rica de San Luis rey de Francia que data de 1250, con 750 miniaturas a toda plana y 5000 repartidas en las páginas manuscritas de los tres tomos. Fue una adquisición de Alfonso X.
En el cuarto siguiente se encuentra el vestuario (ver nº 2 en el plano) cuyo techo está pintado por Claudio Coello y José Donoso. En este espacio se guardan unas buenas pinturas, réplicas de Tiziano (El papa Paulo III'), Velázquez (El cardenal Gaspar de Borja) y Giovanni Bellini (El entierro de Cristo). Hay otra serie de lienzos de grandes artistas cuyo conjunto llega a constituir un auténtico museo.

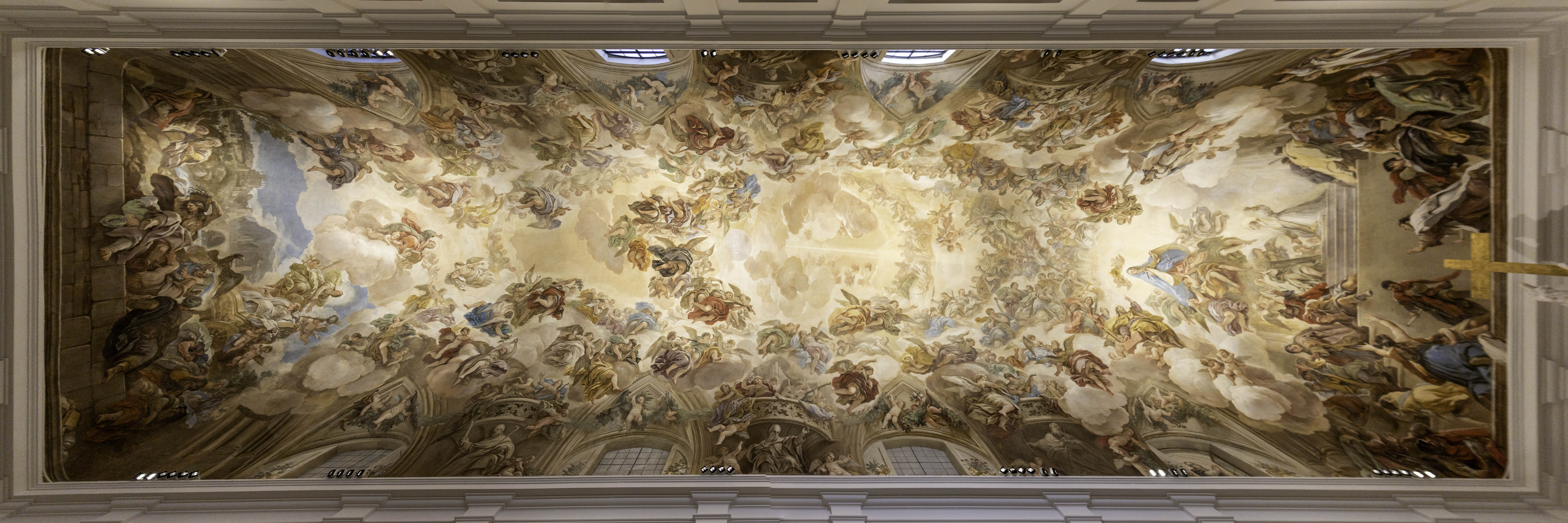
Decoración de Lucas Jordán en la sacristía

En otro espacio se encuentra la colección de indumentaria que cuenta con un buen número de piezas valiosas. Hay un total de 70 ternos; capas pluviales de los siglos XVI y XVII, algunas bordadas por el padre de Alonso de Covarrubias que tenía este oficio. Es especial la capa del arzobispo Sancho de Aragón, hijo de Jaime I de Aragón, bordada con emblemas heráldicos. Otro buen ejemplar es la capa del cardenal Gil de Albornoz con bordado gótico de escenas de la Biblia y santos, principalmente ingleses. Se conserva el capillo y una banda bordada de la gran capa que llevó Carlos I de España en su coronación en Aquisgrán.
Hay expuesto un estandarte árabe ganado en la batalla del Salado. La colección de tapices pasa de los 70 ejemplares. Muchos son cartones de Rubens, regalo que hizo el arzobispo Fernández Portocarrero, que los encargó ex profeso para la catedral. Algunos están expuestos en los muros de la catedral durante los días de la festividad del Corpus Christi.

### Capilla de la Virgen del Sagrario
(Ver nº 6 del plano). Junto con la capilla siguiente llamada del Ochavo (situada hacia el fondo), constituyen el mejor ejemplo de edificaciones herrerianas de esta catedral. La grandeza de su nueva estructura y ornamentación de severo estilo herreriano del siglo XVI(finales) se debe al cardenal Bernardo de Sandoval y Rojas
Las obras fueron iniciadas por Nicolás de Vergara el Mozo y se terminaron hacia 1616. Participaron Juan Bautista Monegro y Jorge Manuel Theotocópuli (hijo del pintor, que fue arquitecto de muchas obras en Toledo).
La capilla está bajo la advocación de la Virgen del Sagrario, una talla románica que fue recubierta de plata en el siglo XIII y vestida después con un manto cuajado de perlas. Esta imagen era conocida desde siempre con el nombre de Santa María. Tenía en su haber una tradicional leyenda en la que se cuenta que perteneció a los Apóstoles y que fue traída a Toledo por San Eugenio. También entra dentro de la leyenda el hecho de que fuera escondida en época de los musulmanes y restituida después por el rey Alfonso VI. La imagen se asienta sobre un trono del siglo XVIII, obra del orfebre italiano Virgilio Fanelli, realizada en plata sobredorada.
Los muros están revestidos de mármoles y su gran cúpula se apoya sobre pechinas. En el muro norte está el altar con la imagen de la Virgen y en uno de los laterales, el sepulcro del cardenal Sandoval y Rojas.
Esta capilla ha servido de enterramiento a un número considerable de arzobispos de Toledo entre los que se encuentran Isidro Gomá (1940), Plá y Deniel (1968), Alameda (1872), Monescillo (1897) y Portocarrero, cuyo epitafio se hizo famoso: Hic iacet pulvis, cinis et nihil (Aquí yace polvo, ceniza y nada).

### Capilla del Ochavo

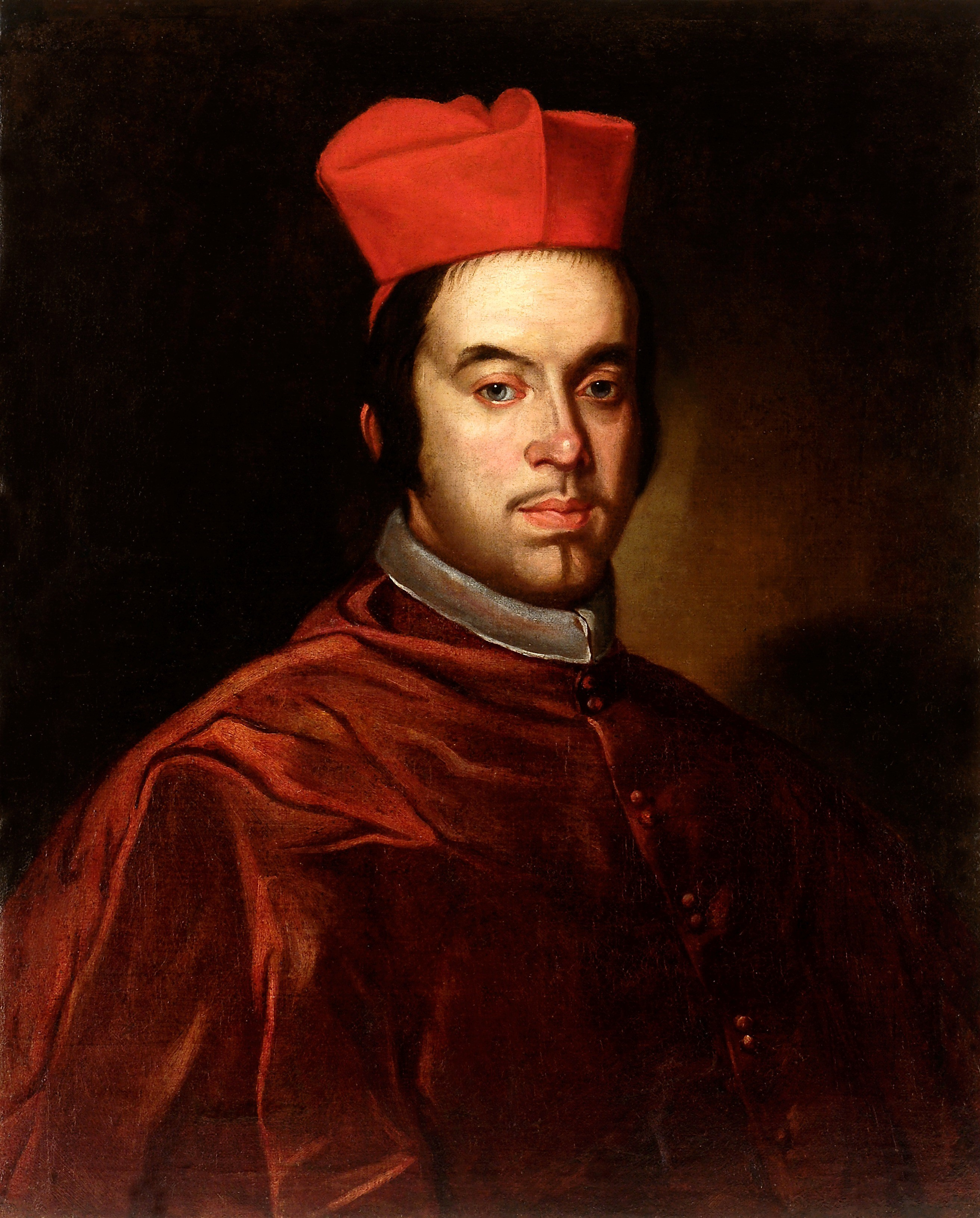
Retrato del cardenal Portocarrero por Giovanni Battista Gaulli (c.1675), promotor de los frescos de Rizi y Carreño en la Capilla del Ochavo

(Ver nº 5 del plano). Desde la capilla del Sagrario se accede a esta otra por dos puertas que flanquean el altar. Se llama también capilla del Relicario por las muchas reliquias que en ella se guardan. La planta es ochavada. La capilla está rematada por una cúpula con linterna que descansa sobre un tambor, obra de Jorge Manuel Theotocópuli. Las paredes están decoradas con mármoles en los que trabajó Bartolomé Zumbigo y Salcedo desde septiembre de 1654, en que contrató la obra, hasta 1666, y la cúpula con pinturas en las que trabajaron Francisco Rizi y Juan Carreño. En los retablos adosados a los muros se guardan los relicarios, algunos muy interesantes desde el punto de vista artístico e histórico. Son 126 obras de orfebrería que comprenden desde el siglo XIII al XVIII. Se guarda como tradicional reliquia un trozo del velo de Santa Leocadia (la virgen toledana hispanorromana) que según la leyenda fue cortado por san Ildefonso a la Santa cuando esta se apareció en el año 666. También es parte de la tradición y la leyenda que Recesvinto prestó su cuchillo al santo para realizar esta partición. El cuchillo también se conserva como reliquia.

## El coro

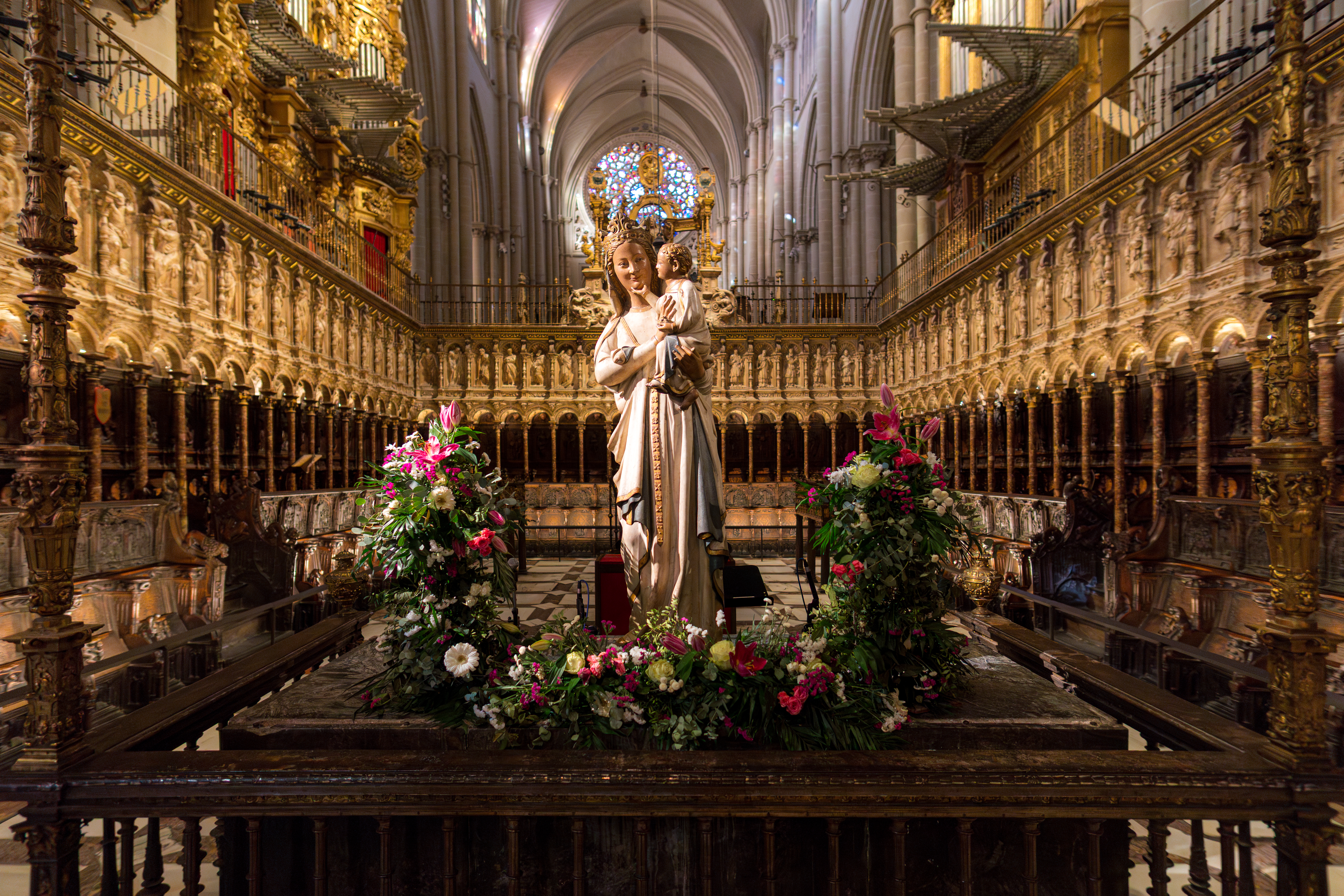
Coro y estatua de la Virgen Blanca

El coro en una catedral es el lugar de alabanza. El coro de esta catedral está situado en la nave central, frente al presbiterio y separado de este por la nave del crucero. Longitudinalmente abarca el espacio de dos tramos. Lo más destacable es la sillería alta, realizada por Felipe de Borgoña (o Bigarny) y el castellano Alonso Berruguete. La sillería baja es obra más antigua, de Rodrigo Alemán. Dentro del coro se encuentran otras obras de arte muy importantes además de los dos magníficos órganos musicales.

## Vidrieras

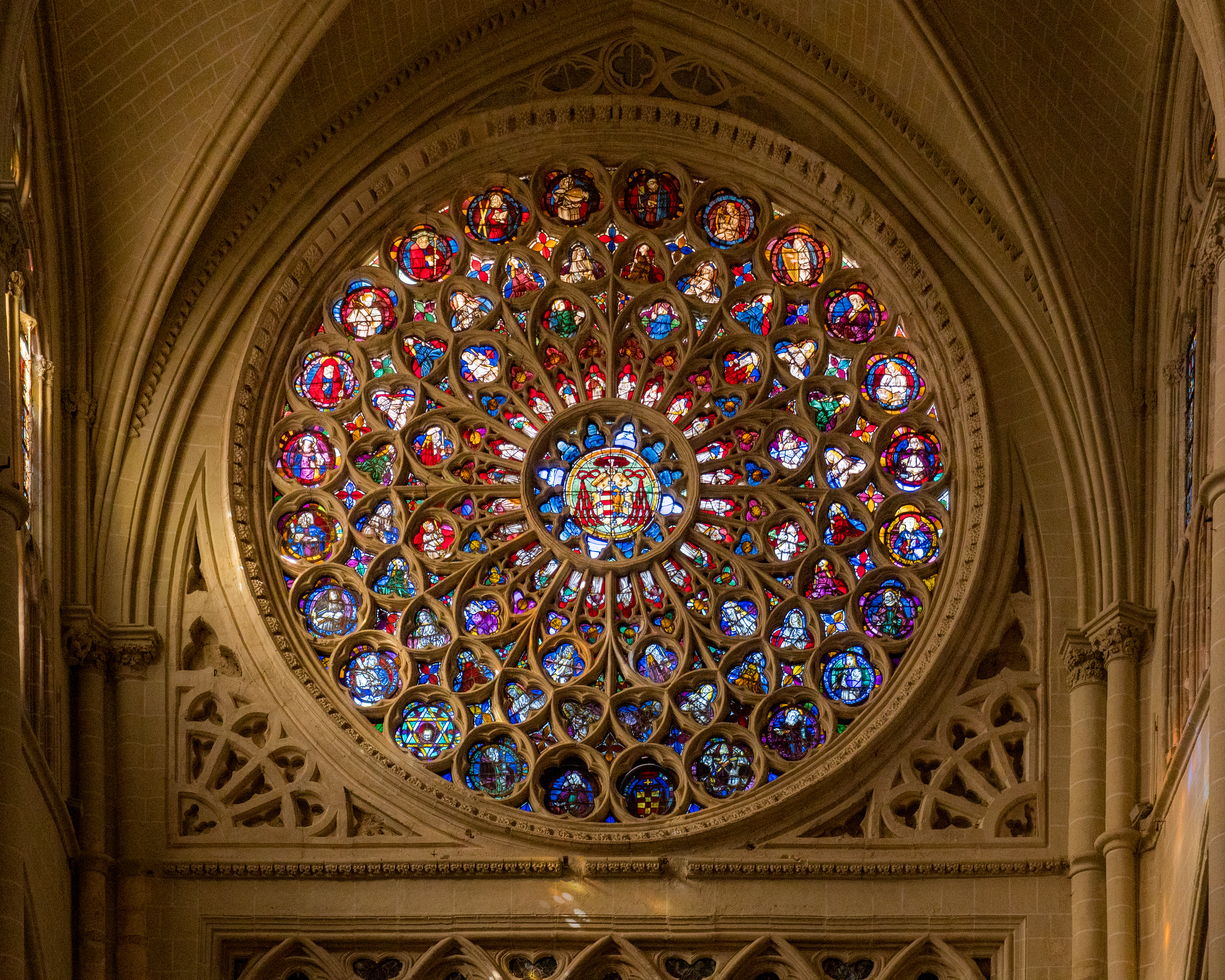
Rosetón de la fachada oeste

La catedral de Toledo es uno de los edificios castellanos que más vidrieras medievales ha conservado. Su realización va desde el siglo XIV al XVII, más las restauraciones del siglo XVIII, con una evolución propia del transcurrir de los años y los cambios de estilo.
Las vidrieras más antiguas y también las más apreciadas por su belleza son las del rosetón del crucero, sobre la puerta del Reloj, datadas en el siglo XIV, y algunas de la girola, aunque estas tienen un colorido más apagado. Después están las de la capilla mayor y las del brazo norte del crucero por el lado este, que presentan unas enormes figuras de santos y apóstoles. El resto de vidrieras son, en su mayor parte, de los siglos XV y XVI, aunque muchas fueron destrozadas por los bombardeos de la Guerra Civil. 
Muchas de las vidrieras del siglo XV aparecen documentadas. Se sabe que en las de la capilla mayor y algunas del crucero trabajó el vidriero Jacobo Dolfin y su criado Luis y en las del crucero meridional y algunos ventanales de la nave mayor por el lado de la epístola, los maestros Pedro Bonifacio, Cristóbal, y el monje alemán Pedro. Más tarde aparece la participación local del toledano maestro Enrique.
Las vidrieras pertenecientes al siglo XVI están confeccionadas con dibujos renacentistas. En ellas trabajan maestros reconocidos como Vasco de Troya (en 1502), Juan de Cuesta (en 1506) y Alejo Ximénez (en 1509-1513) que fabrica las de las naves laterales y las de la fachada oeste. Las vidrieras del rosetón y puerta de los Leones son obra de Nicolás de Vergara el Mozo.
A comienzos del siglo XVIII se siguen haciendo vidrieras para restaurar las que se habían estropeado. El artista Francisco Sánchez Martínez (uno de los últimos vidrieros de la catedral) fue uno de los buenos restauradores, aunque ya no se producen innovaciones y los modelos se repiten. Durante los años de Guerra Civil Española las vidrieras sufrieron mucho deterioro, pero en los últimos años del siglo XX se hizo una gran labor de restauración y recuperación.

## El Transparente

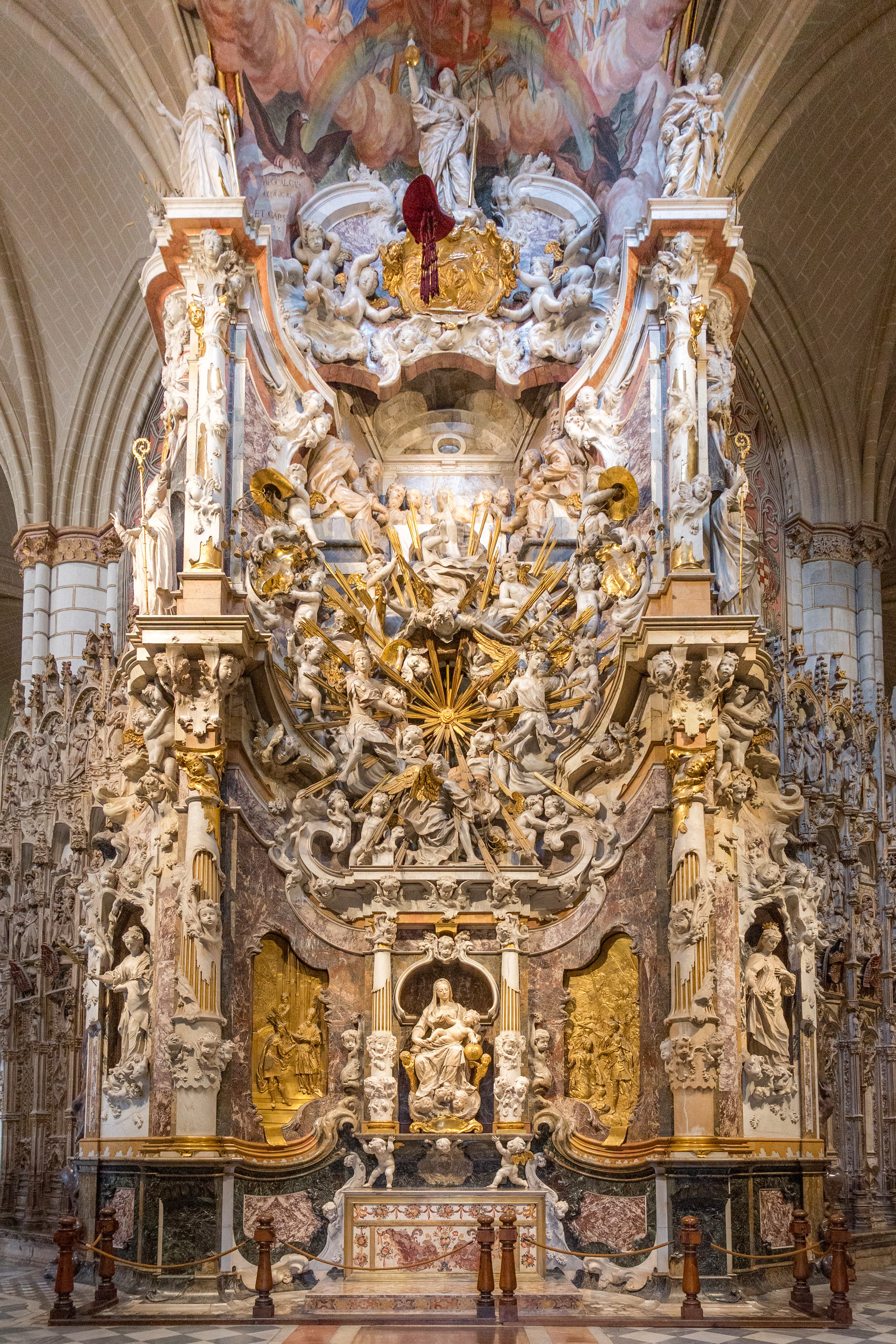
Transparente

Se llama Transparente en la catedral de Toledo a una obra arquitectónica y escultórica realizada entre 1729 y 1732 por el gran arquitecto del barroco Narciso Tomé, ayudado por sus hijos, quien fue nombrado arquitecto suplente en 1721 en esta catedral. Se encuentra en el muro absidal, en el trasaltar mayor. La obra es de estilo barroco y churrigueresco y se la considera la obra maestra de este arquitecto-escultor.
Se realizó en tiempos del arzobispo Diego de Astorga y Céspedes (1720-1734) y cuya tumba se halla a los pies del altar del Transparente.
Para su realización se abrió un óculo a través del hueco despejado en el muro. A su vez este óculo recibe la luz de los tragaluces hechos en la parte superior del ábside, de manera que el transparente queda iluminado al mismo tiempo que reparte la luz a través del óculo hacia el sagrario. Dicho óculo puede recordar al que talló Bernini sobre el altar de la Cátedra de San Pedro en Roma. Como culminación está la gran oquedad de la bóveda por donde entra la luz. Es una bóveda decorada con pinturas al fresco de temas bíblicos. Tiene también gran ornamentación de figuritas esculpidas en mármol y alabastro.

## La rejería renacentista

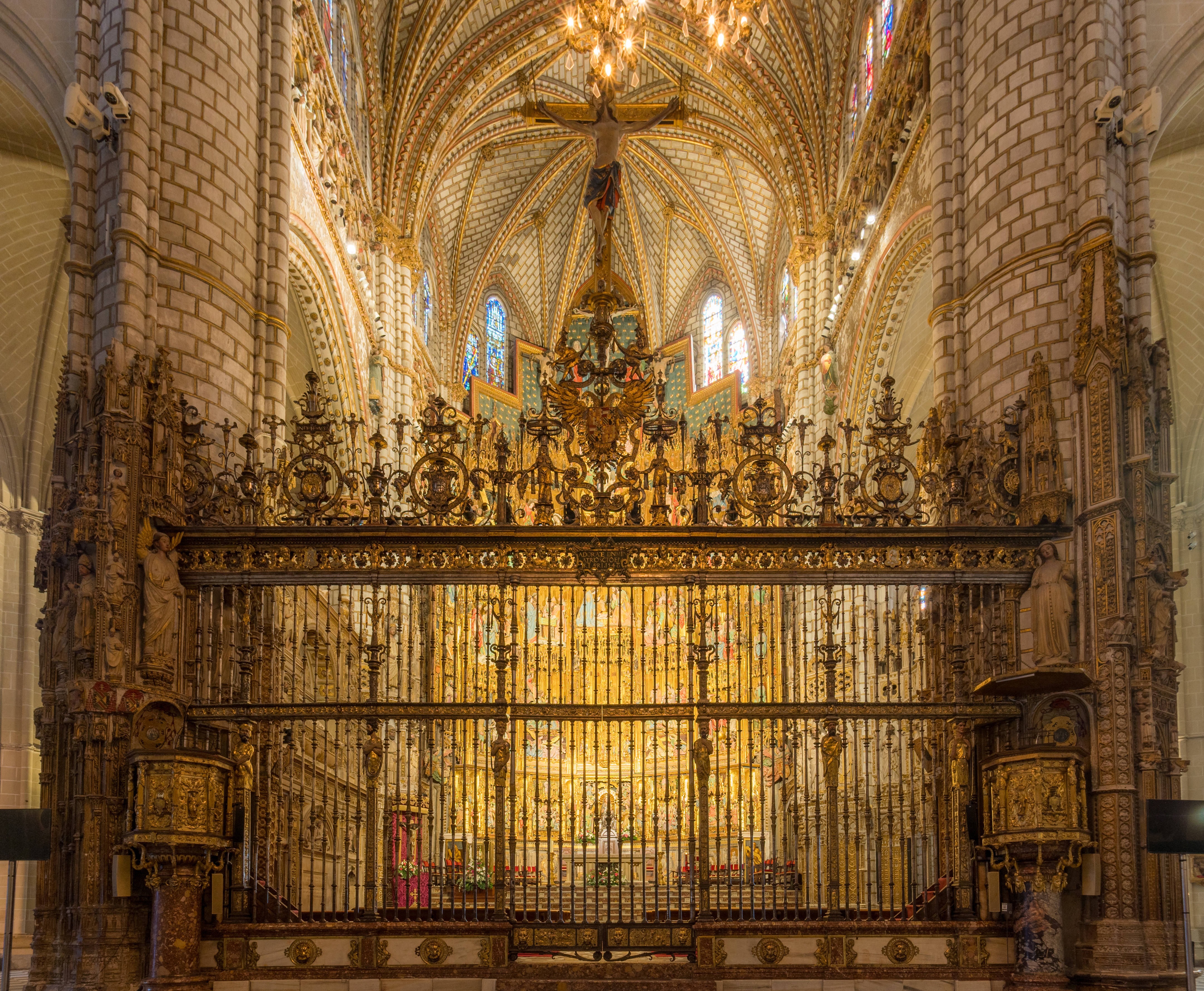
En primer término, rejería de la capilla Mayor

En el siglo XVI se impone el estilo renacentista en las labores de rejería. Los balaustres, las pilastras, y la coronación o copete se trabajan con gran primor y fina orfebrería. El balaustre es el elemento principal que articula o divide las secciones y que a veces sirve como soporte de candelabros y tenebrarios. Primero se trabajaron en la forja y más tarde fueron labrados a torno. Las rejas renacentistas se dividen en dos o tres pisos que a su vez se dividen horizontalmente con ayuda de pilares y columnas más gruesas que se intercalan entre los balaustres más finos. Tienen casi siempre un remate con figuras mitológicas, con medallones, candelabros y crestería. Se creaban en hierro para después dorarlas o platearlas. Los maestros rejeros que dejaron su arte en esta catedral fueron: Domingo de Céspedes, Francisco de Villalpando, Juan Francés y Julio Pascual.

## Sala Capitular

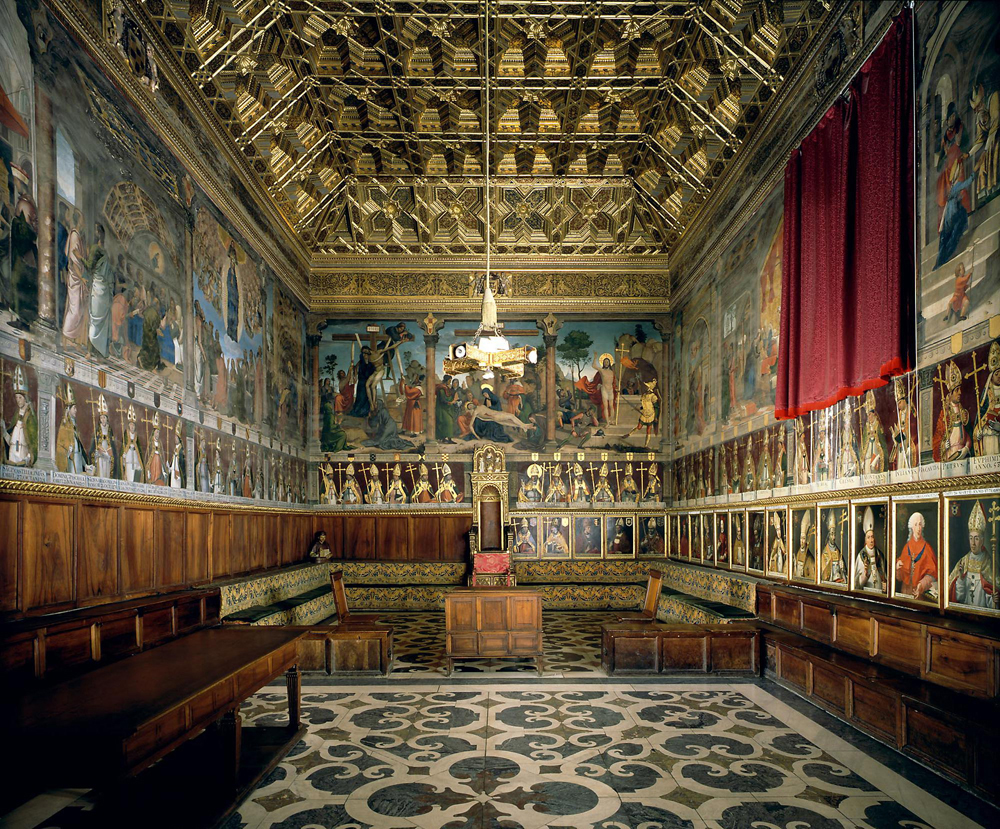
En la sala capitular de la Catedral de Toledo se exhibe una serie muy completa de retratos de los arzobispos de Toledo, señores de Alcalá. Los primeros, pintados por Juan de Borgoña desde 1508, son puramente teóricos, excepto aquellos que pudo llegar a conocer (desde el propio Cisneros, que fue quien los encargó).

La Sala Capitular está conformada por tres espacios (ver nº 3 del plano). El primero (una antigua y pequeña capilla) es una especie de vestíbulo por el que se accede al segundo que es la Antesala Capitular, con un artesonado mudéjar de lacería realizado por Francisco de Lara que lleva como remate un friso plateresco. La puerta de acceso a la Sala Capitular es también mezcla de mudéjar y plateresco, obra de Bernardino Bonifacio de Tovar, realizada en 1510. Este vestíbulo está amueblado con buenos roperos realizados el de la izquierda por Gregorio Pardo (siglo XVI) y el de la derecha por Gregorio López (siglo XVIII).
Desde la pieza que hace las veces de antesala se accede a través de una puerta con decoración mudéjar en el llamado estilo Cisneros. La sala capitular fue mandada construir adherida al ábside por su lado sur, por el cardenal Cisneros, sobre el año 1504. Las trazas le fueron encomendadas al arquitecto Enrique Egas.
Es una habitación rectangular con muros planos, cuya techumbre se cubre con un artesonado mudéjar-plateresco, obra de Diego López y Francisco de Lara que realizaron entre 1508 y 1510. El friso que está debajo del artesonado y recorre las cuatro paredes (llamado también alicer) lleva ornamentación plateresca muy rica. Toda la sala está recorrida por un banco de madera que hace la función de sitiales para los prelados, salvo la silla arzobispal que se encuentra al fondo en el centro del muro; fue labrada por Copín de Holanda y terminada en 1514. Sobre los sitiales, en dos filas y a lo largo de los muros se hallan todos los retratos de los arzobispos desde San Eugenio hasta el último. El autor de los retratos desde San Eugenio hasta Cisneros fue Juan de Borgoña. De Francisco Comontes los de Tavera y Silíceo; el de Bartolomé de Carranza de Luis de Carvajal. El de Quiroga, de Luis de Velasco. El de Sandoval y Rojas es obra de Tristán; el de Moscoso, de Rizi; el de Iguanzo, de Vicente López. 

Entre la galería de retratos y el friso del artesonado los muros se muestran con pinturas al fresco. Constituyen uno de los grandes conjuntos de la pintura mural española. Las columnas pintadas dividen los paneles donde se representan escenas de la vida de la Virgen y de la Pasión de Cristo. Es obra excepcional de Juan de Borgoña.

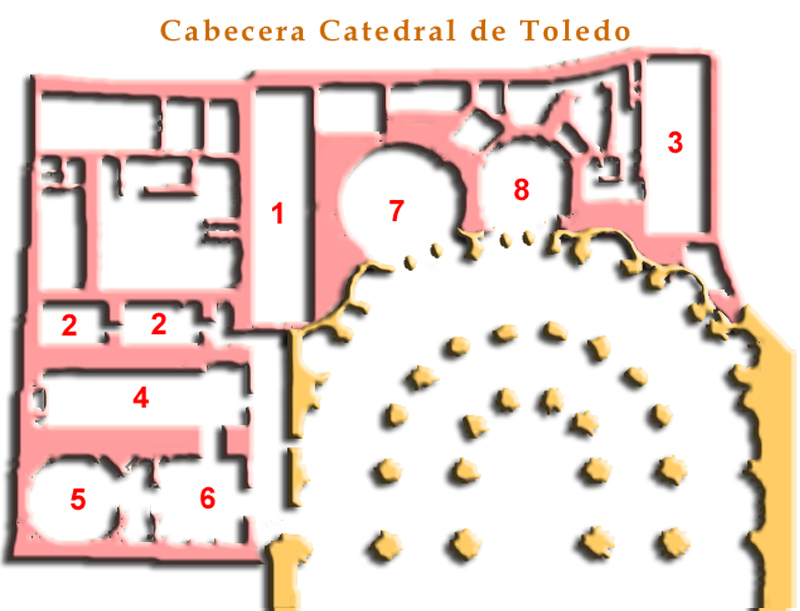
Sección del plano de la catedral; girola

A continuación de la Sala Capitular y antes de llegar a la gran capilla de San Ildefonso hay dos pequeñas capillas: San Nicolás, fundada por el arzobispo Gudiel en el siglo XIII y la de la Trinidad, restaurada por el canónigo Rafael Gutiérrez Díaz en el siglo XIV.

## Artes suntuarias: el Tesoro Mayor

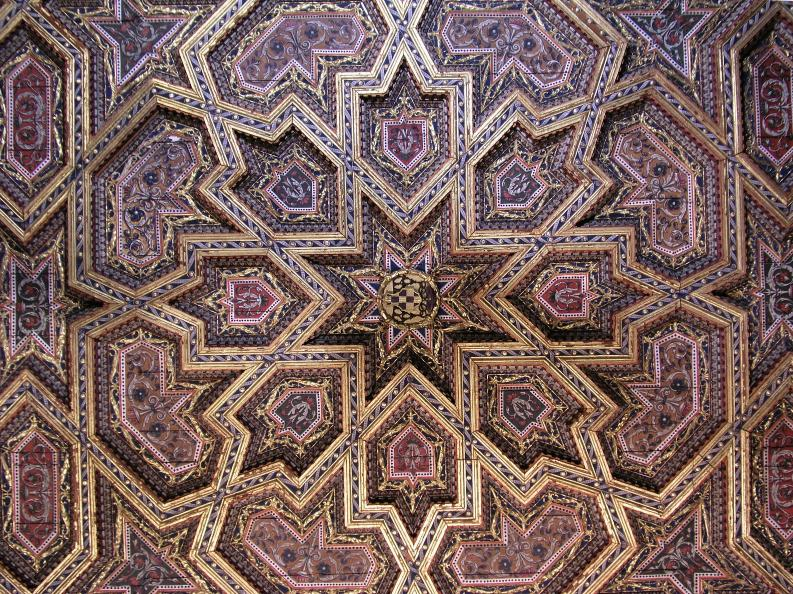
Artesonado del techo de la Sala del Tesoro

El Tesoro está ubicado en el espacio frontero a la capilla Mozárabe, en el lado norte, justo debajo de la torre, en lo que fue la sacristía de la capilla de los Reyes Nuevos antes de su traslado. Tiene una portada muy singular pues en un principio iba a ser la capilla funeraria del cardenal Tavera, por lo que se pueden ver en ella esculturas y alusiones tanto a la muerte como a la persona del cardenal. La portada fue diseñada por el arquitecto y escultor renacentista Alonso de Covarrubias. Consta de un arco de medio punto, cerrado, en el que se abre la puerta adintelada limitada por dos columnas muy adornadas. En el tímpano Covarrubias labró un busto de San Juan Bautista, dentro de un medallón o tondo sujeto por ángeles tenantes; este santo era el patrón del cardenal Tavera. Sobre el arco hay una hornacina donde se encuentra el grupo escultórico de Quo Vadis sobre fondo de venera o concha, en alusión a la muerte (capilla funeraria), obra del escultor Olarte. El grupo está limitado por columnas abalaustradas de rica ornamentación. A ambos lados de la hornacina se ven los escudos del cardenal Tavera (que se vuelven a repetir en tamaño más pequeño en el espacio que hay entre la curva del arco de la entrada y el grupo de Quo Vadis, sostenidos por dos ángeles tenantes) y debajo de ellos, los escudos del canónigo López de Ayala que fue un gran mecenas de la catedral. El techo de la capilla está cubierto por un magnífico artesonado de yesería.
En el interior se muestran múltiples vitrinas que guardan el tesoro de la catedral que consiste en objetos litúrgicos, relicarios, báculos, ropas, libros, etc. Hay dos buenas tallas, una de Juan Martínez Montañés y otra de Pedro de Mena.
En una de las vitrinas se guardan dos tesoros de valor histórico: una cruz pectoral, regalo del papa Juan XXIII y un cáliz, regalo del mariscal Petain (jefe de Estado de Francia de 1940 a 1944). Otro de los tesoros más preciados es la Biblia que San Luis rey de Francia regaló a esta catedral en el siglo XIII. Son tres tomos escritos en latín y decorados exquisitamente con miniaturas elaboradas sobre más de 5000 panes de oro. Se trata de una biblia moralizada, es decir, que relaciona las escenas bíblicas con las costumbres del momento histórico en que se realizó este trabajo.
Una obra curiosa y de un cierto valor es la cruz pintada sobre madera del pintor italiano Fra Angelico. Tiene la originalidad de estar pintada por ambos lados: en el de delante se ve a Cristo aún vivo y en el de detrás, Cristo muerto. Fue un regalo que hizo en 1936 el entonces Jefe del Gobierno Italiano Benito Mussolini. La pieza más valiosa e importante es la monumental custodia de Enrique de Arfe, obra de 1517-1524.

### La custodia de Enrique de Arfe

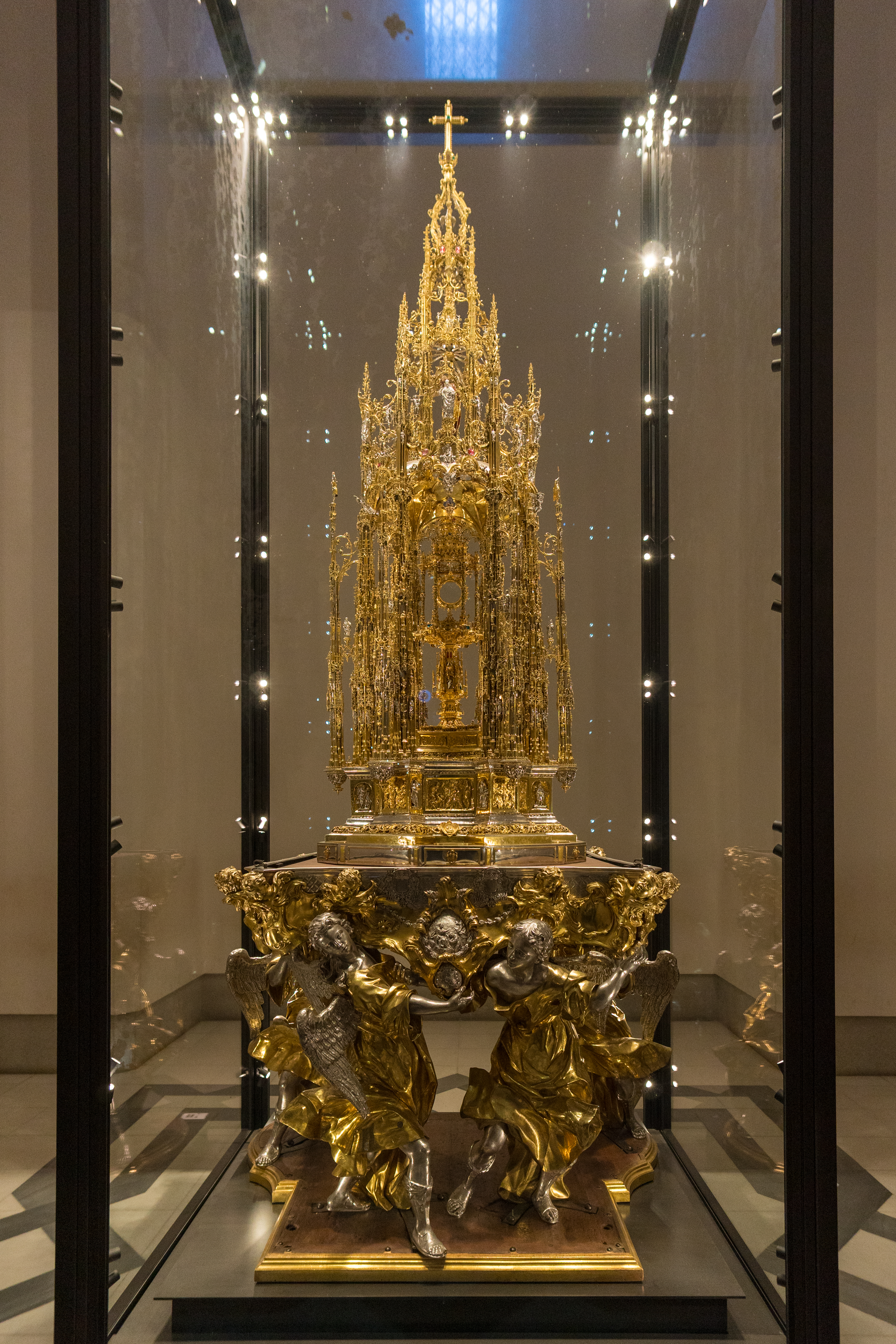
Custodia

El objeto más importante que se guarda en la capilla del Tesoro es la gran custodia de Enrique de Arfe (encargo del cardenal Cisneros para sustituir la que había de plata blanca y que desapareció cuando los tumultos de las Comunidades) que elaboró entre 1517 y 1524. Es de traza gótica arcaizante y de una gran belleza arquitectónica. En un principio se labró en plata pero en 1594 el arzobispo Quiroga mandó que se dorase.
La custodia tardó siete años en elaborarse y su coste superó los quince millones de maravedíes, de los que Arce recibió, además de los 2700 reales estipulados, un aguinaldo de 2500 maravedíes que el cabildo catedralicio, impresionado por su trabajo, le entregó en la Navidad de 1523. 
Tiene planta hexagonal. Se va elevando en columnillas que están primorosamente ejecutadas, con adornos en pedrería y variadas figuritas de ángeles, santos, florones, campanitas y espigas. El conjunto se cierra en el último cuerpo donde está colocada una cruz del siglo XVI. La peana sobre la que se sustenta es barroca del siglo XVIII. En todo el conjunto puede verse la parte más antigua que corresponde al núcleo central donde está la custodia. Esta custodia (en oro puro) fue hecha en Barcelona por el orfebre Jaume Aimerich (Jaime Alberique), a finales del siglo XV con el primer oro que Cristóbal Colón trajo de América. Fue un encargo de Isabel la Católica para su uso privado devocional. Cuando murió la reina sus albaceas hicieron cumplir varias mandas testamentarias para lo cual tuvieron que vender parte de sus pertenencias entre las que se encontraba esta custodia. La compraron los canónigos de la catedral de Toledo hacia 1505 y años más tarde fue cuando a instancias del cardenal Cisneros decidieron ampliarla con la gran obra de Enrique de Arfe.
En Toledo se tiene por costumbre desde el año 1595 sacar esta custodia en la procesión del Corpus Christi, sobre una carroza fabricada para este fin con una nivelación muy ajustada que se acciona mecánicamente. En la procesión van por delante de la custodia las autoridades políticas y eclesiásticas y detrás los cadetes de la Academia de Infantería. La custodia está armada con la ayuda de 12 500 tornillos que la sujetan, 5600 piezas diversas y 260 figurillas. Se emplearon 183 kg de plata más 18 de oro. Entre las inscripciones grabadas en la misma, se puede leer:

«Don Francisco Jiménez [Cardenal Cisneros], Cardenal Arzobispo de Toledo, Gobernador de España y conquistador de África, mandó hacer esta custodia del Santísimo Cuerpo de Cristo, la cual se concluyó en sede vacante, siendo Obrero Diego López de Ayala. Año del Señor 1524.»

## La catedral como panteón funerario privilegiado
En diferentes emplazamientos de la catedral se encuentran los sepulcros de miembros de la realeza:
Reyes visigodos
- Recesvinto (¿?-672), hijo del rey Chindasvinto.
- Wamba (¿?-688), hijo del rey Recesvinto.

Monarcas de León
- Alfonso VII de León (1105-1157), hijo de la reina Urraca I de León.

Monarcas de Castilla y León
- Sancho III de Castilla (1134-1158), hijo de Alfonso VII el Emperador.
- Sancho IV de Castilla (1258-1295), hijo de Alfonso X de Castilla.
- Enrique II de Castilla (1333-1379), hijo de Alfonso XI.
- Juana Manuel (1339-1381), esposa de Enrique II e hija de Don Juan Manuel.
- Juan I de Castilla (1358-1390), hijo de Enrique II de Castilla.
- Leonor de Aragón (1358-1382), esposa de Juan I de Castilla e hija de Pedro IV de Aragón.
- Enrique III de Castilla (1379-1406), hijo de Juan I de Castilla.
- Catalina de Lancáster (1373-1418), esposa de Enrique III de Castilla e hija de Juan de Gante.

Monarcas de Portugal
- Sancho II de Portugal, hijo de Alfonso II de Portugal y de Urraca de Castilla.[127]

Otros miembros de la realeza
- Sancho de Castilla (1233-1261), arzobispo de Toledo e hijo de Fernando III el Santo.[128]
- Sancho de Aragón (1247-1275), arzobispo de Toledo e hijo de Jaime I el Conquistador.
- Pedro de Aguilar (1330-1338), hijo ilegítimo de Alfonso XI el Justiciero y de Leonor de Guzmán.
- Luis María de Borbón y Vallabriga (1777-1823), cardenal y arzobispo de Toledo. Hijo del infante Luis y nieto de Felipe V de Borbón.

## El claustro y su entorno

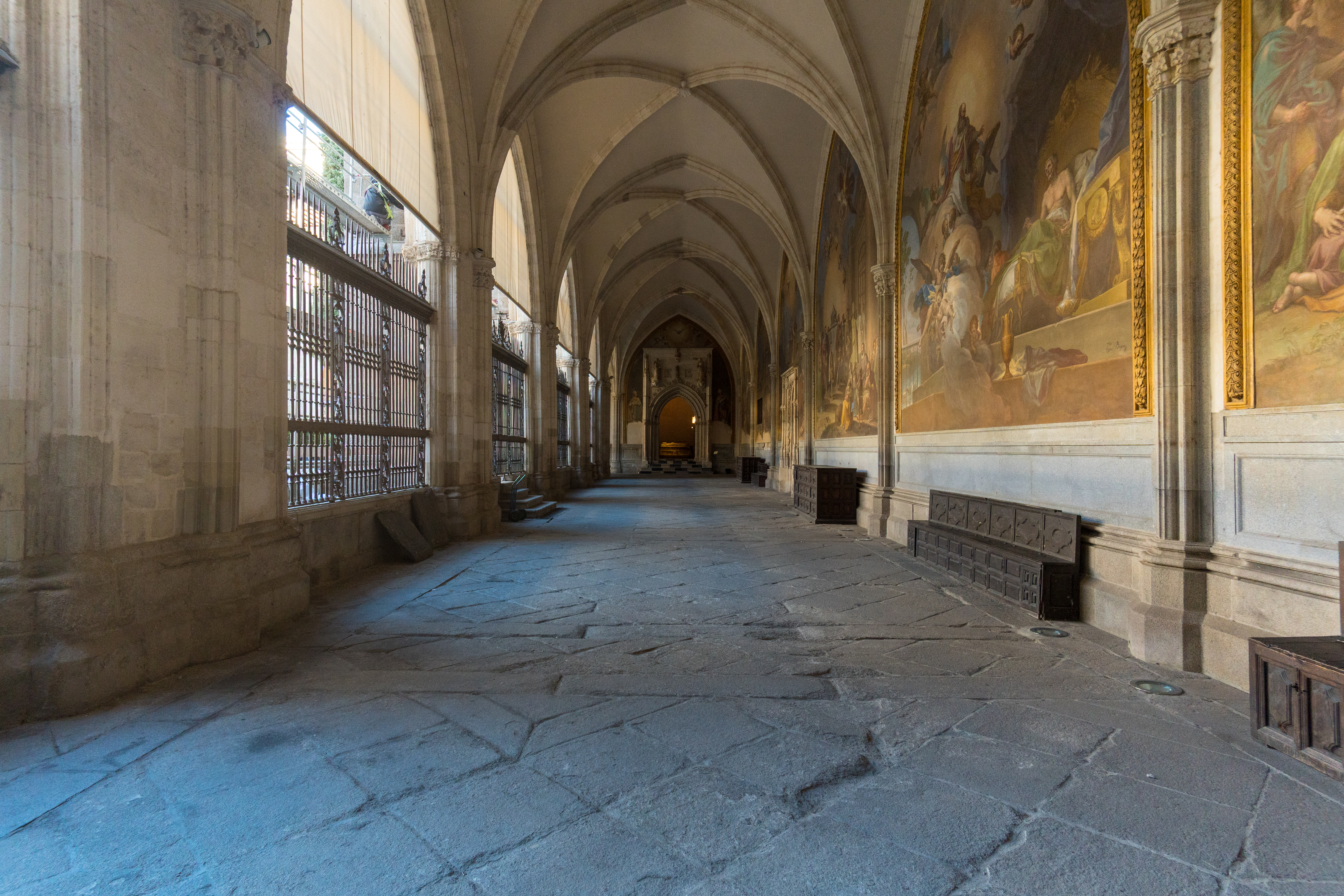
Claustro y frescos

Sobre el antiguo al-caná o alcaná (barrio comercial hebreo), en el costado norte de la catedral, el arzobispo Pedro Tenorio planeó el claustro y una capilla que le serviría de sepultura.
Las obras del claustro se iniciaron el 14 de agosto de 1389, con la colocación de la primera piedra, y terminaron en 1425. En ellas trabajaron los maestros Rodrigo Alfonso y Alvar Martínez en una construcción de cuatro crujías con bóvedas cuatripartitas. La construcción del claustro no estuvo exenta de historia y leyenda. Al encontrarse la feria en el lugar donde Pedro Tenorio planeó su construcción, los propietarios de los puestos y tiendas fueron reacios desde el primer momento. Eugenio Narbona cuenta el interés del arzobispo por ocupar cuanto antes «las alcaycerías, que es el lugar donde las mercadurías se venden». Durante el tiempo en el que el arzobispo y los propietarios discutían sobre la compra y los precios, el infortunio llegó en forma de incendio que destruyó todo el mercado. Aprovechó entonces Pedro Tenorio para su compra y, aquí la leyenda, se acusó al mismo de haber provocado el desastre para poder adquirir los terrenos.
Dado el relieve de la zona, se construyó metro y medio por encima del nivel de la planta de la catedral y de modo que pudiera soportar dos alturas, lo que ocurrió con la llegada del cardenal Cisneros. Tenorio no escatimó esfuerzos en conseguir que la grandeza y majestuosidad del claustro fuera merecedor del gótico catedralicio. En las galerías de la planta baja hay una serie de pinturas al fresco con escenas de santos (Eugenio, Casilda, Eladio). Once de estas pinturas son de Bayeu y dos de Maella.
Es de notar que, no existiendo en la catedral orden monástica, el destino del claustro y el resto de las piezas que en su contorno se construyeron tuvieron funciones muy distintas en el tiempo: desde almacén a aula; como lugar de transacciones mercantiles (recuperando el sentido de la antigua alcaná o de oración). Llegó a ser lugar de reunión del municipio y una de sus salas fue capilla mozárabe.

### Capilla de San Blas

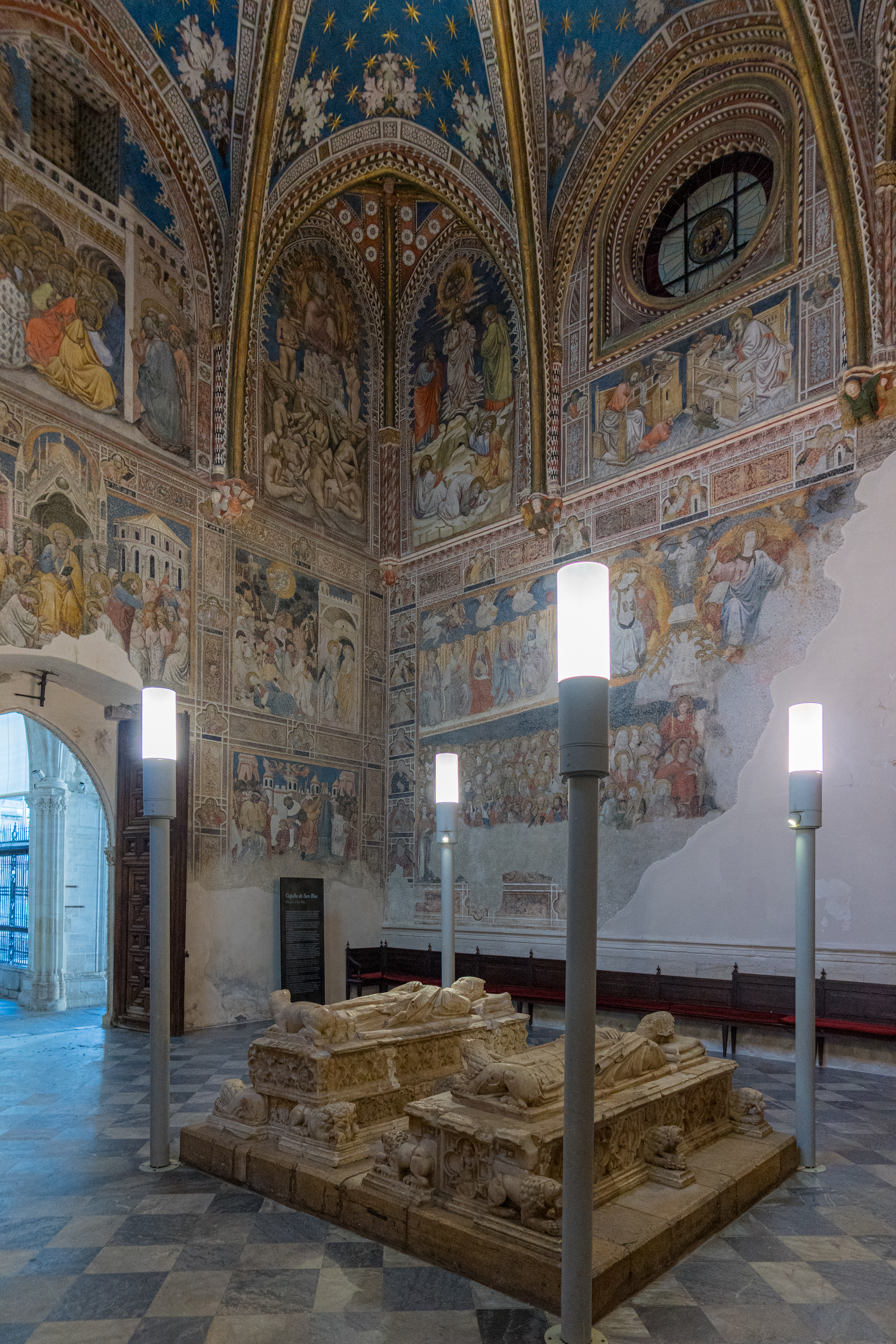
Capilla de San Blas

La capilla de San Blas (la de Pedro Tenorio) se encuentra en la planta baja cubierta por una bóveda en ochavo que recuerda el destino funerario. Se accede desde el propio claustro y se discute el inicio de las obras: en general se acepta un periodo que abarca desde 1389 a 1398, siendo concluida poco antes de la muerte de Pedro Tenorio, el 10 de mayo de 1399. Se sitúa siete metros por debajo de la línea de la calle, decisión tomada con posterioridad al inicio de las obras por la imagen de la consagración a San Blas y se establecieron las rentas y deberes del cabildo para el sostenimiento de la misma.
La capilla está decorada en dos partes diferenciadas. Primero, desde la cornisa hasta el techo se representa el Credo en catorce escenas en el sentido de las agujas del reloj. En la parte inferior de la cornisa se encuentra el Juicio Final y escenas de santos. La autoría de las obras no está clara, aunque queda atribuida sin lugar a dudas a pintores florentinos entre los que se menciona como muy probables a Gherardo Starnina y Nicolás de Antonio con el enigmático Rodríguez de Toledo cuya firma apareció en 1924 al eliminar los enlucidos de la parte inferior.
Las deficientes restauraciones sufridas y el deterioro que a lo largo de los años ha producido la humedad han dañado las pinturas más cercanas al suelo, en algunos casos de forma irremediable. Se realizó a principios del siglo XXI una profunda restauración de esta capilla, consolidando las pinturas y devolviéndolas todo su colorido y esplendor originales, a excepción de aquellos fragmentos irremediablemente perdidos.

### La Biblioteca
Los fondos capitulares se organizan en tres grandes secciones bibliográficas: el Antiguo Fondo Toledano, el Fondo Lorenzana y el Fondo Zelada. De la totalidad de los volúmenes podemos destacar unos 2.500 manuscritos y 5.500 libros impresos.
Tras la reconquista de Toledo en 1085 por el rey Alfonso VI la catedral fue restaurada ex novo, aboliéndose definitivamente en ella la vieja liturgia hispana, lo que dejó en desuso una cantidad ingente de libros litúrgicos antiguos y propició el encargo de otros nuevos, adaptados ahora al rito romano. Los primeros libros que componen el Fondo Antiguo proceden de la antigua Iglesia Mozárabe, aunque éstos no se incorporaron definitivamente a la biblioteca hasta mucho tiempo después, la mayoría en época del cardenal Cisneros.
Los nuevos códices incorporados al restaurado Cabildo, fueron el germen de la biblioteca capitular toledana, cuyos fondos fueron incrementándose a lo largo de los siglos mediante compras, encargos y diversas donaciones. Gracias a los testamentos conservados en el archivo catedralicio observamos que gran parte de los clérigos poseían libros, considerados todos ellos como bienes de estimado valor, aunque hasta el siglo XIV no fueron muchos los sacerdotes que los donaban a su iglesia directamente. Entre los siglos XVI y XVIII encontramos respectivamente a dos de los grandes donantes de la historia de la biblioteca toledana: el cardenal Cisneros (1495-1517) con su Misal Rico, el Misal Mozárabe o el Breviario Mozárabe y el cardenal Lorenzana 1772-1800) quien también contribuyó a que el cardenal Zelada donara a Toledo buena parte de su colección bibliográfica, lo que triplicó en número los fondos toledanos, cuya biblioteca pasó a ser una de las principales de España. Junto al notable incremento en el número de volúmenes, el espacio de la biblioteca se adecuó bajo la nueva estética neoclásica, por lo que se eliminaron las antiguas pinturas al fresco realizadas por Juan de Borgoña, se blanquearon los muros y se realizó una nueva bóveda de yeso.

## Música de la catedral
El Renacimiento coincide en toda Europa con una extensión de la música religiosa más allá de los monasterios, pasando a ser pieza clave en la Eucaristía. A la grandiosidad de las catedrales hay que dotarla de un ritual espectacular donde la música tiene la misión de ensalzar la obra arquitectónica y continuar la glorificación de Dios. Hacia 1440 las piezas polifónicas vocales penetran en Castilla y Aragón con fuerza. La música instrumental vendrá representada por el órgano, que con rapidez ocupa los espacios de las catedrales y las iglesias arciprestales.
En la catedral de Toledo el más importante es el denominado Órgano del Emperador, situado en el crucero. Le siguen el llamado General, el de Echevarria y el de Verdalonga, ubicados en el coro. El cardenal Cisneros, con la reforma de la capilla del Corpus Christi para el rito mozárabe, con su propia música, introdujo en la misma otro órgano. También se encuentran otros en el resto de capillas importantes: la de los Reyes Nuevos -que dispone de dos-, la del Alcázar, la de la Virgen del Sagrario y la de San Pedro.
No solo el órgano fue importante. Con el paso de los años se introdujeron instrumentos de viento (chirimías, flautas y sacabuches), arpas y otros instrumentos de cuerda, como la denominada viola da braccio, que servían de acompañamiento a la música vocal. Con la creación de la Capilla de Música a lo largo de los siglos XVI y XVII se irá incorporando el oboe y el contrabajo, en perjuicio de la chirimía y el sacabuche.
Los Seises o escolanía de la catedral fueron creados como grupo vocal por el cardenal Silíceo quien, el 22 de julio de 1557, fundó para ellos el Colegio de Nuestra Señora de los Infantes, aunque con anterioridad ya se mencionaba en el siglo xii de la existencia de moços que cantaban en los actos litúrgicos. Fueron y son el Coro de la catedral y de la Capilla de Música. En su acta constitucional del siglo xvi ya se recoge su vestimenta en rojo, que mantienen en la actualidad con sobrepelliz blanco. En el Colegio convivían, generalmente, los maestros de capilla y otros profesores junto con los niños, a los que se aseguraba la formación e, incluso, durante una época, su incorporación a la Real Universidad de Toledo. La carta constitucional, otorgada por Silíceo el 9 de mayo de 1557, prescribía taxativamente en su punto sexto:

«... mandamos que aya otro maestro que enseñe a los dichos clerizones a cantar canto llano y canto de órgano y contrapunto, del qual assi mismo se aya informaçión cómo es xpi.ano viejo, conforme al Statuto, Saçerdote y de buena fama y nombre y bastante docto en la facultad de Música, el qual enseñe a los dichos clerizones a cantar todos los días de fiestas y domingos una hora antes de comer, y otra después de hauer comido, y otra después de completas, y los otros días lectivos les dé cada día una lectión después de auer çenado»

Entre los maestros de capilla, destacó Cristóbal de Morales [cita requerida] (En línea Emendemus in melius y Peccatem me Quotidie), que había trabajado en la Capilla Sixtina de Roma y que llegó a componer 21 misas y más de 70 motetes; Jaume Casellas, Matías Durango de los Arcos, Alonso Lobo, Juan de Bonet y Paredes, Andrés de Torrentes, Miguel de Ambiela, Ginés de Boluda y Francisco Juncá y Carol.
La influencia de la música de la catedral de Toledo fue decisiva en la música religiosa española. No solo en el canto mozárabe, sino también al aportar maestros de capilla que fueron después a otras diócesis como Sevilla[cita requerida]o Jaén, seises que formaron coros en otras catedrales y hasta variaciones sobre el Canto gregoriano en la forma de lo que se conoce como Cantus Eugenianus, Cantus Melodicus o Vulgo Melodía, propio de los maestros melódicos de la catedral (se han datado hasta dieciocho maestros; su figura desaparece con el Concordato de 1851) y cuyas composiciones se conservan en la biblioteca catedralicia en su mayor parte.

## Citas
La magnificencia de la catedral de Toledo ha levantado siempre entre los críticos e historiadores de arte grandes admiraciones y halagos. He aquí algunas citas de personajes importantes en el mundo del arte y la arquitectura.
- El historiador y arqueólogo francés Élie Lambert (1888-1961) hizo un profundo estudio sobre el arte gótico en general y sobre la catedral de Toledo en particular. Escribió:

«Es un mundo la catedral de Toledo, porque legáronla los siglos tal acumulación de obras de arte, tan diversas unas de otras, que lo fabuloso de su riqueza y lo atrayente de su diversidad, producen al punto una impresión de asombro»

.
- Manuel Bartolomé Cossío (1857-1935), pedagogo y profesor universitario español, hizo la siguiente crítica:

«La catedral de Toledo es el ejemplo más netamente español de arquitectura gótica, la cual experimenta aquí una adaptación al medio clásico; es la primera en España y una de las pocas en el mundo en cuanto a belleza y perfección. Está resuelto en ella, mediante rectángulos y triángulos el problema de la girola».

- El arquitecto nacido en Madrid Leopoldo Torres Balbás (1888-1960), dice en (Ars Hispaniae, VII):

«Al penetrar en su interior [catedral de Toledo], en la enorme sala de más de 120 metros de longitud y cerca de 60 de ancho, obra maestra de calma y armonía, nos hallamos en un mundo muy distinto al de las catedrales francesas, a pesar de la semejanza de sus formas. En lugar del magnífico ritmo ascendente de estas, la toledana, sus cinco naves en escalón, sin grandes diferencias de altura, sin efectismo alguno, es de proporciones equilibradas. La cabecera parece de poca elevación, achatada, si la comparamos con la de cualquier catedral francesa. En cosa tan esencial en arquitectura como es el sentimiento del espacio, difiere radicalmente el templo castellano de los modelos franceses de los que deriva.»

- El rey Alfonso X el Sabio explica el por qué de su construcción en estos términos:

«Et el rey con el arzobispo don Rodrigo, andando por la iglesia de Toledo, catándola e departiendo en ella, tomáronla por muy antigua ya; et mesurando en ello vino el espíritu de Dios et de sanctidat en ellos et mesuro el rey don Fernando que pues que Dios renovaba a él et le daba a fazer tantas conquistas de los moros en tierras que la cristiandad perdiera, que bien sería de renovar ellos de aquellas ganancias la iglesia de Santa María de Toledo et tuvieron esta razón por muy buena et muy derecha, et el rey don Fernando et el arzobispo don Rodrigo metiéronla en obra. Entonces echaron la primera piedra de la iglesia de Santa María de Toledo el rey et el arzobispo et la asentaron ambos a uno… Et creció la obra maravillosamente de día en día.»